# Arlbergbahn
| Verlauf |                                                                                  |                                                    |                                                    |
| Höhenprofil |                                                                                  |                                                    |                                                    |
| Streckennummer (ÖBB): | 101 05                                                                           |                                                    |                                                    |
| Kursbuchstrecke (ÖBB): | 301 (Jenbach–Telfs-Pfaffenhofen / Steinach in Tirol) 400 (Innsbruck Hbf–Bludenz) |                                                    |                                                    |
| Streckenlänge: | 136,720 km                                                                       |                                                    |                                                    |
| Spurweite: | 1435 mm (Normalspur)                                                             |                                                    |                                                    |
| Netzkategorie: | A                                                                                |                                                    |                                                    |
| Streckenklasse: | D4 (Landeck-Zams–Strengen: D2)                                                   |                                                    |                                                    |
| Stromsystem: | 15 kV 16,7 Hz ~                                                                  |                                                    |                                                    |
| Maximale Neigung: | Ostrampe: 26 ‰ Westrampe: 34 ‰                                                   |                                                    |                                                    |
| Minimaler Radius: | Ostrampe: 300 m Westrampe: 242 m                                                 |                                                    |                                                    |
| Streckengeschwindigkeit: | 160 km/h                                                                         |                                                    |                                                    |
| Zugbeeinflussung: | PZB                                                                              |                                                    |                                                    |
| Zweigleisigkeit: | Innsbruck Hbf–Ötztal Abzw Schönwies 1–Landeck-Zams Abzw Flirsch 1–Abzw Langen 1  |                                                    |                                                    |
| |                                                                                  |                                                    |                                                    |
| \| \| \| von Kufstein \| \| \| \| -0,434 \| Innsbruck Hbf \| 582 m ü. A. \| \| \| \| Brennerbahn nach Verona \| \| \| \| \| Straßenbahn Innsbruck \| \| \| \| \| von Innsbruck Hbf-Frachtenbf \| \| \| \| \| \| \| \| \| 1,325 \| Innsbruck Westbf (vorm. Wilten) \| 583 m ü. A. \| \| \| \| \| \| \| \| \| Mittenwaldbahn nach Garmisch-Partenkirchen \| \| \| \| \| Inntal Autobahn \| \| \| \| 6,910 \| Völs \| 584 m ü. A. \| \| \| \| \| \| \| \| 10,442 \| Kematen i. T. H-Lst, Awanst (vorm. Bf) \| 593 m ü. A. \| \| \| \| \| \| \| \| 12,049 \| Unterperfuss (bis 29. September 1968) \| Unterperfuss (bis 29. September 1968) \| \| \| 14,000 \| Awanst \| Awanst \| \| \| 14,247 \| Zirl \| 596 m ü. A. \| \| \| 16,911 \| Inzing \| 601 m ü. A. \| \| \| 19,163 \| Hatting \| 605 m ü. A. \| \| \| 20,370 \| Üst Zirl 2 \| Üst Zirl 2 \| \| \| \| \| \| \| \| 21,412 \| Flaurling H-Lst, Awanst (vorm. Bahnhof) \| 609 m ü. A. \| \| \| \| \| \| \| \| 25,00025,085 \| Fehlerprofil (−85 m), Beginn Linienverlegung \| Fehlerprofil (−85 m), Beginn Linienverlegung \| \| \| \| Ende Linienverlegung \| \| \| \| 25,545 \| Oberhofen im Inntal (ab 12. Dezember 2004) \| 620 m ü. A. \| \| \| 26,800 \| Telfs-Pfaffenhofen \| 623 m ü. A. \| \| \| 31,056 \| Rietz \| 635 m ü. A. \| \| \| 34,647 \| Stams \| 639 m ü. A. \| \| \| 36,223 \| Mötz \| 644 m ü. A. \| \| \| 38,223 \| Silz \| 648 m ü. A. \| \| \| 42,458 \| Haiming \| 669 m ü. A. \| \| \| 45,420 \| Ötztal \| 692 m ü. A. \| \| \| 46,15246,320 \| Fehlerprofil (−168 m) \| Fehlerprofil (−168 m) \| \| \| 46,850 \| Neubau Ötztaler Achbrücke bis 09.2011 \| Neubau Ötztaler Achbrücke bis 09.2011 \| \| \| 47,200 \| Ötztaler Achbrücke (neu), Ötztaler Achbrücke (alt) \| Ötztaler Achbrücke (neu), Ötztaler Achbrücke (alt) \| \| \| 47,600 \| \| \| \| \| 47,60047,597 \| Fehlerprofil (+3 m) \| Fehlerprofil (+3 m) \| \| \| 50,056 \| Roppen \| 706 m ü. A. \| \| \| 54,698 \| Imst-Pitztal (1944: Imst) \| 716 m ü. A. \| \| \| 59,070 \| Imsterberg \| 724 m ü. A. \| \| \| 63,015 \| Schönwies \| 736 m ü. A. \| \| \| 65,570 \| Awanst Streng Bau \| Awanst Streng Bau \| \| \| 65,78065,891 \| Fehlerprofil (−111 m) \| Fehlerprofil (−111 m) \| \| \| 65,911 \| Abzw Schönwies 1, Beginn Linienverlegung \| Abzw Schönwies 1, Beginn Linienverlegung \| \| \| 66,550 \| Kronburgtunnel (330 m) \| Kronburgtunnel (330 m) \| \| \| 68,580 \| Zammer Tunnel (2335 m), Ostportal \| Zammer Tunnel (2335 m), Ostportal \| \| \| 70,980 \| Zams 768 m ü. A. \| Zams 768 m ü. A. \| \| \| \| Zammer Tunnel, Westportal \| \| \| \| \| Ende Linienverlegung \| \| \| \| \| \| \| \| \| 71,837 \| Landeck-Zams (bis 2005: Landeck) \| Landeck-Zams (bis 2005: Landeck) \| \| \| \| \| \| \| \| \| ehem. gepl. Reschenbahn \| \| \| \| 72,150 \| Anschlussbahn zur Firma Donauchemie AG \| Anschlussbahn zur Firma Donauchemie AG \| \| \| 72,40672,650 \| Fehlerprofil (−244 m) \| Fehlerprofil (−244 m) \| \| \| 73,404 \| Innbrücke (L 188 m / H 25 m) \| Innbrücke (L 188 m / H 25 m) \| \| \| 73,800 \| Landeck Perfuchs 816 m ü. A. \| Landeck Perfuchs 816 m ü. A. \| \| \| 76,447 \| Zappelbachbrücke (L 34 m / H 11,2 m) \| Zappelbachbrücke (L 34 m / H 11,2 m) \| \| \| 77,981 \| Pians \| 911 m ü. A. \| \| \| 78,277 \| Ganderbachbrücke (L 22 m / H 14,8 m) \| Ganderbachbrücke (L 22 m / H 14,8 m) \| \| \| 78,918 \| Mayenthalbrücke (L 53 m / H 15,0 m) \| Mayenthalbrücke (L 53 m / H 15,0 m) \| \| \| 79,495 \| Burgfriedbrücke (L 72 m / H 10,0 m) \| Burgfriedbrücke (L 72 m / H 10,0 m) \| \| \| 79,680 \| Wolfsgruberbachbrücke (L 50 m / H 14,3 m) \| Wolfsgruberbachbrücke (L 50 m / H 14,3 m) \| \| \| 79,949 \| Wiesberg 28.05.1988 aufgelassen \| 953 m ü. A. \| \| \| 80,253 \| Trisannabrücke (L 207 m / H 87,4 m) \| Trisannabrücke (L 207 m / H 87,4 m) \| \| \| 80,486 \| Weinzierltunnel (212 m) \| Weinzierltunnel (212 m) \| \| \| 80,700 \| Beginn Linienverlegung \| Beginn Linienverlegung \| \| \| 80,810 \| Moltertobeltunnel (1643 m) \| Moltertobeltunnel (1643 m) \| \| \| \| alter Moltertobeltunnel (75 m), bis 22. April 1914 \| \| \| \| 82,30882,200 \| Fehlerprofil (+108 m) \| Fehlerprofil (+108 m) \| \| \| 82,500 \| Ende Linienverlegung \| Ende Linienverlegung \| \| \| 82,496 \| Geigertobelbrücke (L 81 m / H 11,5 m) \| Geigertobelbrücke (L 81 m / H 11,5 m) \| \| \| 83,073 \| Strengen \| 1027 m ü. A. \| \| \| 85,114 \| Süßwaldbrücke (L 59 m / H 11,0 m) \| Süßwaldbrücke (L 59 m / H 11,0 m) \| \| \| 85,308 \| Klausbachaquädukt (20 m) \| Klausbachaquädukt (20 m) \| \| \| 87,274 \| Flirsch \| 1122 m ü. A. \| \| \| 87,564 \| Rosannabrücke I (L 28 m / H 7,9 m) \| Rosannabrücke I (L 28 m / H 7,9 m) \| \| \| 88,055 \| Rosannabrücke II (L 56 m / H 8,1 m) \| Rosannabrücke II (L 56 m / H 8,1 m) \| \| \| \| Arlberg Schnellstraße \| \| \| \| 88,483 \| Steinschlaggalerie (33 m) \| Steinschlaggalerie (33 m) \| \| \| 90,142 \| Abzw Flirsch 1, Beginn Linienverlegung \| Abzw Flirsch 1, Beginn Linienverlegung \| \| \| 90,176 \| Schnann (alt) \| Schnann (alt) \| \| \| 90,420 \| Schnann \| 1162 m ü. A. \| \| \| 91,028 \| Innere Maienbachgalerie (354 m) \| Innere Maienbachgalerie (354 m) \| \| \| 91,362 \| Awanst ÖBB-Unterwerk Pettneu am Arlberg \| Awanst ÖBB-Unterwerk Pettneu am Arlberg \| \| \| 91,528 \| Rosannabrücke III \| Rosannabrücke III \| \| \| 92,330 \| Apriestunnel (171 m) \| Apriestunnel (171 m) \| \| \| 93,334 \| Pettneu \| 1193 m ü. A. \| \| \| 93,476 \| Pettneu (alt) \| 1196 m ü. A. \| \| \| \| Ende Linienverlegung \| \| \| \| 93,767 \| Üst Flirsch 2 \| Üst Flirsch 2 \| \| \| 94,275 \| Vadisengalerie (579 m) \| Vadisengalerie (579 m) \| \| \| \| Beginn Neubaustrecke \| \| \| \| \| Rosannabrücke IV \| \| \| \| 96,271 \| St. Jakob \| 1228 m ü. A. \| \| \| 97,357 \| Wolfsgrubentunnel (1743 m), Ostportal \| Wolfsgrubentunnel (1743 m), Ostportal \| \| \| 97,698 \| Rosannabrücke IV \| Rosannabrücke IV \| \| \| 97,923 \| Rosannabrücke V \| Rosannabrücke V \| \| \| 99,100 \| Wolfsgrubentunnel, Westportal \| Wolfsgrubentunnel, Westportal \| \| \| 99,360 \| St. Anton am Arlberg \| 1309 m ü. A. \| \| \| 99,590 \| St. Anton am Arlberg (alt) \| 1303 m ü. A. \| \| \| 99,500 \| Arlbergtunnel (10.648 m), neues Ostportal \| Arlbergtunnel (10.648 m), neues Ostportal \| \| \| 100,127 \| Arlbergtunnel (urspr. 10.250 m), altes Ostportal \| Arlbergtunnel (urspr. 10.250 m), altes Ostportal \| \| \| 100,600100,828 \| Fehlerprofil (−228 m) \| Fehlerprofil (−228 m) \| \| \| \| Ende Neubaustrecke \| \| \| \| 104,241 \| Scheitelpunkt \| 1311 m ü. A. \| \| \| 107,622 \| Üst St. Anton 3 \| Üst St. Anton 3 \| \| \| \| Landesgrenze Tirol / Vorarlberg \| \| \| \| 110,377 \| Arlbergtunnel, Westportal \| Arlbergtunnel, Westportal \| \| \| 110,480 \| Alfenzbrücke (L 52 m / H 17,2 m) \| Alfenzbrücke (L 52 m / H 17,2 m) \| \| \| 110,715 \| Langen am Arlberg \| 1217 m ü. A. \| \| \| \| Beginn Linienverlegung \| \| \| \| 111,054 \| Blisadonatunnel (2411 m) Ostportal \| Blisadonatunnel (2411 m) Ostportal \| \| \| 111,120 \| Simastobeltunnel (140 m) \| Simastobeltunnel (140 m) \| \| \| 111,670 \| Großtobeltunnel (505 m) \| Großtobeltunnel (505 m) \| \| \| 112,464 \| Brücke (L 62 m / H 8,4 m) \| Brücke (L 62 m / H 8,4 m) \| \| \| 112,663 \| Kleines Lawinendach (34 m) \| Kleines Lawinendach (34 m) \| \| \| 112,744 \| Brücke (L 32 m / H 6,7 m) \| Brücke (L 32 m / H 6,7 m) \| \| \| 112,934 \| Abzw Langen 1 \| Abzw Langen 1 \| \| \| 112,973 \| Wälditobelbrücke (L 59 m / H 35 m) \| Wälditobelbrücke (L 59 m / H 35 m) \| \| \| 113,031 \| Klösterle \| 1157 m ü. A. \| \| \| 113,100 \| Abzweig von Hauptröhre, Vorb. für gepl. Weiterbau \| Abzweig von Hauptröhre, Vorb. für gepl. Weiterbau \| \| \| 113,465 \| Blisadonatunnel, Westportal \| Blisadonatunnel, Westportal \| \| \| 113,547113,463 \| Fehlerprofil (+84 m), Ende Linienverlegung \| Fehlerprofil (+84 m), Ende Linienverlegung \| \| \| 113,604 \| Großes Lawinendach (510 m) \| Großes Lawinendach (510 m) \| \| \| 114,113 \| Lawinenschutzdach In der Hose (53 m) \| Lawinenschutzdach In der Hose (53 m) \| \| \| 114,166 \| Lawinenschutzdach III (163 m) \| Lawinenschutzdach III (163 m) \| \| \| 114,200 \| Beginn Linienverlegung \| Beginn Linienverlegung \| \| \| 114,374 \| Wildentobeltunnel (1158 m) \| Wildentobeltunnel (1158 m) \| \| \| 114,583 \| Wildentobelaquädukt (15 m) \| Wildentobelaquädukt (15 m) \| \| \| 115,452 \| Spreubachbrücke \| Spreubachbrücke \| \| \| 115,600 \| Ende Linienverlegung \| Ende Linienverlegung \| \| \| 116,074 \| Wald am Arlberg (vorm. Danöfen) \| 1074 m ü. A. \| \| \| 116,630 \| Glongtobelbrücke \| Glongtobelbrücke \| \| \| 117,995 \| Stelzitobelbrücke (L 28 m / H 6,0 m) \| Stelzitobelbrücke (L 28 m / H 6,0 m) \| \| \| 118,342 \| Radonatobelviadukt (L 80 m / H 21,0 m) \| Radonatobelviadukt (L 80 m / H 21,0 m) \| \| \| 119,192 \| Brücke (L 23 m / H 6,1 m) \| Brücke (L 23 m / H 6,1 m) \| \| \| 119,279 \| Lawinenschutzdach Mühltobel (91 m) \| Lawinenschutzdach Mühltobel (91 m) \| \| \| 119,531 \| Lawinenschutzdach IV (144 m) \| Lawinenschutzdach IV (144 m) \| \| \| 119,692 \| Lawinenschutzdach Gipsbruchtobel (35 m) \| Lawinenschutzdach Gipsbruchtobel (35 m) \| \| \| 119,944 \| Lawinenschutzdach V (22 m) \| Lawinenschutzdach V (22 m) \| \| \| 121,253 \| Dalaas \| 932 m ü. A. \| \| \| 121,563 \| Hölltobelbrücke (L 96 m / H 24,2 m) \| Hölltobelbrücke (L 96 m / H 24,2 m) \| \| \| 121,920 \| Röckentunnel (68 m) \| Röckentunnel (68 m) \| \| \| 122,420 \| Schmiedtobeltunnel (94 m) \| Schmiedtobeltunnel (94 m) \| \| \| 122,654 \| Schmiedtobelbrücke (L 120 m / H 55,8 m) \| Schmiedtobelbrücke (L 120 m / H 55,8 m) \| \| \| 122,954 \| Engelwandtunnel (280 m) \| Engelwandtunnel (280 m) \| \| \| 123,349 \| Lawinenschutzdach Engelwand (31 m) \| Lawinenschutzdach Engelwand (31 m) \| \| \| 123,432 \| Brunntobelbrücke (L 74 m / H 24,6 m) \| Brunntobelbrücke (L 74 m / H 24,6 m) \| \| \| 123,722 \| Engelwäldchentunnel (209 m) \| Engelwäldchentunnel (209 m) \| \| \| 124,856 \| Fünffingertobelgalerie (32 m) \| Fünffingertobelgalerie (32 m) \| \| \| 124,888 \| Fünffingertobeltunnel (78 m) \| Fünffingertobeltunnel (78 m) \| \| \| 125,177 \| Hintergasse \| 824 m ü. A. \| \| \| 125,666 \| Schanatobelbrücke (L 70 m / H 18,8 m) \| Schanatobelbrücke (L 70 m / H 18,8 m) \| \| \| 125,749 \| Lawinenschutzdach Böcktöbele (36 m) \| Lawinenschutzdach Böcktöbele (36 m) \| \| \| 126,425 \| Pfaffentobeltunnel (97 m) \| Pfaffentobeltunnel (97 m) \| \| \| 126,684 \| Plattentobeltunnel (162 m) \| Plattentobeltunnel (162 m) \| \| \| 126,881 \| Rüfeviadukt (L 65 m / H 7,3 m) \| Rüfeviadukt (L 65 m / H 7,3 m) \| \| \| 127,970 \| Lawinenschutzdach VI (139 m) \| Lawinenschutzdach VI (139 m) \| \| \| 127,109 \| Masontunnel (147 m) \| Masontunnel (147 m) \| \| \| 127,310 \| Überwölbter Einschnitt (31,8 m) \| Überwölbter Einschnitt (31,8 m) \| \| \| 127,528 \| Masonbachbrücke \| Masonbachbrücke \| \| \| 128,168 \| Mühltobelaquädukt (20 m) \| Mühltobelaquädukt (20 m) \| \| \| 129,543 \| Braz \| 705 m ü. A. \| \| \| 132,685 \| Bings \| 614 m ü. A. \| \| \| \| Montafonerbahn von Schruns \| \| \| \| 136,286 \| Bludenz \| 559 m ü. A. \| \| \| \| nach Lindau-Insel \| \| |                                                                                  |                                                    |                                                    |
| |                                                                                  | von Kufstein                                       |                                                    |
| Bahnhof | -0,434                                                                           | Innsbruck Hbf                                      | 582 m ü. A.                                        |
| Abzweig geradeaus und nach links |                                                                                  | Brennerbahn nach Verona                            | Brennerbahn nach Verona                            |
| Kreuzung mit U-Bahn geradeaus unten |                                                                                  | Straßenbahn Innsbruck                              | Straßenbahn Innsbruck                              |
| Abzweig geradeaus und von links |                                                                                  | von Innsbruck Hbf-Frachtenbf                       | von Innsbruck Hbf-Frachtenbf                       |
| |                                                                                  |                                                    |                                                    |
| Bahnhof | 1,325                                                                            | Innsbruck Westbf (vorm. Wilten)                    | 583 m ü. A.                                        |
| |                                                                                  |                                                    |                                                    |
| Abzweig geradeaus und nach rechts |                                                                                  | Mittenwaldbahn nach Garmisch-Partenkirchen         | Mittenwaldbahn nach Garmisch-Partenkirchen         |
| |                                                                                  | Inntal Autobahn                                    |                                                    |
| Bahnhof | 6,910                                                                            | Völs                                               | 584 m ü. A.                                        |
| |                                                                                  |                                                    |                                                    |
| Haltepunkt / Haltestelle | 10,442                                                                           | Kematen i. T. H-Lst, Awanst (vorm. Bf)             | 593 m ü. A.                                        |
| |                                                                                  |                                                    |                                                    |
| ehemaliger Haltepunkt / Haltestelle | 12,049                                                                           | Unterperfuss (bis 29. September 1968)              | Unterperfuss (bis 29. September 1968)              |
| Abzweig geradeaus und nach links | 14,000                                                                           | Awanst                                             | Awanst                                             |
| Bahnhof | 14,247                                                                           | Zirl                                               | 596 m ü. A.                                        |
| Haltepunkt / Haltestelle | 16,911                                                                           | Inzing                                             | 601 m ü. A.                                        |
| Haltepunkt / Haltestelle | 19,163                                                                           | Hatting                                            | 605 m ü. A.                                        |
| Überleitstelle / Spurwechsel | 20,370                                                                           | Üst Zirl 2                                         | Üst Zirl 2                                         |
| |                                                                                  |                                                    |                                                    |
| Haltepunkt / Haltestelle | 21,412                                                                           | Flaurling H-Lst, Awanst (vorm. Bahnhof)            | 609 m ü. A.                                        |
| |                                                                                  |                                                    |                                                    |
| Verschwenkung von links · Verschwenkung von rechts (Strecke außer Betrieb) | 25,00025,085                                                                     | Fehlerprofil (−85 m), Beginn Linienverlegung       | Fehlerprofil (−85 m), Beginn Linienverlegung       |
| Verschwenkung nach links · Verschwenkung nach rechts (Strecke außer Betrieb) |                                                                                  | Ende Linienverlegung                               | Ende Linienverlegung                               |
| Haltepunkt / Haltestelle | 25,545                                                                           | Oberhofen im Inntal (ab 12. Dezember 2004)         | 620 m ü. A.                                        |
| Bahnhof | 26,800                                                                           | Telfs-Pfaffenhofen                                 | 623 m ü. A.                                        |
| Haltepunkt / Haltestelle | 31,056                                                                           | Rietz                                              | 635 m ü. A.                                        |
| Bahnhof | 34,647                                                                           | Stams                                              | 639 m ü. A.                                        |
| Haltepunkt / Haltestelle | 36,223                                                                           | Mötz                                               | 644 m ü. A.                                        |
| Bahnhof | 38,223                                                                           | Silz                                               | 648 m ü. A.                                        |
| Haltepunkt / Haltestelle | 42,458                                                                           | Haiming                                            | 669 m ü. A.                                        |
| Bahnhof | 45,420                                                                           | Ötztal                                             | 692 m ü. A.                                        |
| Kilometer-Wechsel | 46,15246,320                                                                     | Fehlerprofil (−168 m)                              | Fehlerprofil (−168 m)                              |
| Verschwenkung von links · Verschwenkung von rechts (Strecke außer Betrieb) | 46,850                                                                           | Neubau Ötztaler Achbrücke bis 09.2011              | Neubau Ötztaler Achbrücke bis 09.2011              |
| Brücke über Wasserlauf · Brücke über Wasserlauf (Strecke außer Betrieb) | 47,200                                                                           | Ötztaler Achbrücke (neu), Ötztaler Achbrücke (alt) | Ötztaler Achbrücke (neu), Ötztaler Achbrücke (alt) |
| Verschwenkung nach links · Verschwenkung nach rechts (Strecke außer Betrieb) | 47,600                                                                           |                                                    |                                                    |
| Kilometer-Wechsel | 47,60047,597                                                                     | Fehlerprofil (+3 m)                                | Fehlerprofil (+3 m)                                |
| Bahnhof | 50,056                                                                           | Roppen                                             | 706 m ü. A.                                        |
| Bahnhof | 54,698                                                                           | Imst-Pitztal (1944: Imst)                          | 716 m ü. A.                                        |
| Haltepunkt / Haltestelle | 59,070                                                                           | Imsterberg                                         | 724 m ü. A.                                        |
| Bahnhof | 63,015                                                                           | Schönwies                                          | 736 m ü. A.                                        |
| Abzweig geradeaus und von rechts | 65,570                                                                           | Awanst Streng Bau                                  | Awanst Streng Bau                                  |
| Kilometer-Wechsel | 65,78065,891                                                                     | Fehlerprofil (−111 m)                              | Fehlerprofil (−111 m)                              |
| Verschwenkung von links (Strecke außer Betrieb) · Verschwenkung von rechts | 65,911                                                                           | Abzw Schönwies 1, Beginn Linienverlegung           | Abzw Schönwies 1, Beginn Linienverlegung           |
| Strecke (außer Betrieb) · Tunnel | 66,550                                                                           | Kronburgtunnel (330 m)                             | Kronburgtunnel (330 m)                             |
| Strecke (außer Betrieb) · Tunnelanfang | 68,580                                                                           | Zammer Tunnel (2335 m), Ostportal                  | Zammer Tunnel (2335 m), Ostportal                  |
| Haltepunkt / Haltestelle (Strecke außer Betrieb) · Strecke (im Tunnel) | 70,980                                                                           | Zams 768 m ü. A.                                   | Zams 768 m ü. A.                                   |
| Strecke (außer Betrieb) · Tunnelende |                                                                                  | Zammer Tunnel, Westportal                          | Zammer Tunnel, Westportal                          |
| Verschwenkung nach links (Strecke außer Betrieb) · Verschwenkung nach rechts |                                                                                  | Ende Linienverlegung                               | Ende Linienverlegung                               |
| |                                                                                  |                                                    |                                                    |
| Bahnhof | 71,837                                                                           | Landeck-Zams (bis 2005: Landeck)                   | Landeck-Zams (bis 2005: Landeck)                   |
| |                                                                                  |                                                    |                                                    |
| Abzweig geradeaus und ehemals nach links |                                                                                  | ehem. gepl. Reschenbahn                            | ehem. gepl. Reschenbahn                            |
| Abzweig geradeaus und nach rechts | 72,150                                                                           | Anschlussbahn zur Firma Donauchemie AG             | Anschlussbahn zur Firma Donauchemie AG             |
| Kilometer-Wechsel | 72,40672,650                                                                     | Fehlerprofil (−244 m)                              | Fehlerprofil (−244 m)                              |
| Brücke über Wasserlauf | 73,404                                                                           | Innbrücke (L 188 m / H 25 m)                       | Innbrücke (L 188 m / H 25 m)                       |
| ehemaliger Haltepunkt / Haltestelle | 73,800                                                                           | Landeck Perfuchs 816 m ü. A.                       | Landeck Perfuchs 816 m ü. A.                       |
| Brücke | 76,447                                                                           | Zappelbachbrücke (L 34 m / H 11,2 m)               | Zappelbachbrücke (L 34 m / H 11,2 m)               |
| Dienststation / Betriebs- oder Güterbahnhof | 77,981                                                                           | Pians                                              | 911 m ü. A.                                        |
| Brücke | 78,277                                                                           | Ganderbachbrücke (L 22 m / H 14,8 m)               | Ganderbachbrücke (L 22 m / H 14,8 m)               |
| Brücke | 78,918                                                                           | Mayenthalbrücke (L 53 m / H 15,0 m)                | Mayenthalbrücke (L 53 m / H 15,0 m)                |
| Brücke | 79,495                                                                           | Burgfriedbrücke (L 72 m / H 10,0 m)                | Burgfriedbrücke (L 72 m / H 10,0 m)                |
| Brücke | 79,680                                                                           | Wolfsgruberbachbrücke (L 50 m / H 14,3 m)          | Wolfsgruberbachbrücke (L 50 m / H 14,3 m)          |
| ehemaliger Haltepunkt / Haltestelle | 79,949                                                                           | Wiesberg 28.05.1988 aufgelassen                    | 953 m ü. A.                                        |
| Brücke | 80,253                                                                           | Trisannabrücke (L 207 m / H 87,4 m)                | Trisannabrücke (L 207 m / H 87,4 m)                |
| Tunnel | 80,486                                                                           | Weinzierltunnel (212 m)                            | Weinzierltunnel (212 m)                            |
| Verschwenkung von links (Strecke außer Betrieb) · Verschwenkung von rechts | 80,700                                                                           | Beginn Linienverlegung                             | Beginn Linienverlegung                             |
| Strecke (außer Betrieb) · Tunnel | 80,810                                                                           | Moltertobeltunnel (1643 m)                         | Moltertobeltunnel (1643 m)                         |
| Tunnel (Strecke außer Betrieb) · Strecke |                                                                                  | alter Moltertobeltunnel (75 m), bis 22. April 1914 | alter Moltertobeltunnel (75 m), bis 22. April 1914 |
| Strecke (außer Betrieb) · Kilometer-Wechsel | 82,30882,200                                                                     | Fehlerprofil (+108 m)                              | Fehlerprofil (+108 m)                              |
| Verschwenkung nach links (Strecke außer Betrieb) · Verschwenkung nach rechts | 82,500                                                                           | Ende Linienverlegung                               | Ende Linienverlegung                               |
| Brücke | 82,496                                                                           | Geigertobelbrücke (L 81 m / H 11,5 m)              | Geigertobelbrücke (L 81 m / H 11,5 m)              |
| Dienststation / Betriebs- oder Güterbahnhof | 83,073                                                                           | Strengen                                           | 1027 m ü. A.                                       |
| Brücke | 85,114                                                                           | Süßwaldbrücke (L 59 m / H 11,0 m)                  | Süßwaldbrücke (L 59 m / H 11,0 m)                  |
| Tunnel | 85,308                                                                           | Klausbachaquädukt (20 m)                           | Klausbachaquädukt (20 m)                           |
| Dienststation / Betriebs- oder Güterbahnhof | 87,274                                                                           | Flirsch                                            | 1122 m ü. A.                                       |
| Brücke über Wasserlauf | 87,564                                                                           | Rosannabrücke I (L 28 m / H 7,9 m)                 | Rosannabrücke I (L 28 m / H 7,9 m)                 |
| Brücke über Wasserlauf | 88,055                                                                           | Rosannabrücke II (L 56 m / H 8,1 m)                | Rosannabrücke II (L 56 m / H 8,1 m)                |
| |                                                                                  | Arlberg Schnellstraße                              |                                                    |
| Tunnel | 88,483                                                                           | Steinschlaggalerie (33 m)                          | Steinschlaggalerie (33 m)                          |
| Verschwenkung von links (Strecke außer Betrieb) · Verschwenkung von rechts | 90,142                                                                           | Abzw Flirsch 1, Beginn Linienverlegung             | Abzw Flirsch 1, Beginn Linienverlegung             |
| Haltepunkt / Haltestelle (Strecke außer Betrieb) · Strecke | 90,176                                                                           | Schnann (alt)                                      | Schnann (alt)                                      |
| Strecke (außer Betrieb) · ehemaliger Haltepunkt / Haltestelle | 90,420                                                                           | Schnann                                            | 1162 m ü. A.                                       |
| Strecke (außer Betrieb) · Tunnel | 91,028                                                                           | Innere Maienbachgalerie (354 m)                    | Innere Maienbachgalerie (354 m)                    |
| Strecke (außer Betrieb) · Abzweig geradeaus und nach links | 91,362                                                                           | Awanst ÖBB-Unterwerk Pettneu am Arlberg            | Awanst ÖBB-Unterwerk Pettneu am Arlberg            |
| Brücke über Wasserlauf (Strecke außer Betrieb) · Brücke über Wasserlauf | 91,528                                                                           | Rosannabrücke III                                  | Rosannabrücke III                                  |
| Strecke (außer Betrieb) · Tunnel | 92,330                                                                           | Apriestunnel (171 m)                               | Apriestunnel (171 m)                               |
| Strecke (außer Betrieb) · ehemaliger Haltepunkt / Haltestelle | 93,334                                                                           | Pettneu                                            | 1193 m ü. A.                                       |
| Bahnhof (Strecke außer Betrieb) · Strecke | 93,476                                                                           | Pettneu (alt)                                      | 1196 m ü. A.                                       |
| Verschwenkung nach links (Strecke außer Betrieb) · Verschwenkung nach rechts |                                                                                  | Ende Linienverlegung                               | Ende Linienverlegung                               |
| Überleitstelle / Spurwechsel | 93,767                                                                           | Üst Flirsch 2                                      | Üst Flirsch 2                                      |
| Tunnel | 94,275                                                                           | Vadisengalerie (579 m)                             | Vadisengalerie (579 m)                             |
| Verschwenkung von links (Strecke außer Betrieb) · Verschwenkung von rechts |                                                                                  | Beginn Neubaustrecke                               | Beginn Neubaustrecke                               |
| Strecke (außer Betrieb) · Brücke über Wasserlauf |                                                                                  | Rosannabrücke IV                                   | Rosannabrücke IV                                   |
| Haltepunkt / Haltestelle (Strecke außer Betrieb) · Strecke | 96,271                                                                           | St. Jakob                                          | 1228 m ü. A.                                       |
| Strecke (außer Betrieb) · Tunnelanfang | 97,357                                                                           | Wolfsgrubentunnel (1743 m), Ostportal              | Wolfsgrubentunnel (1743 m), Ostportal              |
| Brücke über Wasserlauf (Strecke außer Betrieb) · Strecke (im Tunnel) | 97,698                                                                           | Rosannabrücke IV                                   | Rosannabrücke IV                                   |
| Brücke über Wasserlauf (Strecke außer Betrieb) · Strecke (im Tunnel) | 97,923                                                                           | Rosannabrücke V                                    | Rosannabrücke V                                    |
| Strecke (außer Betrieb) · Tunnelende | 99,100                                                                           | Wolfsgrubentunnel, Westportal                      | Wolfsgrubentunnel, Westportal                      |
| Strecke (außer Betrieb) · Bahnhof | 99,360                                                                           | St. Anton am Arlberg                               | 1309 m ü. A.                                       |
| Bahnhof (Strecke außer Betrieb) · Strecke | 99,590                                                                           | St. Anton am Arlberg (alt)                         | 1303 m ü. A.                                       |
| Strecke (außer Betrieb) · Tunnelanfang | 99,500                                                                           | Arlbergtunnel (10.648 m), neues Ostportal          | Arlbergtunnel (10.648 m), neues Ostportal          |
| Tunnelanfang (Strecke außer Betrieb) · Strecke (im Tunnel) | 100,127                                                                          | Arlbergtunnel (urspr. 10.250 m), altes Ostportal   | Arlbergtunnel (urspr. 10.250 m), altes Ostportal   |
| Strecke (außer Betrieb) (im Tunnel) · Kilometer-Wechsel (im Tunnel) | 100,600100,828                                                                   | Fehlerprofil (−228 m)                              | Fehlerprofil (−228 m)                              |
| Verschwenkung nach links (Strecke außer Betrieb) (im Tunnel) · Verschwenkung nach rechts (im Tunnel) |                                                                                  | Ende Neubaustrecke                                 | Ende Neubaustrecke                                 |
| Kulminations-/Scheitelpunkt (im Tunnel) | 104,241                                                                          | Scheitelpunkt                                      | 1311 m ü. A.                                       |
| Überleitstelle / Spurwechsel (im Tunnel) | 107,622                                                                          | Üst St. Anton 3                                    | Üst St. Anton 3                                    |
| Grenze (im Tunnel) |                                                                                  | Landesgrenze Tirol / Vorarlberg                    | Landesgrenze Tirol / Vorarlberg                    |
| Tunnelende | 110,377                                                                          | Arlbergtunnel, Westportal                          | Arlbergtunnel, Westportal                          |
| Brücke über Wasserlauf | 110,480                                                                          | Alfenzbrücke (L 52 m / H 17,2 m)                   | Alfenzbrücke (L 52 m / H 17,2 m)                   |
| Bahnhof | 110,715                                                                          | Langen am Arlberg                                  | 1217 m ü. A.                                       |
| Verschwenkung von links · Verschwenkung von rechts (Strecke außer Betrieb) |                                                                                  | Beginn Linienverlegung                             | Beginn Linienverlegung                             |
| Tunnelanfang · Strecke (außer Betrieb) | 111,054                                                                          | Blisadonatunnel (2411 m) Ostportal                 | Blisadonatunnel (2411 m) Ostportal                 |
| Strecke (im Tunnel) · Tunnel (Strecke außer Betrieb) | 111,120                                                                          | Simastobeltunnel (140 m)                           | Simastobeltunnel (140 m)                           |
| Strecke (im Tunnel) · Tunnel (Strecke außer Betrieb) | 111,670                                                                          | Großtobeltunnel (505 m)                            | Großtobeltunnel (505 m)                            |
| Strecke (im Tunnel) · Brücke (Strecke außer Betrieb) | 112,464                                                                          | Brücke (L 62 m / H 8,4 m)                          | Brücke (L 62 m / H 8,4 m)                          |
| Strecke (im Tunnel) · Tunnel (Strecke außer Betrieb) | 112,663                                                                          | Kleines Lawinendach (34 m)                         | Kleines Lawinendach (34 m)                         |
| Strecke (im Tunnel) · Brücke (Strecke außer Betrieb) | 112,744                                                                          | Brücke (L 32 m / H 6,7 m)                          | Brücke (L 32 m / H 6,7 m)                          |
| Überleitstelle / Spurwechsel (im Tunnel) · Strecke (außer Betrieb) | 112,934                                                                          | Abzw Langen 1                                      | Abzw Langen 1                                      |
| Strecke (im Tunnel) · Brücke (Strecke außer Betrieb) | 112,973                                                                          | Wälditobelbrücke (L 59 m / H 35 m)                 | Wälditobelbrücke (L 59 m / H 35 m)                 |
| Strecke (im Tunnel) · Haltepunkt / Haltestelle (Strecke außer Betrieb) | 113,031                                                                          | Klösterle                                          | 1157 m ü. A.                                       |
| Abzweig geradeaus und ehemals nach rechts (im Tunnel) · Strecke (außer Betrieb) | 113,100                                                                          | Abzweig von Hauptröhre, Vorb. für gepl. Weiterbau  | Abzweig von Hauptröhre, Vorb. für gepl. Weiterbau  |
| Tunnelende · Strecke (außer Betrieb) | 113,465                                                                          | Blisadonatunnel, Westportal                        | Blisadonatunnel, Westportal                        |
| Verschwenkung nach links · Verschwenkung nach rechts (Strecke außer Betrieb) | 113,547113,463                                                                   | Fehlerprofil (+84 m), Ende Linienverlegung         | Fehlerprofil (+84 m), Ende Linienverlegung         |
| Tunnel | 113,604                                                                          | Großes Lawinendach (510 m)                         | Großes Lawinendach (510 m)                         |
| Tunnel | 114,113                                                                          | Lawinenschutzdach In der Hose (53 m)               | Lawinenschutzdach In der Hose (53 m)               |
| Tunnel | 114,166                                                                          | Lawinenschutzdach III (163 m)                      | Lawinenschutzdach III (163 m)                      |
| Verschwenkung von links · Verschwenkung von rechts (Strecke außer Betrieb) | 114,200                                                                          | Beginn Linienverlegung                             | Beginn Linienverlegung                             |
| Tunnel · Strecke (außer Betrieb) | 114,374                                                                          | Wildentobeltunnel (1158 m)                         | Wildentobeltunnel (1158 m)                         |
| Brücke · Strecke (außer Betrieb) | 114,583                                                                          | Wildentobelaquädukt (15 m)                         | Wildentobelaquädukt (15 m)                         |
| Strecke · Brücke (Strecke außer Betrieb) | 115,452                                                                          | Spreubachbrücke                                    | Spreubachbrücke                                    |
| Verschwenkung nach links · Verschwenkung nach rechts (Strecke außer Betrieb) | 115,600                                                                          | Ende Linienverlegung                               | Ende Linienverlegung                               |
| Dienststation / Betriebs- oder Güterbahnhof | 116,074                                                                          | Wald am Arlberg (vorm. Danöfen)                    | 1074 m ü. A.                                       |
| Brücke | 116,630                                                                          | Glongtobelbrücke                                   | Glongtobelbrücke                                   |
| Brücke | 117,995                                                                          | Stelzitobelbrücke (L 28 m / H 6,0 m)               | Stelzitobelbrücke (L 28 m / H 6,0 m)               |
| Brücke | 118,342                                                                          | Radonatobelviadukt (L 80 m / H 21,0 m)             | Radonatobelviadukt (L 80 m / H 21,0 m)             |
| Brücke | 119,192                                                                          | Brücke (L 23 m / H 6,1 m)                          | Brücke (L 23 m / H 6,1 m)                          |
| Tunnel | 119,279                                                                          | Lawinenschutzdach Mühltobel (91 m)                 | Lawinenschutzdach Mühltobel (91 m)                 |
| Tunnel | 119,531                                                                          | Lawinenschutzdach IV (144 m)                       | Lawinenschutzdach IV (144 m)                       |
| Tunnel | 119,692                                                                          | Lawinenschutzdach Gipsbruchtobel (35 m)            | Lawinenschutzdach Gipsbruchtobel (35 m)            |
| Tunnel | 119,944                                                                          | Lawinenschutzdach V (22 m)                         | Lawinenschutzdach V (22 m)                         |
| Dienststation / Betriebs- oder Güterbahnhof | 121,253                                                                          | Dalaas                                             | 932 m ü. A.                                        |
| Brücke | 121,563                                                                          | Hölltobelbrücke (L 96 m / H 24,2 m)                | Hölltobelbrücke (L 96 m / H 24,2 m)                |
| Tunnel | 121,920                                                                          | Röckentunnel (68 m)                                | Röckentunnel (68 m)                                |
| Tunnel | 122,420                                                                          | Schmiedtobeltunnel (94 m)                          | Schmiedtobeltunnel (94 m)                          |
| Brücke | 122,654                                                                          | Schmiedtobelbrücke (L 120 m / H 55,8 m)            | Schmiedtobelbrücke (L 120 m / H 55,8 m)            |
| Tunnel | 122,954                                                                          | Engelwandtunnel (280 m)                            | Engelwandtunnel (280 m)                            |
| Tunnel | 123,349                                                                          | Lawinenschutzdach Engelwand (31 m)                 | Lawinenschutzdach Engelwand (31 m)                 |
| Brücke | 123,432                                                                          | Brunntobelbrücke (L 74 m / H 24,6 m)               | Brunntobelbrücke (L 74 m / H 24,6 m)               |
| Tunnel | 123,722                                                                          | Engelwäldchentunnel (209 m)                        | Engelwäldchentunnel (209 m)                        |
| Tunnel | 124,856                                                                          | Fünffingertobelgalerie (32 m)                      | Fünffingertobelgalerie (32 m)                      |
| Tunnel | 124,888                                                                          | Fünffingertobeltunnel (78 m)                       | Fünffingertobeltunnel (78 m)                       |
| Dienststation / Betriebs- oder Güterbahnhof | 125,177                                                                          | Hintergasse                                        | 824 m ü. A.                                        |
| Brücke | 125,666                                                                          | Schanatobelbrücke (L 70 m / H 18,8 m)              | Schanatobelbrücke (L 70 m / H 18,8 m)              |
| Tunnel | 125,749                                                                          | Lawinenschutzdach Böcktöbele (36 m)                | Lawinenschutzdach Böcktöbele (36 m)                |
| Tunnel | 126,425                                                                          | Pfaffentobeltunnel (97 m)                          | Pfaffentobeltunnel (97 m)                          |
| Tunnel | 126,684                                                                          | Plattentobeltunnel (162 m)                         | Plattentobeltunnel (162 m)                         |
| Brücke | 126,881                                                                          | Rüfeviadukt (L 65 m / H 7,3 m)                     | Rüfeviadukt (L 65 m / H 7,3 m)                     |
| Tunnel | 127,970                                                                          | Lawinenschutzdach VI (139 m)                       | Lawinenschutzdach VI (139 m)                       |
| Tunnel | 127,109                                                                          | Masontunnel (147 m)                                | Masontunnel (147 m)                                |
| Tunnel | 127,310                                                                          | Überwölbter Einschnitt (31,8 m)                    | Überwölbter Einschnitt (31,8 m)                    |
| Brücke | 127,528                                                                          | Masonbachbrücke                                    | Masonbachbrücke                                    |
| Tunnel | 128,168                                                                          | Mühltobelaquädukt (20 m)                           | Mühltobelaquädukt (20 m)                           |
| Dienststation / Betriebs- oder Güterbahnhof | 129,543                                                                          | Braz                                               | 705 m ü. A.                                        |
| ehemaliger Haltepunkt / Haltestelle | 132,685                                                                          | Bings                                              | 614 m ü. A.                                        |
| Abzweig geradeaus und von links |                                                                                  | Montafonerbahn von Schruns                         | Montafonerbahn von Schruns                         |
| Bahnhof | 136,286                                                                          | Bludenz                                            | 559 m ü. A.                                        |
| |                                                                                  | nach Lindau-Insel                                  |                                                    |

Koordinaten: 47° 15′ 47,8″ N, 11° 24′ 3,6″ O
Die Arlbergbahn ist eine elektrifizierte Hauptbahn in Österreich. Sie verbindet die Tiroler Landeshauptstadt Innsbruck mit Bludenz in Vorarlberg durch den Arlbergtunnel und stellt die Verbindung von der Strecke Kufstein–Innsbruck (Unterinntalbahn) zur Bahnstrecke Bludenz–Lindau her. Sie gehört zum Kernnetz der Österreichischen Bundesbahnen (ÖBB).
Der Bau der Arlbergbahn begann 1880. Nachdem zwischen Innsbruck und Landeck der Verkehr am 1. Juli 1883 aufgenommen worden war, erfolgte die Eröffnungsfahrt am 20. September 1884 auf der gesamten Strecke und die Freigabe am 21. September 1884. Die Arlbergbahn wies ursprünglich eine Gesamtlänge von 136,72 Kilometern auf, von denen 105,77 Kilometer in Tirol und 30,95 Kilometer in Vorarlberg liegen. Sie überwindet dabei von Osten kommend eine Höhendifferenz von 729,2 Meter bis zum Scheitel. Im steileren, weil kürzeren, Westteil beträgt der Höhenunterschied 752,3 Meter. Auf der Westrampe, bei km 119,300, befindet sich mit 35 Promille Gefälle auch die steilste Stelle der Bahn. Neben der West- und der Ost-Rampe, die teilweise in spektakulären Hanglagen gebaut sind, bildet der Arlbergbahntunnel mit einer Länge von 10.648 Metern (ursprünglich 10.249,9 Meter) zwischen St. Anton am Arlberg und Langen am Arlberg den zentralen Bestandteil der Arlbergbahn.
Die ursprünglich eingleisige Strecke ist heute teilweise zweigleisig ausgebaut. Die Abschnitte Ötztal–Kronburg, Landeck-Zams–Schnann und Klösterle–Bludenz sind eingleisig.

## Vorgeschichte und Bau
Bereits 1845 war eine Bahn über den Arlbergpass im Gespräch, als englische Eisenbahnkonstrukteure nach einer Schienenverbindung für den Verkehr von England nach Ägypten suchten, allerdings sprachen zu dieser Zeit noch zu viele technische Vorbehalte gegen einen Bau. Die Eröffnung der Semmeringbahn 1854 zeigte jedoch, dass eine Gebirgsbahn über den Arlberg keineswegs unmöglich ist.
Erster Protagonist einer Eisenbahn von Tirol nach Vorarlberg war der Vorarlberger Textilindustrielle und Präsident der Handelskammer Feldkirch, Carl Ganahl, der sich schon 1847 für eine Eisenbahnverbindung vom Bodensee zur Adria starkmachte. Ganahl hatte im damaligen Handelsminister Karl Ludwig Freiherr von Bruck einen tatkräftigen Mitstreiter gefunden. Mit dem erstmaligen Ausscheiden Brucks aus dem Ministerium im Jahre 1851 geriet die Forderung in Vergessenheit. Als Freiherr von Bruck am 10. März 1855 Finanzminister wurde, wollte er von seinen einstigen Forderungen nichts mehr wissen, da er in diesem Amt kein derart kostspieliges Unterfangen wagte. Im Gegensatz dazu ließ sich Ganahl von seiner Idee nicht abbringen. Im Verein mit weiteren Vorarlberger Industriellen ließ er, aufgrund einer Vorkonzession vom 9. April 1865 von Achilles Thommen, dem Erbauer der Brennerbahn, planerische Vorarbeiten ausführen. Thommen nahm sowohl auf die Durchfahrung des Arlbergs als auch auf dessen Überschienung mittels einer Fell’schen Steilbahn Rücksicht. Dieses Projekt wurde jedoch schon bald verworfen, da damit keine durchgehende Gleisverbindung herzustellen gewesen wäre.
Nachdem die Interessenten die heimatlichen Volksvertreter zu tatkräftigerem Vorgehen drängten, beschlossen die Landtage von Vorarlberg am 5. und Tirol am 20. Dezember 1866 eine Vorstellung bei der Regierung zum Bau der Eisenbahn. Ganahl, der zudem Mitglied des Vorarlberger Landtags war, machte sich bei dieser Gelegenheit dafür stark, die Bahn auf Staatskosten zu bauen, wenn sich nicht ehestens Privatunternehmer fänden.
Ausgelöst durch den Deutsch-Französischen Krieg von 1870/71 und das damit verhängte Handelsembargo erhielt das Projekt der Arlbergbahn eine geradezu dramatische Dringlichkeit: Vorarlberg war von drei Seiten von Ausfuhrverboten umgeben und gegen Osten stand der Arlberg im Wege. Das Handelsministerium, dem die bisher vorliegenden Projekte weder verlässlich, noch vollständig erschienen, beauftragte im Sommer 1871 die k.k. General-Inspection der österreichischen Eisenbahnen mit der Ausarbeitung eines neuen umfassenden Projekts für die Gebirgsstrecken. Darüber hinaus veranlasste es eine geologische Untersuchung des Arlbergs und meteorologische Beobachtungen während des Winters 1871/72.
Durch den Bau der Gotthardbahn ermutigt, wurden schließlich zwei Projekte in die engere Auswahl gezogen: Während der eine Entwurf eine Strecke vom Paznauntal ins Montafonertal vorsah, wurde im anderen Plan eine Strecke vom Stanzer Tal ins Klostertal projektiert. Für den zweiten Entwurf gab es fünf Vergleichslinien, die einer näheren Prüfung unterzogen wurden, ehe die Entscheidung zugunsten des tiefer liegenden, zweigleisig auszuführenden Scheiteltunnels fiel. Handelsminister Anton Freiherr von Banhans legte am 22. März 1872 dem Abgeordnetenhause einen Gesetzentwurf über die Ausführung der Arlbergbahn auf Staatskosten mit einem Gesamtaufwand von 42 Millionen Gulden vor. Vom Abgeordnetenhaus wurde die eingebrachte Vorlage jedoch nicht behandelt. Vielmehr wurden Stimmen dafür laut, die Eisenbahnverbindung von Tirol nach Vorarlberg über das Lechtal zu errichten, und verlangten die nochmalige Befragung der Experten. Obwohl diese ihr früheres Gutachten aufrechterhielten, ließ das Handelsministerium Trassierungen im Lechtal vornehmen. Die beigezogenen Experten schlossen eine derartige Linienführung weiterhin aus. Daraufhin gab es im Abgeordnetenhaus heftige Auseinandersetzungen zwischen Gegnern des Projekts einerseits und Minister Lasser und den übrigen Befürwortern der Arlbergbahn andererseits. Obwohl die 1873 ausgebrochene Wirtschaftskrise immer weiter um sich griff und die Bevölkerung immer lauter nach Arbeit und Verdienst rief, fand die zweite Eingabe von 1876 wieder keine Erledigung. Erst im dritten Anlauf von 1879 waren die Protagonisten der Arlbergbahn mit dem beabsichtigten 10.270 m langen Scheiteltunnel erfolgreich, da durch die Fortschritte beim Gotthardtunnel das vorgelegte Projekt Vertrauen gewann. Die Strecke wurde zunächst für Zuglasten von bis zu 150 t ausgelegt.
Am 10. Mai 1880 brannten nachts Freudenfeuer auf den Bergen Tirols und Vorarlbergs und tags darauf beging Innsbruck festlich die Gesetzwerdung der Sicherstellungsvorlagen für den Bau der Eisenbahn Innsbruck–Bludenz über den Arlberg:S. 3. berichtet eine Festschrift der ÖBB zur Vergabe des Handelsministers zum Bauauftrag für die Arlbergbahn. Damit konnte endlich mit dem lange ersehnten Bau begonnen werden. Julius Lott wurde zum Baudirektor der Arlbergbahn ernannt.
Neben der allgemeinen Euphorie gab es allerdings auch Skepsis, die mit dem Spruch „Was der Herrgott durch einen Berg getrennt hat, soll der Mensch nicht durch ein Loch verbinden“ zum Ausdruck gebracht wurde.

### Bauarbeiten
Der erste Bauangriff galt dem Arlbergtunnel, der an die Unternehmen Ceconi für die Ostseite im Stanzer Tal und Brüder Lapp für die Westseite im Klostertal vergeben wurde. Am 20. Juni 1880 wurde auf der Ostseite und vier Tage später auf der Westseite mit dem Vortrieb begonnen. Während auf der Ostseite mit Pressluft betriebene Stoßbohrmaschinen der Bauart Ferroux zum Einsatz kamen, die einen durchschnittlichen täglichen Baufortschritt von 5,07 m erlaubten, kamen auf der Westseite mit Druckwasser betriebene Brandtsche Drehbohrmaschinen zum Einsatz, die einen durchschnittlichen täglichen Vortrieb von 4,95 m schafften. Der tägliche Gesamtvortrieb betrug damit 10,02 m und lag damit wesentlich höher, als der geplante von 6,6 m, wodurch ein ganzes Jahr an Bauzeit eingespart werden konnte.
Welcher Stellenwert der Arlbergbahn eingeräumt wurde zeigt, dass Kaiser Franz Joseph I. höchstpersönlich 1881 die Tunnelbaustelle besuchte. Dabei begab er sich etwa 1000 m in den Stollen des im Bau begriffenen Arlbergtunnels hinein, um sich ein Bild der größten Baustelle der österreichisch-ungarischen Monarchie machen zu können.
Bereits am 19. November 1883 konnte der Durchschlag des Arlbergtunnels – 5.500 m vom Ostportal und 4.750 m vom Westportal – feierlich begangen werden. Am 14. Mai 1884 war der gesamte Arlbergtunnel fertiggestellt. Die Gesamtbaukosten des Arlbergtunnels ausschließlich des Gleisrostes und der Signaleinrichtungen betrugen 38.165.282 Kronen.
Der Arlbergtunnel steigt von St. Anton auf einer Länge von rund 4 km mit 2 ‰, ehe er im Streckenkilometer 104,241 mit 1.310,926 m seinen höchsten Punkt erreicht und danach bis Langen am Arlberg mit 15 ‰ fällt.
Der Bau der Talstrecke von Innsbruck nach Landeck wurde erst im November 1881 in Angriff genommen. Schwierigkeiten bot dabei nur der Abschnitt von Silz bis Landeck, wo wegen der Beengtheit des Tales die Trasse auf einer Länge von 10,4 Kilometern dem Inn abgerungen werden musste. Dafür mussten umfangreiche Felsabträge, Steinschlichtungen und Uferschutzbauten errichtet werden. Dennoch konnte bereits am 1. Juli 1883 die Teilstrecke von Innsbruck nach Landeck dem Betrieb übergeben werden.
Wesentlich schwieriger gestalteten sich dagegen die Arbeiten auf den beiden Rampenstrecken. Allein für die genaue Aufnahme des steilen und unwegsamen Geländes war die Errichtung von 37,5 km Hilfswegen erforderlich. Während am Arlbergtunnel bereits gearbeitet wurde, konnte die Bauvergabe der beiden Rampenstrecken erst im August 1882 erfolgen. Wegen der Notwendigkeit der Herstellung von Baustellenzufahrten, Dienstbahnen und Seilaufzügen (vier auf der Ostrampe und acht auf der Westrampe) konnte mit dem eigentlichen Bau erst im Frühjahr 1883 begonnen werden.

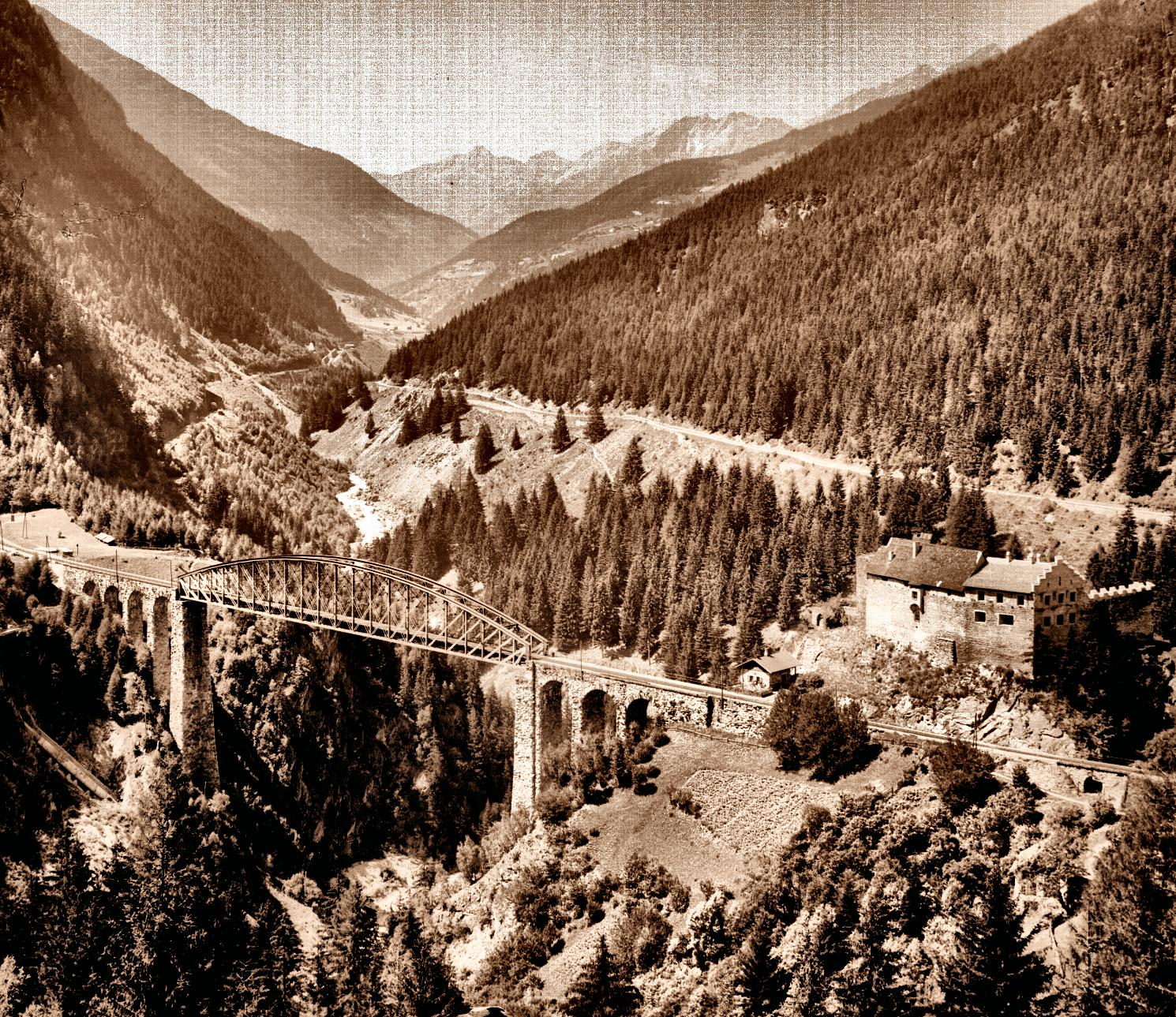
Die Trisannabrücke von 1883 mit der am linken Talhang erkennbaren alten Trassenführung vor dem Bau des Neuen Moltertobeltunnels

Aber nicht nur im Arlbergtunnel, sondern auch sonst gingen die Arbeiten schneller als geglaubt voran. Dies, obwohl besonders auf der Westrampe außergewöhnlich große Schwierigkeiten zu bewältigen waren. Wegen der zu Rutschungen neigenden und lawinengefährdeten Lehnen mussten zahlreiche Kunstbauten errichtet werden. Von den zahlreichen Aquädukten, Brücken, Viadukten, Tunneln, Galerien und Lawinenschutzbauten ist vor allem die Wäldlitobelbrücke (mittlerweile wegen Linienverlegung aufgelassen) bei Klösterle zu erwähnen, deren Hauptbogen eine Spannweite von 41 m und eine Pfeilerhöhe von 13,23 m hat.
Auf der Ostrampe ist die Viaduktbrücke über die Trisanna bei Landeck mit einer offenen Stützweite von 120,0 m und einer Maximalhöhe von 86,0 Meter über Grund das imposanteste Bauwerk. Die Trisannabrücke war lange Zeit das größte Bauwerk dieser Art in Österreich und gilt selbst heute noch als Denkmal österreichischer Ingenieurskunst. Ihr markanter Stahlbogen wurde 1964 erneuert.
Bereits am 3. September 1884 konnte der erste Zug die gesamte Strecke von Landeck bis Bludenz befahren. Am 6. September wurde die Strecke für den Güterverkehr freigegeben. Tags darauf erfolgte im Beisein des Handelsministers die Kommissionierung der Strecke und der Stationen von Landeck bis Bludenz, womit die Voraussetzungen zur Aufnahme des Personenverkehrs geschaffen wurden.
Am 20. September 1884 wurde die neue Strecke durch Kaiser Franz Joseph I. feierlich eröffnet. Der Monarch reiste dazu in einem Sonderzug von Innsbruck an und befuhr mit dem k.u.k. Hofsalonzug die gesamte Arlbergbahn bis Bludenz und weiter bis Bregenz. Am 21. September 1884 wurde die gesamte Strecke offiziell dem Betrieb übergeben. Im zweigleisig ausgebrochenen Arlbergtunnel war vorerst nur ein Gleis errichtet. Vorarlbergs Abgeschiedenheit von den österreichischen Ländern war damit beseitigt und die Arlberglinie über ihre innerstaatliche Bedeutung hinaus berufen, dem Warenaustausche zwischen Westen und Osten neue Wege zu weisen.:S. 3.
Dem Baudirektor der Arlbergbahn, Julius Lott, war es nicht vergönnt, diesen feierlichen Moment mitzuerleben. Lott vertiefte sich so in seine Arbeit, dass er seine persönliche Leistungsfähigkeit außer Acht ließ und während des Baus schwer erkrankte. Am 16. November 1882 musste Lott die Bauleitung an Oberinspektor Johann Wilhelm Poschacher (* 16. Mai 1839 in Salzburg; † 24. Dezember 1910 in Wien) übergeben, der die Arbeiten termingerecht vollendete und dafür 1884 als Edler von Arelshöh nobilitiert wurde. Julius Lott verstarb 16 Monate vor der Fertigstellung der Arlbergbahn am 24. Mai 1883 im Alter von nur 47 Jahren in Wien an Miliartuberkulose. Noch am Krankenbett wurde Lott in Würdigung seiner großartigen Leistungen als Eisenbahnpionier, und insbesondere jener um den Bau der Arlbergbahn, der Orden der Eisernen Krone als Auszeichnung verliehen. Um seinen Tod rankten sich lange Zeit Legenden, die ihm einen Selbstmord andichteten, da er Angst gehabt haben sollte, dass seine Berechnungen zum Durchstich des Arlbergtunnels nicht gestimmt haben sollten. Das Verkehrsministerium bereitete in den 1970er Jahren dieser Mär ein Ende, als es den Tod Lotts untersuchen ließ und dessen natürlichen Tod feststellte. Lotts Freunde errichteten in Würdigung seines Schaffens am Ostportal des Arlbergtunnels in St. Anton am Arlberg ein Denkmal in Form eines Obelisken, das anlässlich der Eröffnung der Arlbergbahn am 20. September 1884 durch Kaiser Franz Joseph I. feierlich enthüllt wurde.
Die Höchstzahl der Beschäftigten beim Bau des Arlbergtunnels lag bei 5.000 Mann. In St. Anton selbst gesellten sich zu den 900 Einwohnern 2.200 Arbeiter aus allen Teilen der österreichisch-ungarischen Monarchie, was für die bisher kleine Gemeinde eine harte Belastung bedeutete. Durch den Bahnbau gab es am Arlberg zahlreiche Opfer zu beklagen. So forderte allein der Bau des Arlbergtunnels 92 Menschenleben. Auf den offenen Strecken waren bis zu 11.000 Arbeiter täglich im Einsatz.
Der Priester und Kurat von St. Jakob, Paul Bernhard, stellt die Folgen des Tunnelbaues folgendermaßen dar: Für das einfache Talvolk brachte der vierjährige Tunnelbau harte Prüfungen mit sich. Für den männlichen Teil waren die Gefahren der Genußsucht, in specie die Trunksucht in den 34 Schenken und die Übertretung der Fasttage und Entheiligung der Sonntage am größten. Für den weiblichen Teil, insbesondere der Jungfrauen, war die Verführung der sittlichen Korruption äußerst groß und so hatten 13 Mädchen des Dorfes das schwere Schicksal lediger Mütter zu tragen.
Wie schon bei der Semmeringbahn, wurden die Bahnhofsgebäude und Wächterhäuser der Arlbergbahn nach österreichweit ähnlichen Plänen und immer im gleichen Baustil mit den beim Bau gewonnenen Steinen errichtet. Da beim Bau des Arlbergtunnels eine rote Gesteinsader gefunden wurde (diese zieht sich beispielsweise gut sichtbar durch die Südwand der Roten Wand), wurden die Seitenkanten der Bahnhofsgebäude mit diesem roten Stein ausgekleidet. Auf den älteren Bahnhofsgebäuden entlang der Strecke kann dies immer noch gesehen werden. Diese Stationsgebäude aus der Anfangszeit der Arlbergbahn stehen nun unter Denkmalschutz.

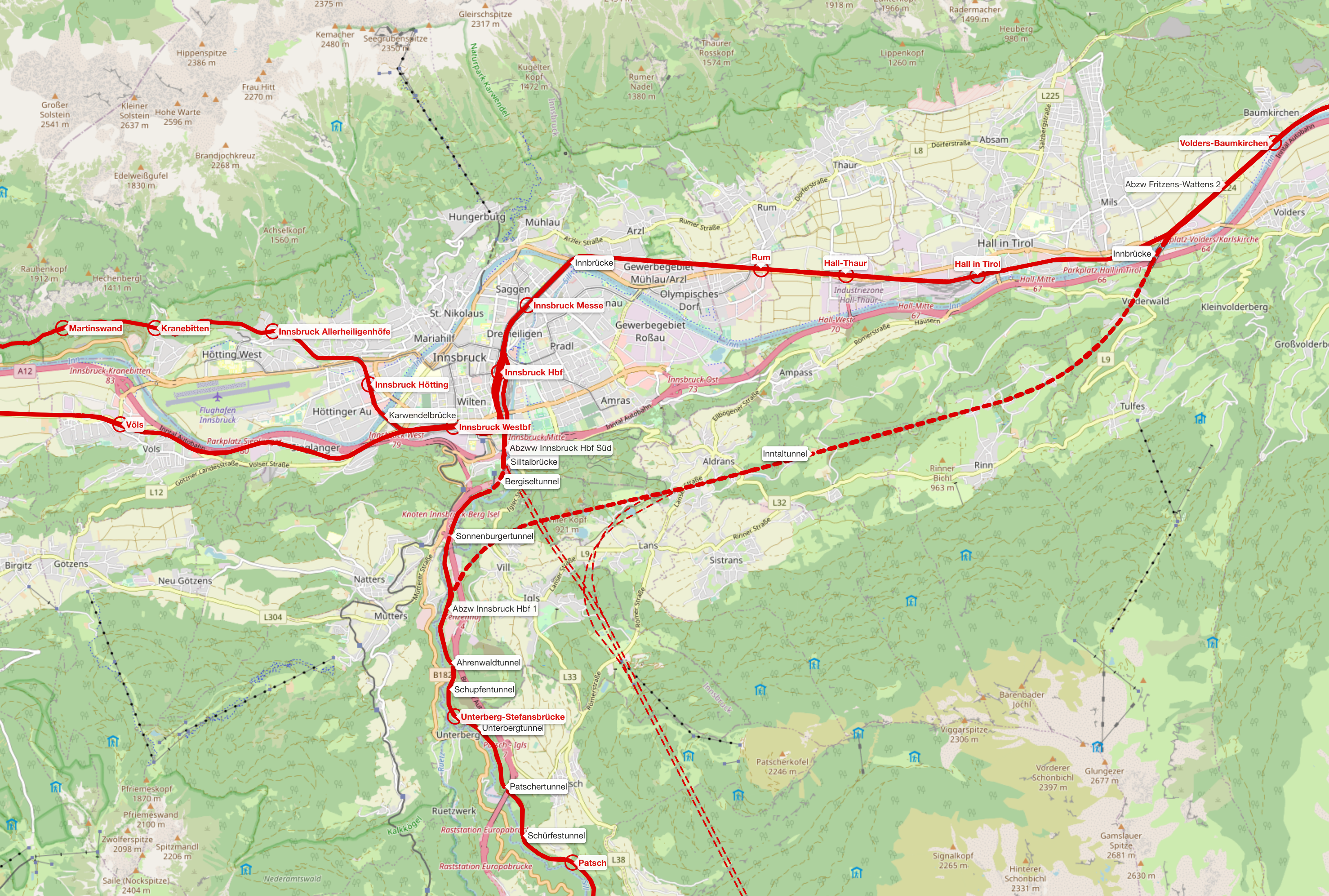
Bahnanlagen im Raum Innsbruck
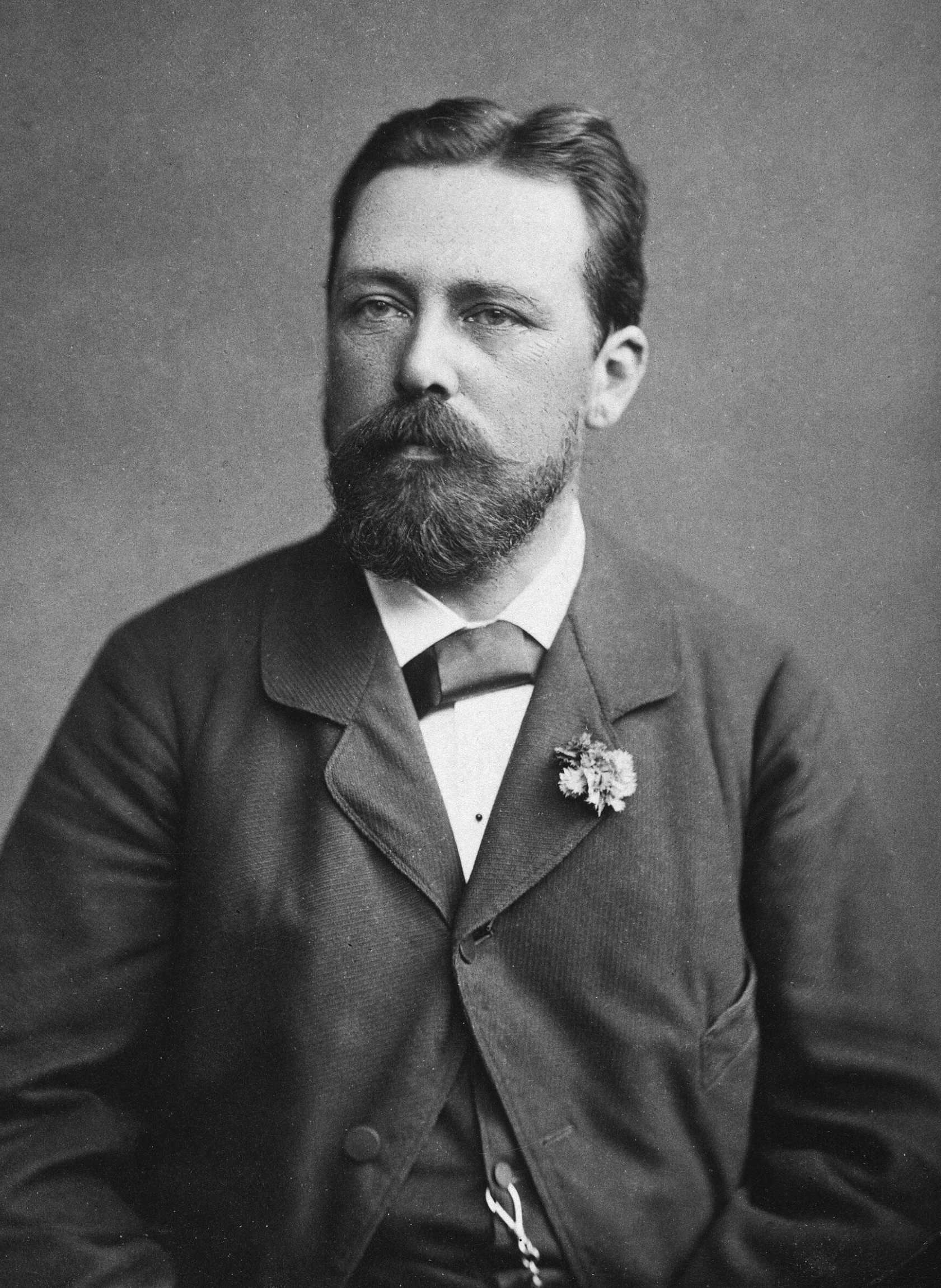
Julius Lott (1836–1883), Baudirektor der Arlbergbahn
Landecker Innbrücke um 1898
Die alte Trisannabrücke vor deren Verstärkung
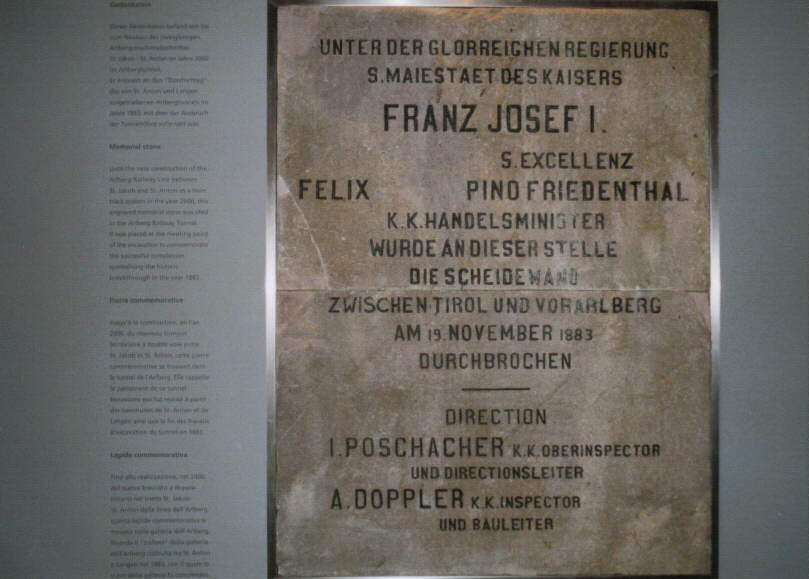
Gedenkstein im Bahnhof St. Anton am Arlberg
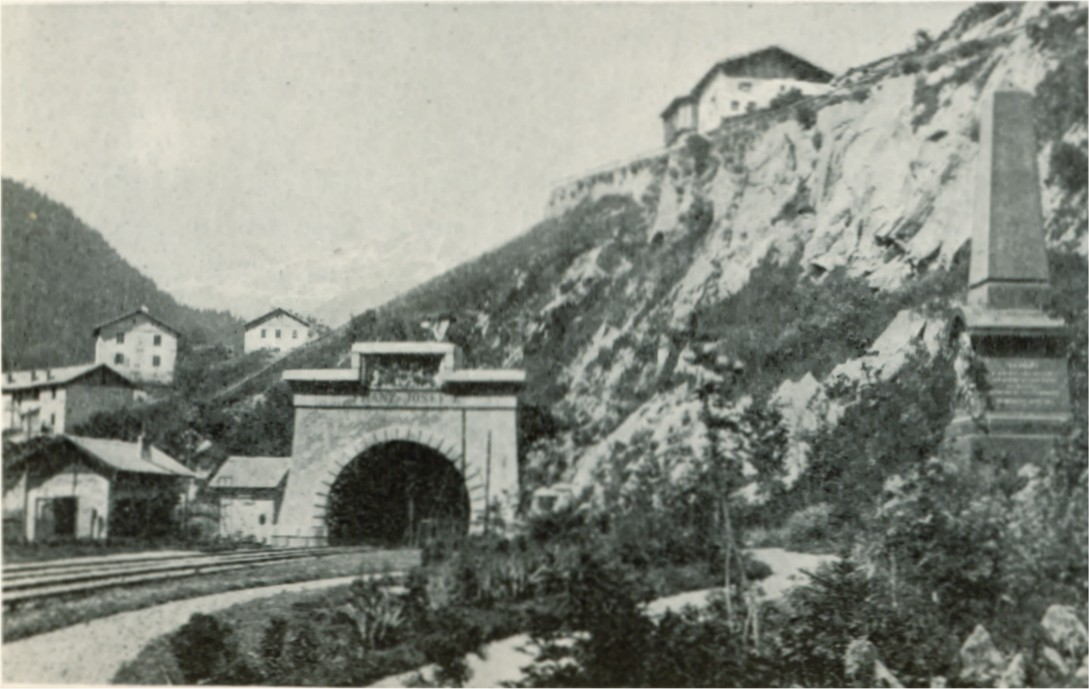
Ostportal des Arlbergtunnels um 1898 (rechts im Bild das Julius-Lott-Denkmal)
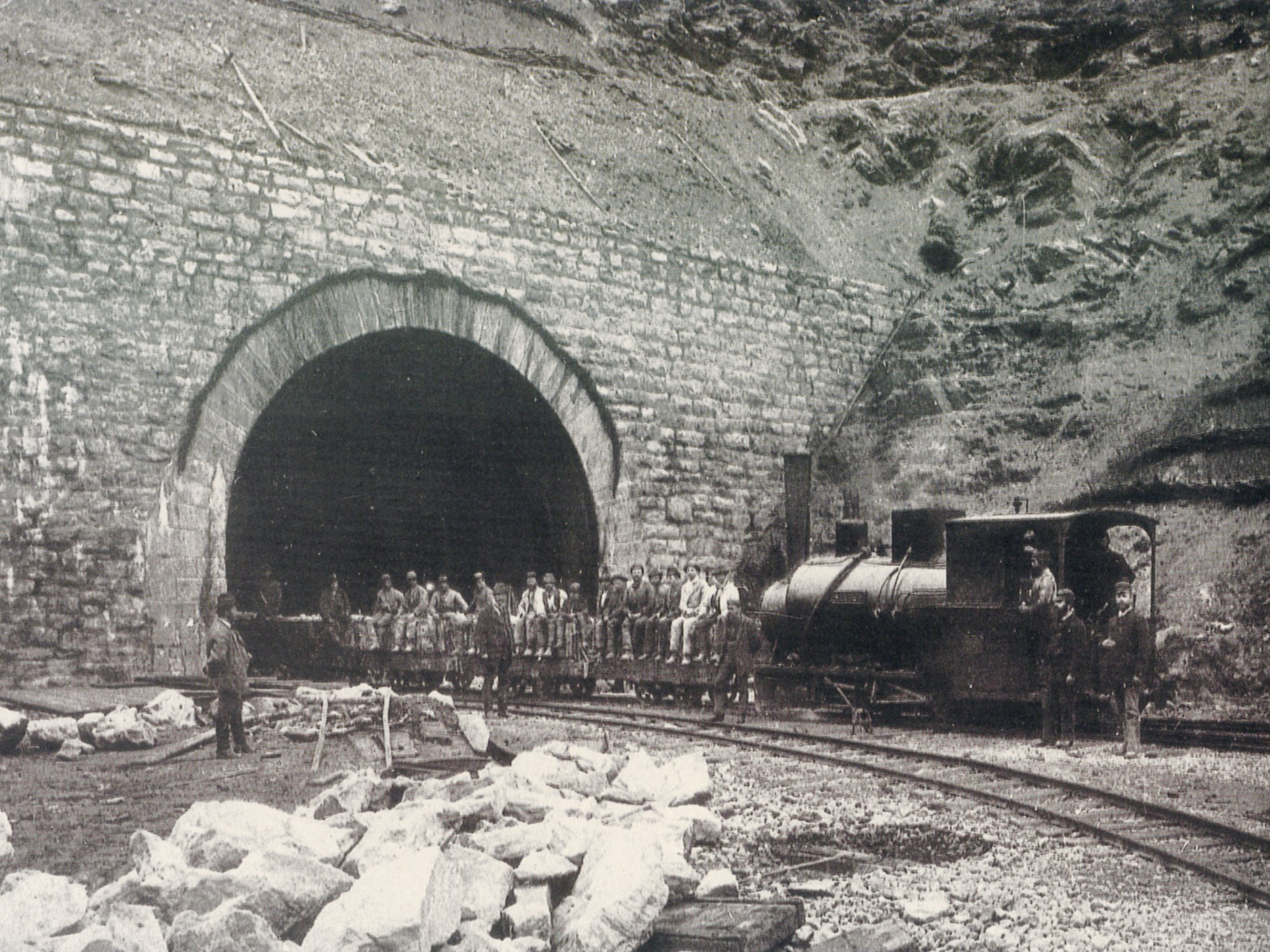
Westportal des Arlbergtunnels während der Bauarbeiten
Bauskizze der Wäldlitobelbrücke bei Klösterle
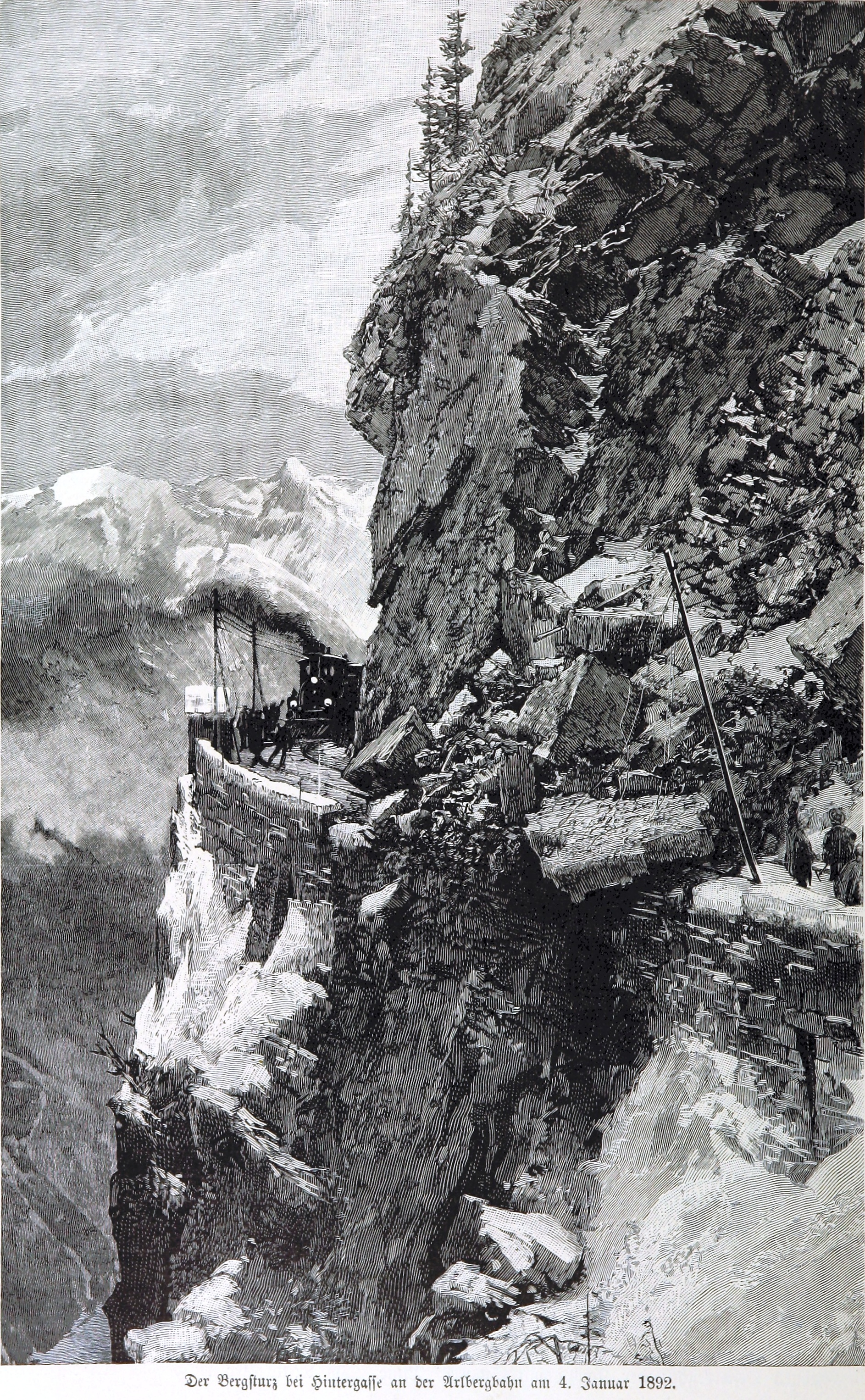
Bergsturz bei Hintergasse an der Arlbergbahn am 4. Jänner 1892, künstlerische Darstellung
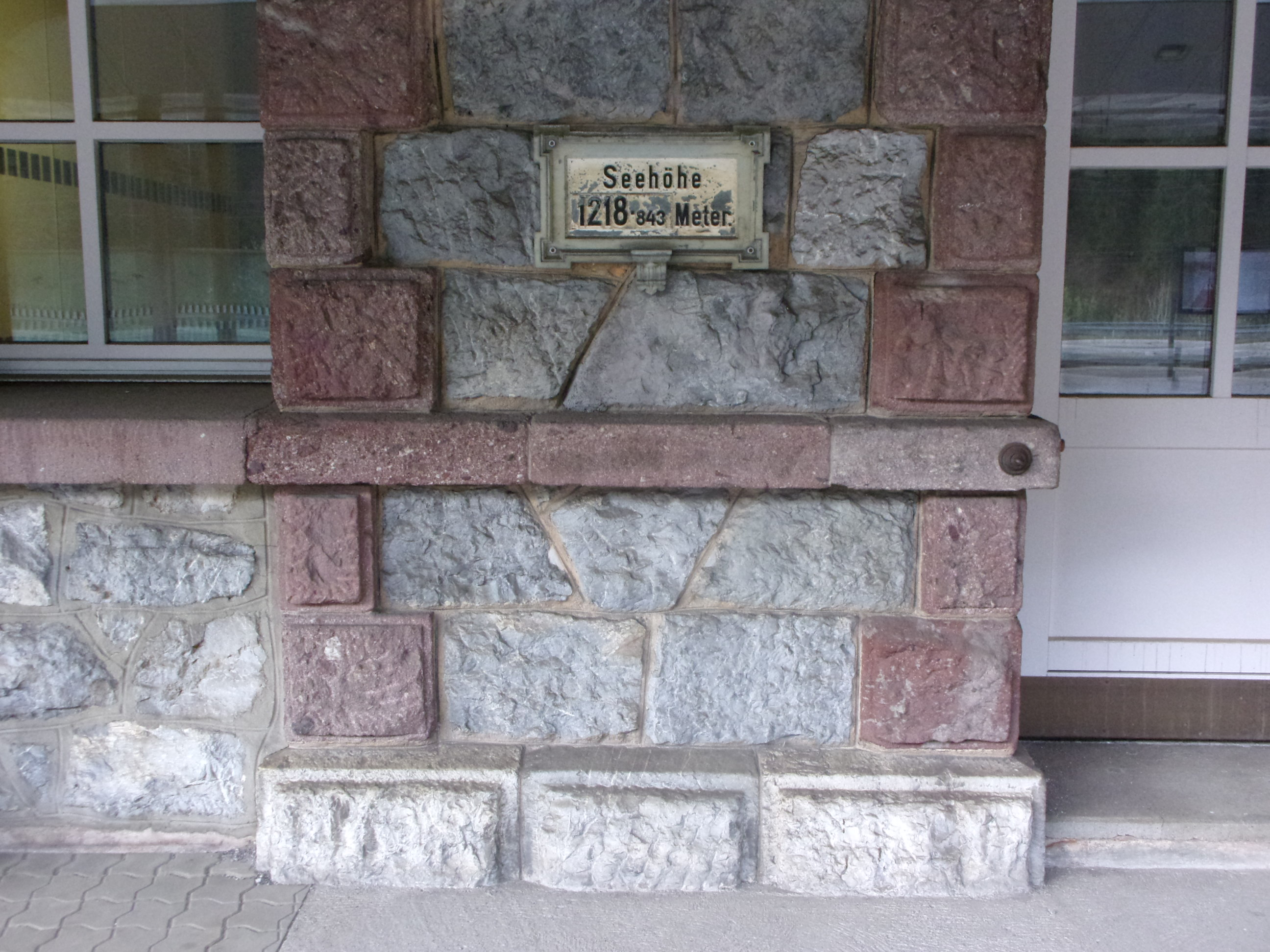
Das rote Gestein ist auch am Aufnahmsgebäude in Langen am Arlberg verwendet worden.

### Baukosten
Anmerkung: Zur Zeit des Baues der Arlbergbahn war zwar der Gulden noch offizielles Zahlungsmittel. Eine detaillierte Aufstellung der Baukosten liegt jedoch nur in Kronen vor. Da das Umrechnungsverhältnis mit 1:2 festgelegt wurde, lassen sich die Baukosten sehr einfach umrechnen.
| Gegenstand                             | Baukosten in Gulden | Baukosten in Kronen | Baukosten in Kronen pro km |
| -------------------------------------- | ------------------- | ------------------- | -------------------------- |
| Vorarbeiten                            | 1.405.582           | 2.811.163           |                            |
| Grundstücke und Gebäude                | 2.498.638           | 4.997.275           | 36.668                     |
| Erd- und Felsarbeiten (ausgen. Tunnel) | 4.282.369           | 8.564.738           | 62.844                     |
| Böschungs- und Futtermauern            | 1.362.103           | 2.724.206           | 19.900                     |
| Kunstbauten (Brücken, Durchlässe etc.) | 2.899.888           | 5.799.775           | 42.566                     |
| Tunnel (ohne Arlbergtunnel)            | 525.524             | 1.051.048           | 19.844                     |
| Arlbergtunnel                          | 19.082.641          | 38.165.282          | 65.496                     |
| Oberbau                                | 2.590.079           | 5.180.158           | 38.010                     |
| Hochbau                                | 1.883.966           | 3.767.932           | 27.648                     |
| noch nicht genannte Unterbauarbeiten   | 1.247.803           | 2.495.606           |                            |
| Beschotterung                          | 626.698             | 1.253.396           |                            |
| Ausrüstung, Signaleinrichtungen        | 480.185             | 960.370             |                            |
| Fahrbetriebsmittel                     | 2.199.750           | 4.399.499           |                            |
| Verwaltung                             | 213.051             | 426.102             |                            |
| Öffentliche Abgaben                    | 1.624               | 3.248               |                            |
| Gesamt                                 | 41.299.920          | 82.599.798          | ≈ 606.000                  |

### Streckenverlauf

#### Trassierung und Schutz vor Naturgefahren

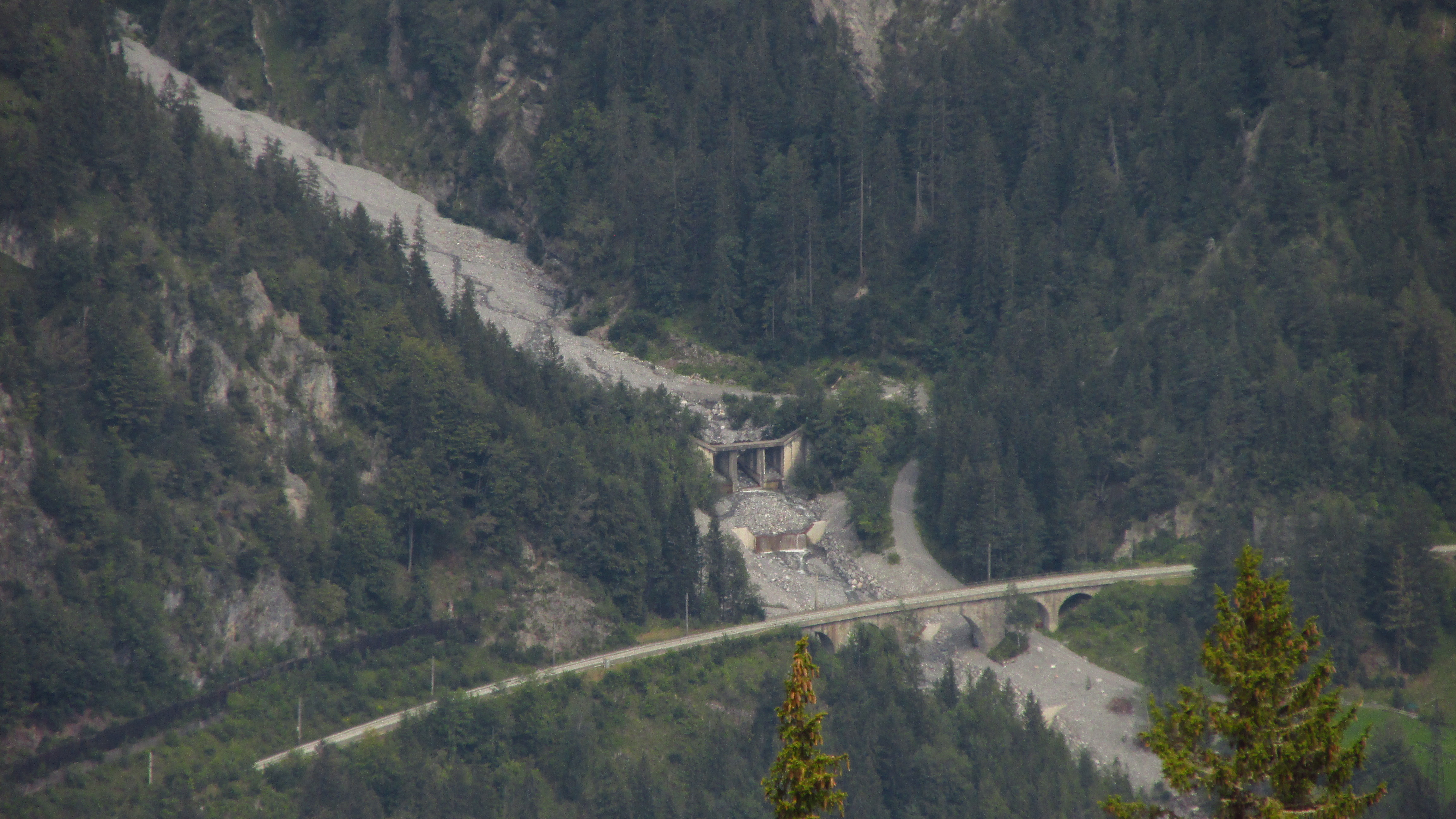
Wildbachverbauung und Viadukt am Ausgang des berüchtigten Radonatobels.

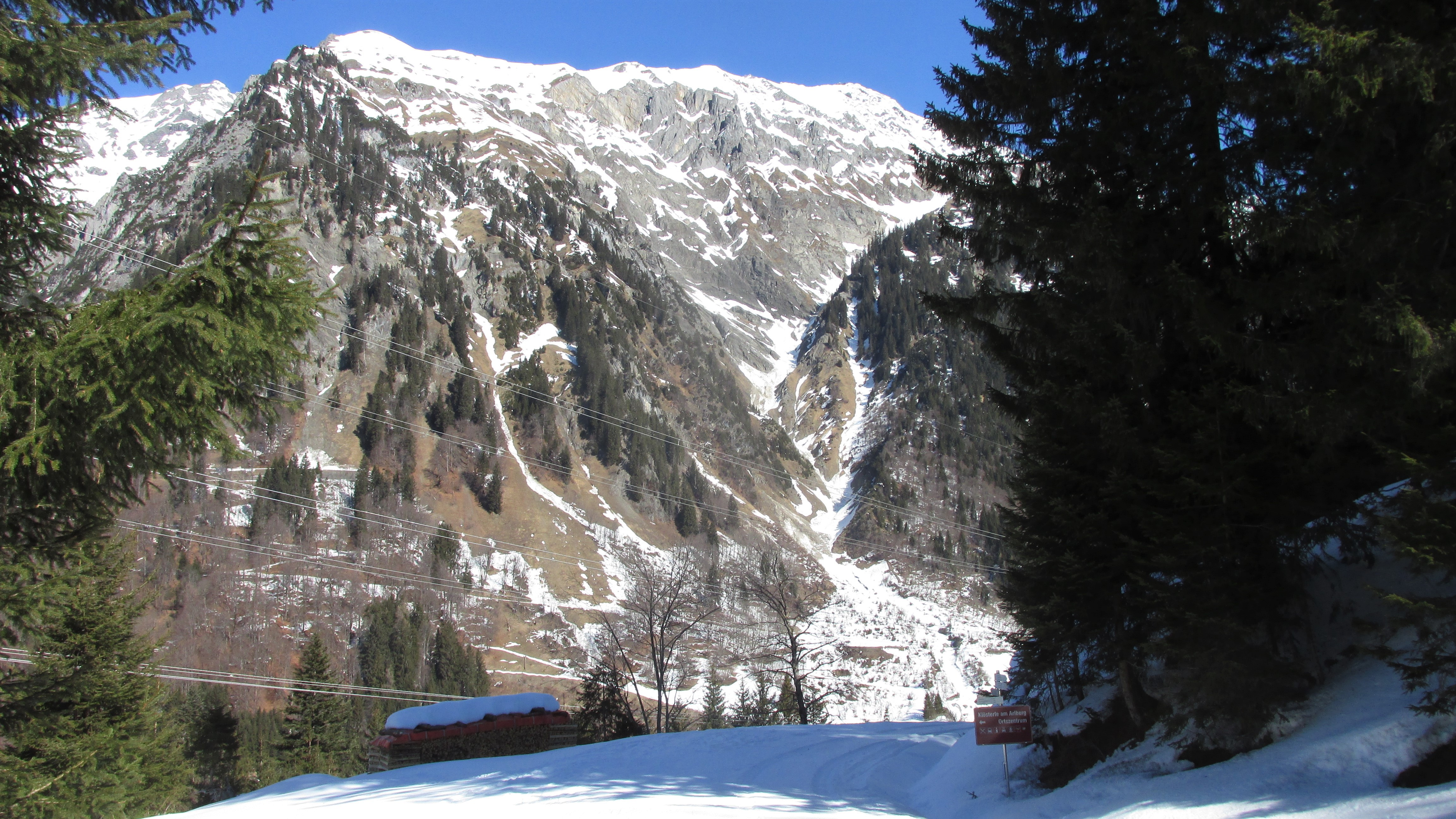
Blick aus dem Nenzigasttal in das zwischen Langen am Arlberg und Klösterle gelegene Großtobel mit dem über 2400 m hohen Blisadonagrat und den hellen Abbruchflächen des Bergsturzes von 1892.

Im Streckenabschnitt Innsbruck–Landeck betrug die größte durchschnittliche Steigung 8,8 ‰, im Abschnitt Landeck–St. Anton am Arlberg 26,4 ‰, im Arlbergtunnel selbst zwischen 2 und 15 ‰ und im Abschnitt Langen am Arlberg–Bludenz 31,4 ‰. In den Bögen wurde die Steigung zur Erreichung eines möglichst gleichmäßigen Fahrwiderstandes verringert.
Zwischen Innsbruck und Landeck betrug der kleinste Bogenhalbmesser 300 m und zwischen Landeck und Bludenz 250 m. Das Planum hatte in den geraden Abschnitten eine Kronenbreite von 5,2 m, die in engen Bögen um 0,1 m verbreitert wurde.
Zwischen Ötztal Bahnhof und Roppen führt die Strecke nahe am Inn durch das Bergsturzgebiet des Tschirgant.

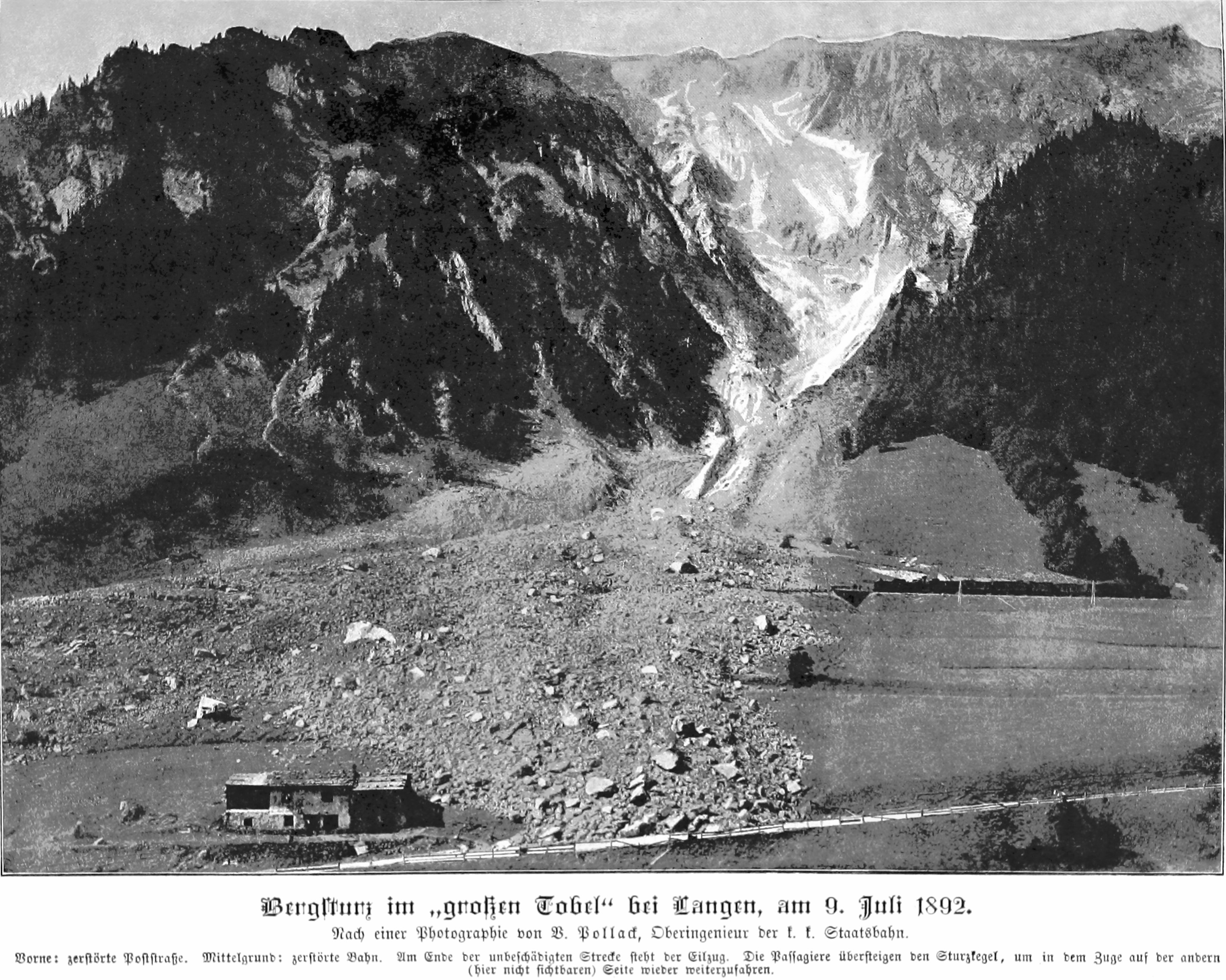
Blick von Süden in das „große Tobel“ mit dem Bergsturz vom 9. Juli 1892.

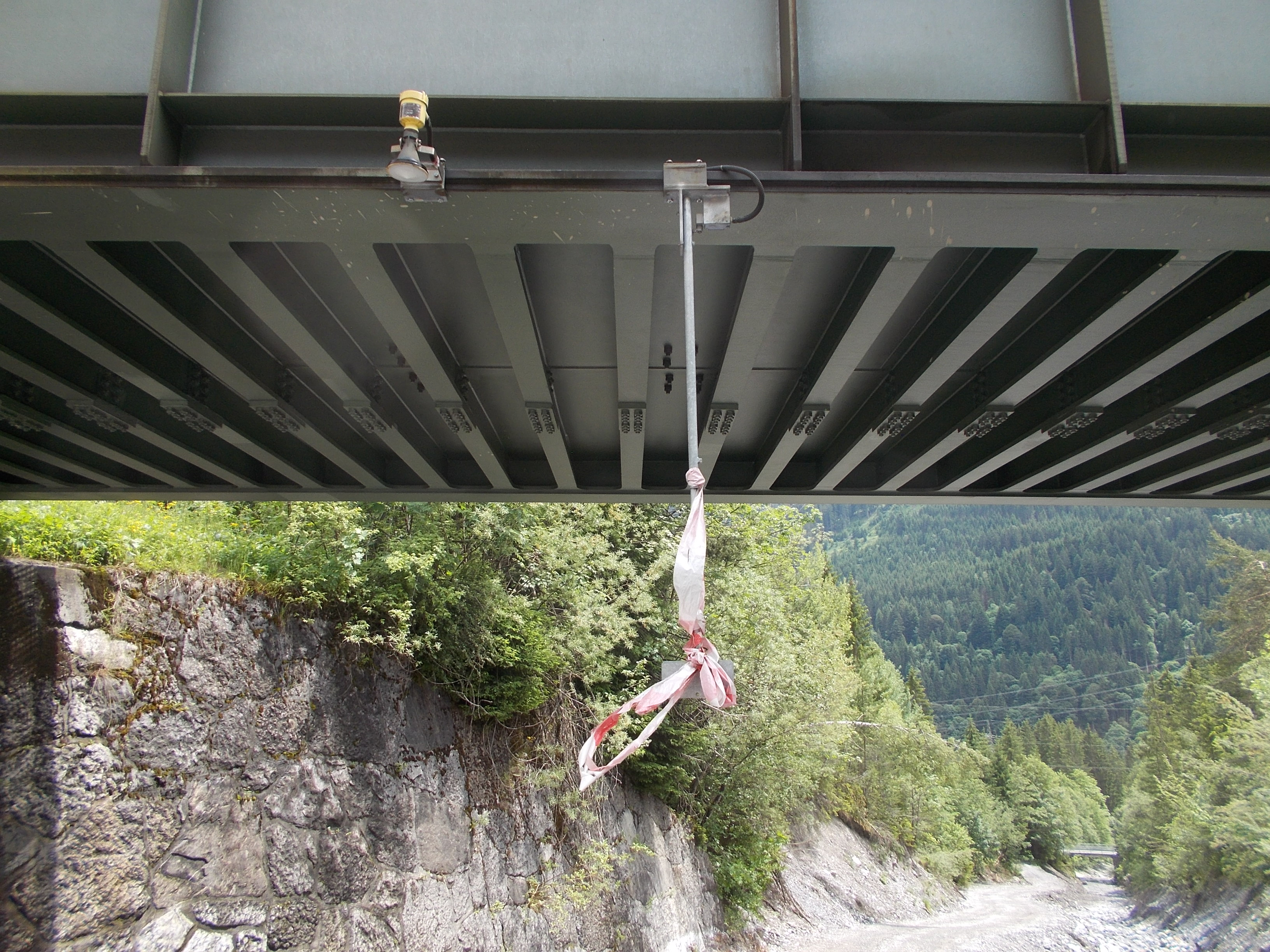
Warneinrichtung an der Glongtobelbrücke. Erreicht eine Mure oder Lawine eine gefährliche Höhe, wird über die Stange ein Kontakt betätigt.

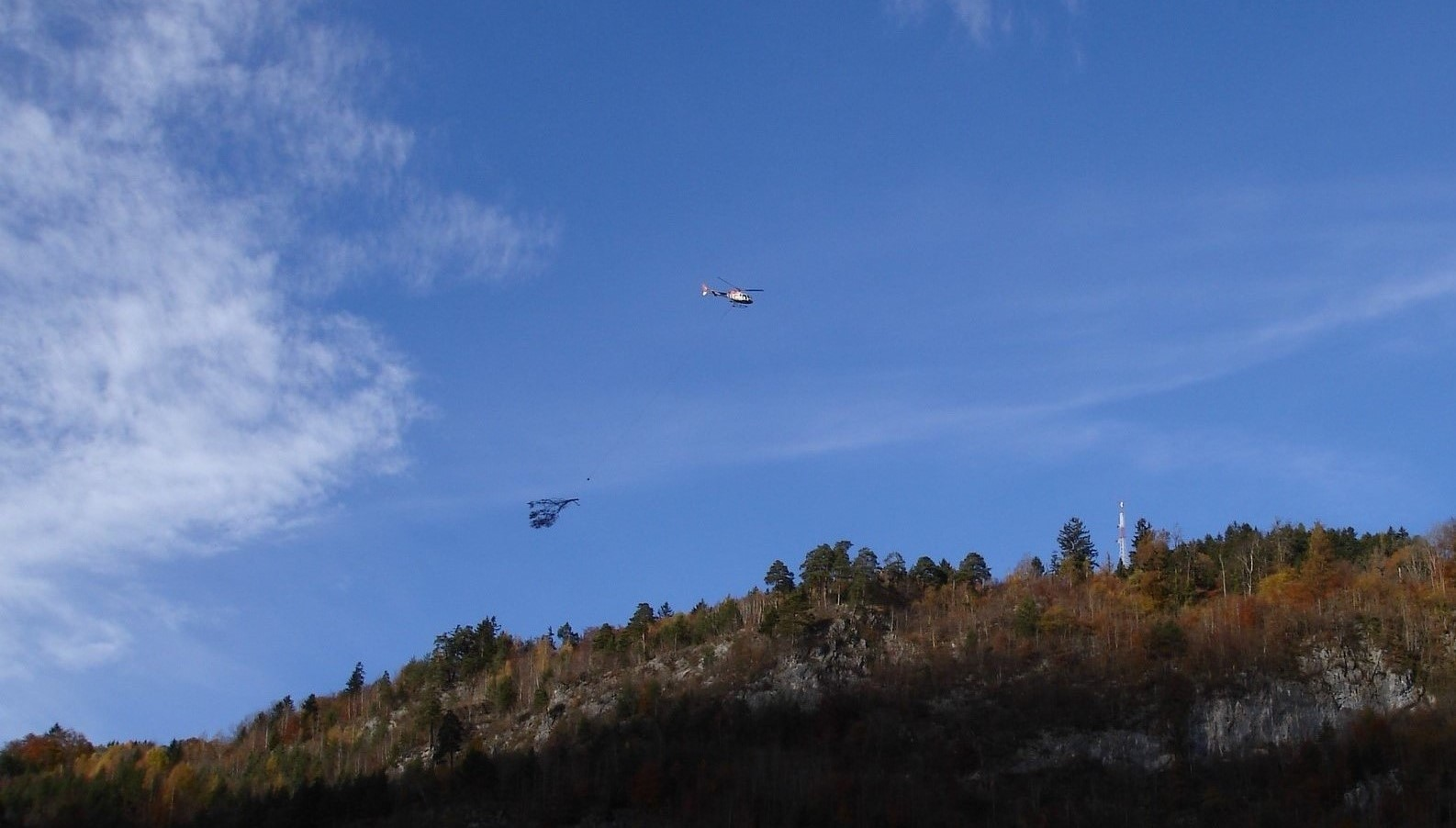
Hubschraubereinsatz im Bereich Kaplina zur Entfernung labiler Bäume

Im Streckenabschnitt Landeck–Bludenz wurden 59 offene Brücken mit einer Spannweite zwischen 2 und 12 m sowie 17 Brücken mit größerer Spannweite errichtet. Zusätzlich zum (damals) 10.250 m langen, zweigleisigen Arlbergtunnel wurden weitere neun eingleisige Tunnel, deren Gesamtlänge damals 1.167 m betrug, errichtet. Allerdings wurde der (jetzige „neue“) Moltertobeltunnel erst nach der eigentlichen Bauphase in ursprünglich vermutlich aus Kostengründen offen gequerten steilen und entsprechend gefährdeten Hanglagen errichtet. Der „neue“ Moltertobeltunnel ersetzte ab 1914 die lange Zeit noch durchgehend befahrbare, stark steinschlaggefährdete offene Hangtrasse (samt „altem“ Moltertobeltunnel) zwischen Weinzierltunnel und Strengen.
Aus dem gleichen Grund entstanden nachträglich der Simastobeltunnel, der Großtobeltunnel sowie der Wildentobeltunnel. Der in den 1920er Jahren konstruierte Simastobeltunnel war lediglich eine in Tunnelform gehaltene Einhausung, die am westlichen Ende des Bahnhofs Langen a. A. begann. Mit dieser konnte die Strecke vor vom Blasegg abgehenden Lawinen und Steinschlägen geschützt werden. Das davon ein Stück westwärts gelegene, zwischen Klösterle und Langen in die Alfenz abfallende Großtobel (das nicht mit dem gleichnamigen, in der amtlichen Karte im Jahr 2021 noch namentlich aufgeführten Seitenast des bei Dalaas gelegenen Radonatobels zu verwechseln ist) musste bereits ab 1893 mit dem gleichnamigen Tunnel unterquert werden, nachdem dort etwa 500 000 m³ bei einem Bergsturz niedergegangenes Gestein die offene Strecke im Jahr 1892 bis zu 6 m hoch verschüttete. Etwa zwischen 2001 und 2005 ersetzte man den Simastobeltunnel (inzwischen abgetragen) und den Großtobeltunnel (inzwischen aufgelassen) durch den 2411 m langen Blisadonatunnel. Der Wildentobeltunnel wurde erst 1914 eröffnet, um die Querung des Schwemmkegels des Spreubachs fortan zu meiden.
Der Bahnhof St. Anton am Arlberg am Ostportal des Arlbergtunnels wurde anlässlich der Alpinen Skiweltmeisterschaften 2001 aus dem Ort heraus auf die Südseite des Ortes verlegt und völlig neu gestaltet. Das alte Bahnhofsgelände war dem Zielgelände und der Veranstaltungshalle im Weg. Darüber hinaus war die vordem dort situierte Eisenbahnkreuzung am Zugang zu den Liftanlagen den Besuchern ein ständiges Hindernis. Die Verlegung des Bahnhofes und vor allem die Gestaltung des Bahnhofgebäudes mit einer mit einem aus rostfreiem Stahl bestehenden Geflecht verkleideten Betonfassade fanden jedoch keine ungeteilte Zustimmung, weshalb der Bahnhof St. Anton oft abfällig als St. Beton tituliert wird. Das alte Bahnhofsgebäude blieb erhalten und wird nun für andere Zwecke genutzt.
Ab der Alfenzbrücke am Westportal des Arlbergtunnels schmiegt die Strecke sich durchgehend an die mehr oder weniger schroffen Südhänge des Lechquellengebirges an und erreicht erst am Klosterbogen, etwa 2 km vor dem Bahnhof Bludenz, flaches Gelände. Als Kuriosum mag gelten, dass der kurze Abstieg im Klosterbogen zum Bahnhofsplanum Bludenz noch in der Höchstneigung gehalten wurde.
Im Bereich des Löcherwaldes bei Dalaas ist die Trasse durch ein geologisch instabiles Gebiet, in dem leicht auswaschbares Gipsgestein ansteht, gelegt worden. Besonders gefährdet ist der Abschnitt zwischen km 118,4 und km 119,9. Die Strecke mitsamt den Kunstbauten ist dort von Absenkungen bedroht. 2014 wurde dort eine Monitoringanlage, die alle 24 Stunden eine geodätische Messung vornimmt und evtl. Bodenbewegungen registriert, installiert. Da dieses Intervall viel zu groß ist, um auf Gefahren rechtzeitig zu reagieren, sollte ab 2018 eine Neigungsüberwachungsanlage, die das Gelände permanent überwacht und Veränderungen sofort an die Fahrdienstleitung meldet, installiert werden. Im Zuge des Rahmenplans 2022–2027 wollen die ÖBB dort weitere Verbesserungen vornehmen.
Die Stauwirkung des Arlberggebiets auf die in Mitteleuropa häufig aus Westen heranströmenden Luftmassen sorgt für den Niederschlags- und speziell Schneereichtum des Gebiets, vor allem an der Westrampe der Bahn. Beispielsweise lagen am 22. April 1917 im Bahnhof Langen a. A. 2,74 m Schnee. Im Beobachtungszeitraum 1971 bis 2000 fielen in Langen a. A., wo am Bahnhof eine automatische Wetterstation der GeoSphere Austria steht, durchschnittlich 1653 mm Jahresniederschlag, etwa 30 % mehr als in St. Anton, das im Lee des Arlbergs liegt. Wegen der häufigen Bedrohungen der Bahn durch Lawinen und Starkniederschläge betreiben auch die ÖBB mehrere automatische Wetterstationen entlang der Strecke, unter anderem auf dem Blasegg oberhalb des Bahnhofs Langen und auf dem 2991 m hohen Gauderspitz. Streckensperrungen werden (häufig bei oder ab Lawinenwarnstufe 4) in Zusammenarbeit mit gebietskundigen Angehörigen der betriebseigenen und örtlichen Lawinenkommissionen vorgenommen.
Regelmäßig werden die im Trassenbereich stehenden Bäume auf ihre Standfestigkeit überprüft und labile Exemplare entfernt, was aufgrund der Steilheit des Geländes oft mit Hilfe eines Hubschraubers geschieht.

#### Linienführung
Die Arlbergbahn verlässt Innsbruck Hauptbahnhof westwärts und führt südlich des Inn weitgehend geradlinig am weiten Talboden über Telfs-Pfaffenhofen bis etwa Haiming, von wo aus die Linienführung durch das Bergsturzgebiet des Tschirgant an der Mündung der Ötztaler Ache in den Inn bis Roppen etwas kurviger gehalten wurde. Westlich von Roppen begleitet die Bahnlinie in der Innschlucht den Fluss am Talgrund bis zum Bahnhof Imst-Pitztal. Ab hier weitet sich das Tal wieder etwas, die Trasse verbleibt aber dennoch meist am südlichen Hangfuß und umfährt durch die Linienverlegung im Zammer Tunnel den gleichnamigen Ort direkt an den Bahnhof Landeck heran.
In Landeck beginnt unmittelbar nach der Westausfahrt des Bahnhofs der Anstieg in die Ostrampe der Arlbergbahn unter Querung des Inns. An der Südflanke des Sannatals geht es dann über Pians bis Wiesberg, wo die von Süden kommende Trisanna auf der gleichnamigen Brücke hoch über dem Talboden gekreuzt wird. Dem Stanzertal und seinem Gewässer, der Rosanna,  wird weiter westwärts ebenfalls an dessen Südhängen gefolgt, wobei die exponierte Hangtrasse bis Strengen weitgehend seit 1914 durch den Moltertobeltunnel im Berginneren ersetzt wurde. Nach Flirsch kann die Arlbergbahn den geweiteten Talboden geradliniger nutzen und wurde daher auch doppelspurig ausgebaut. Ab etwa St. Jakob am Arlberg ist die ursprüngliche, offene Trassenführung zugunsten einer in den Abhängen des Zwölferkopfs liegenden südlichen Tunnelumfahrung von St. Anton am Arlberg aufgegeben worden.

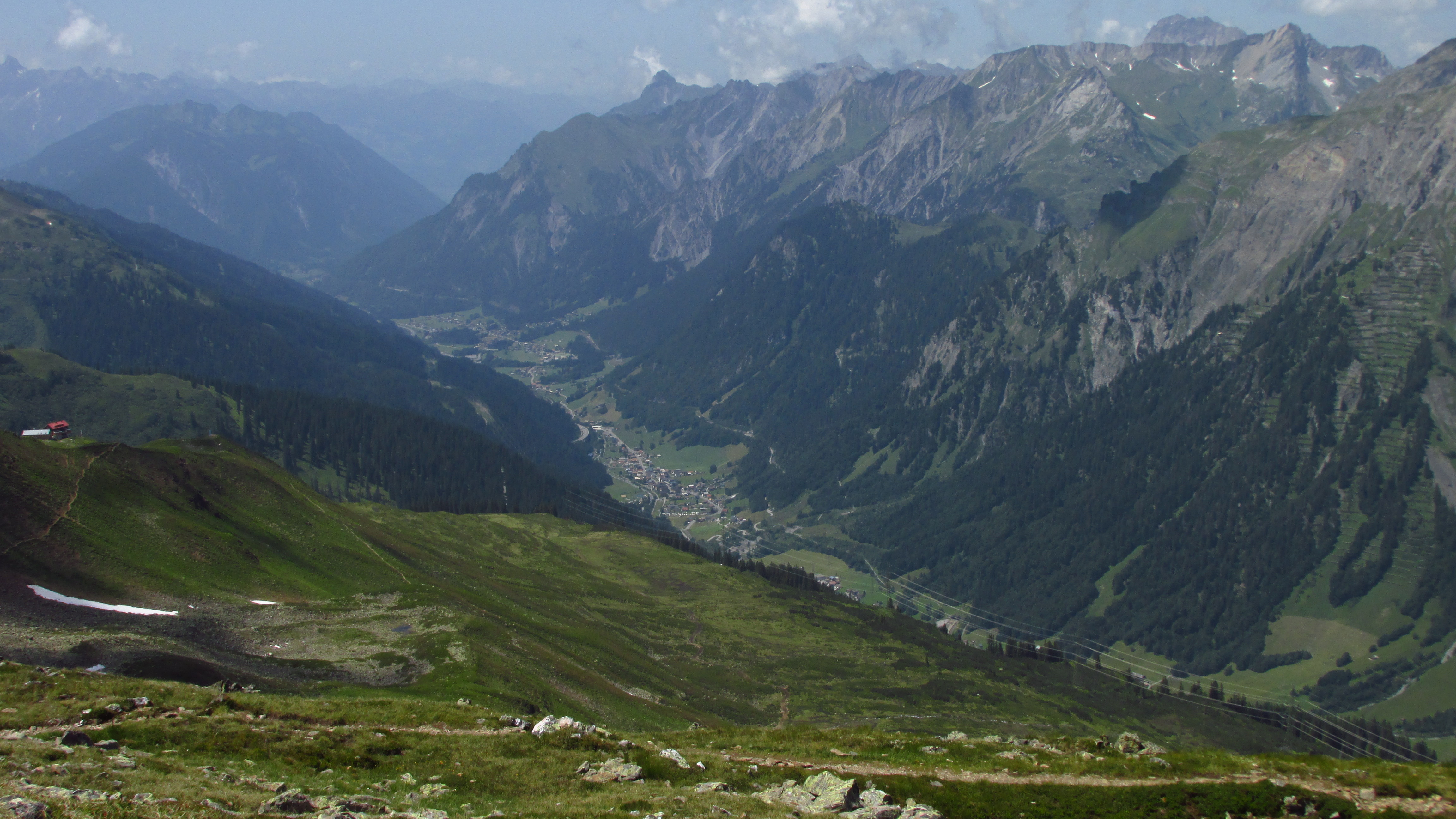
Blick vom Albonagrat oberhalb von Stuben am Arlberg auf die in die Steilhänge des Lechquellengebirges hineingelegte Trasse der Westrampe.

Nach Passieren des Arlbergtunnels wird ab Langen am Arlberg die steile Nordflanke des Klostertals für die Westrampe hinunter nach Bludenz genutzt. Zahlreiche weitere Kunstbauten mitsamt ausgedehnten Lawinenschutzgalerien kennzeichnen in weiterer Folge die im Unterhalt teure Strecke, die bis auf die Bahnhofsebenen von Wald am Arlberg, Dalaas, Hintergasse sowie Braz nahezu immer im Maximalgefälle ohne Kehrschleifenbildung angelegt wurde. Erst vor dem Kloster St. Peter ist der Talboden erreicht und nach weiteren 2 km der Bahnhof Bludenz im Illtal.

### Elektrifizierung
Ermutigt durch die positiven Erfahrungen beim Betrieb der Mittenwaldbahn und in Anbetracht der Tatsache, dass natürliche Wasserkraft zur Stromerzeugung in ausreichendem Maß vorhanden war, beschäftigten sich weitblickende Ingenieure schon sehr früh mit der Elektrifizierung der Arlbergbahn. Hinzu kam, dass die traditionellen Lieferanten für hochwertige Lokomotivkohle nach dem Zerfall der Monarchie nun im Ausland lagen. Dadurch wurde Kohle teuer. Das gab Anlass, die Elektrifizierung der Arlbergbahn per Gesetz vom 23. Juli 1920 zu beschließen.
Anlässlich der 40-Jahr-Jubiläumsfeier des Durchschlags des Arlbergtunnels im Herbst 1923, an der 13 noch lebende Ingenieure der Bauzeit teilnahmen, verkündete Sektionschef Enderes nicht ohne Stolz, dass ihr Werk durch die Elektrisierung der Arlbergbahn „schon bald die letzte Vollendung erfahren werde“.:S. 4.
Die Elektrifizierung der Bahn erfolgte im Bahnstromsystem 15 kV, 16 ⅔ Hz, das in Österreich schon zu dieser Zeit als Einheitstromsystem für die Eisenbahnen vereinbart wurde. Die technische Ausführung der als Kettenfahrleitung ausgestatteten Oberleitung erfolgte durch die A.E.G. Union Elektrizitätsgesellschaft und die Österreichischen Siemens-Schuckert Werke.
Die Bedeutung der Elektrifizierung der Arlbergbahn wurde 1925 mit der Herausgabe einer eigenen Festschrift durch die Österreichischen Bundesbahnen dokumentiert.
| Datum             | Abschnitt                                                                                |
| ----------------- | ---------------------------------------------------------------------------------------- |
| 20. März 1913     | Innsbruck Hauptbahnhof–Innsbruck Westbahnhof (infolge der Errichtung der Mittenwaldbahn) |
| 22. Juli 1923     | Innsbruck Westbahnhof–Telfs-Pfaffenhofen                                                 |
| 19. Dezember 1923 | Telfs-Pfaffenhofen–Landeck                                                               |
| 20. November 1924 | St. Anton am Arlberg–Langen am Arlberg                                                   |
| 29. April 1925    | Landeck–St. Anton am Arlberg                                                             |
| 14. Mai 1925      | Langen am Arlberg–Bludenz                                                                |

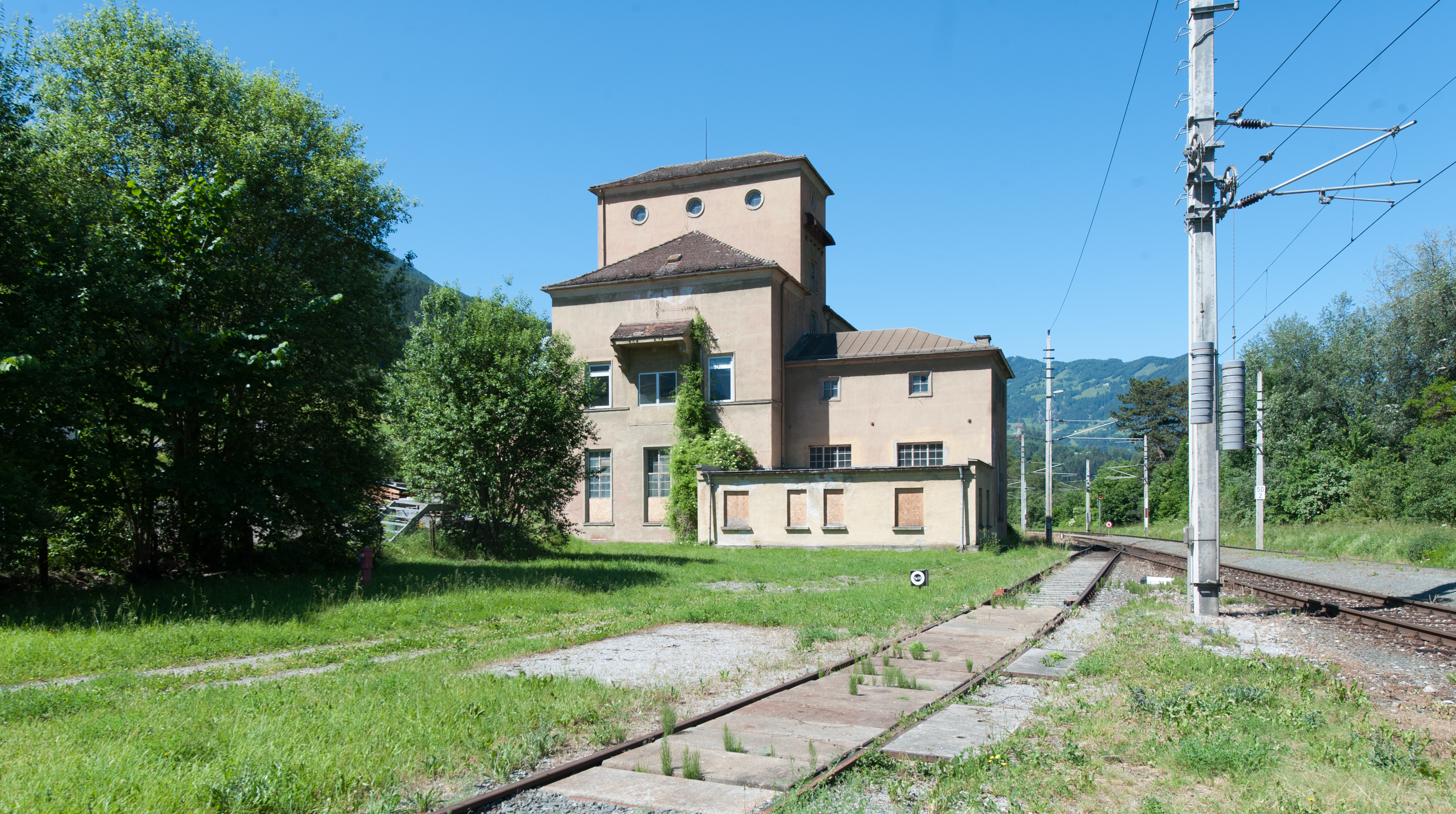
Für die Elektrifizierung wurde in Roppen ein Umspannwerk errichtet, das heute noch in Betrieb ist und unter Denkmalschutz steht

Somit war ab 14. Mai 1925 die gesamte Strecke durchgehend elektrisch befahrbar.
Da nunmehr schwerere Züge über die Strecke geführt werden konnten, mussten darüber hinaus Gleise und Kunstbauten für die erhöhten Achs- und Meterlasten ertüchtigt werden.

#### Ruetzwerk
Das südlich von Innsbruck bei Unterschönberg befindliche Ruetzkraftwerk wurde 1912 zur Energieversorgung der Mittenwaldbahn errichtet. Dieses Kraftwerk wird von der Ruetz gespeist und weist eine Gefällehöhe von 185 m auf. Für den Betrieb der Arlbergbahn wurde das Ruetzwerk erweitert und mit zwei Turbinensätzen zu 4.000 PS und einem Turbinensatz mit 8.000 PS ausgestattet.
Für den elektrischen Teil sorgte die A.E.G. Union Elektrizitäts-Gesellschaft Wien und für die Turbine die Maschinenfabrik J.M. Voith Sankt Pölten. Auch beim Ruetzwerk zeichnete die Lokomotivfabrik Krauss Linz für die Druckrohrleitung verantwortlich.
Das Werk wurde 1983 durch ein Schachtkraftwerk nahe Fulpmes, welches 15,4 MW leistet, ersetzt.

#### Kraftwerk Spullersee

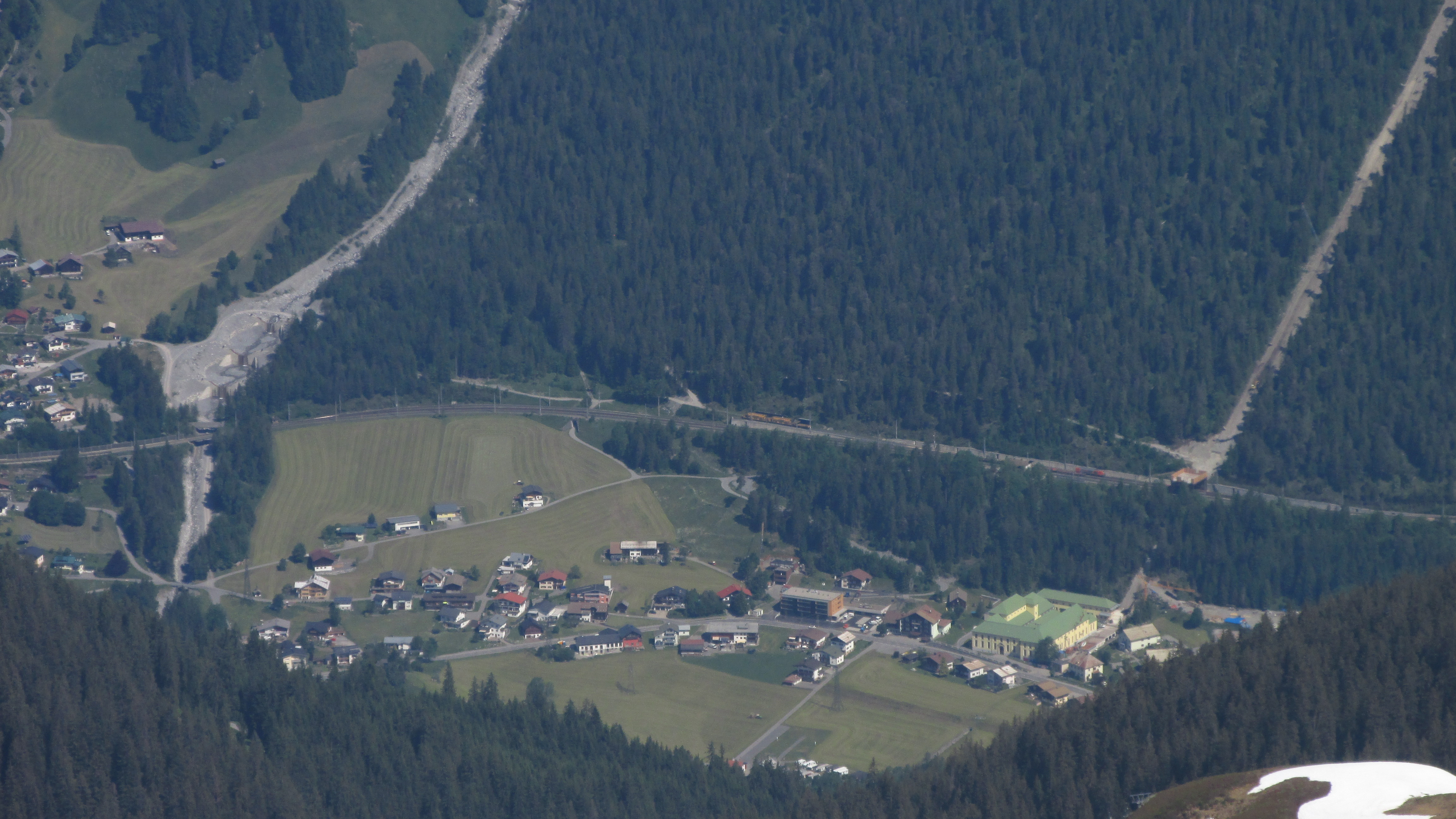
Glongtobelbrücke (links), Betriebsbahnhof Wald am Arlberg und Spullerseewerk (nun mit unterirdischer Druckrohrleitung)

Nachdem der österreichische Abgeordnete Wilhelm Ellenbogen bereits vor dem Ersten Weltkrieg massiv für die Nutzung der Wasserkräfte zur Bahnstromerzeugung eingetreten war, wurde 1919 unter Staatssekretär Jukel und Sektionschef Ing. Dittes das Elektrisierungsamt errichtet.:S. 12. Mit dem darauf erfolgten Beschluss zur Errichtung des Kraftwerks Spullersee wurde der Grundstein für die Elektrifizierung der Arlbergbahn gelegt.
Das Kraftwerk Spullersee steht unterhalb des Bahnhofs Wald am Arlberg, das zu dieser Zeit noch Dannöfen hieß, und wurde in den Jahren 1919 bis 1925 unter der Leitung von Ing. Dittes als zweites Kraftwerk der Österreichischen Staatsbahnen zur Versorgung der Arlbergstrecke errichtet. Da die Verantwortlichen zu dieser Zeit noch keine Erfahrungen mit dem Bau eines solchen Großkraftwerks hatten – das 1902 errichtete Kraftwerk Rosenbach diente vorwiegend nur der Baustelleneinrichtung für den Bau des Eisenbahn-Karawankentunnels –, war dieser eine technische Pionierleistung, die Bewunderung in ganz Europa fand.
Das Wasser für den Antrieb der Generatoren des Kraftwerkes kommt aus dem Spullersee, der über ein Fassungsvermögen von 13,5 Millionen Kubikmeter verfügt. Für das auf einer Wasserscheide liegende Staubecken (Wasserspiegel bei Vollstau in 1.827 Metern Höhe liegend) im Lechquellengebirge wurden zwei Sperrmauern mit 20 und 30 Meter Höhe errichtet. Von dort gelangt das Wasser über einen 1,8 Kilometer langen Stollen zum Wasserschloss. Ab dort strömte es durch zwei oberirdisch angeordnete Fallrohre über ein Gefälle von rund 800 m ins Kraftwerk Spullersee. Das Krafthaus war vorerst mit drei Turbinen zu je 8.000 PS ausgestattet. Beim Bau des Kraftwerks wurde bereits darauf Rücksicht genommen, dass die Anlage noch um eine dritte Fallrohrleitung sowie einen vierten Turbinensatz für die Arlbergbahn und zwei weitere für die Bahnstrecke Lindau–Bludenz erweitert werden konnte, und später auch wurde. Die Gesamtleistung war also für 48.000 PS ausgelegt.
Der bauliche und wasserbauliche Teil wurde von der Firma Innerebner & Mayer aus Innsbruck errichtet. Der elektrische Teil kam von den Österreichischen Siemens-Schuckert-Werken in Wien. Die Turbinen wurden von der Leobersdorfer Maschinenfabriks-AG gefertigt. Bemerkenswert dabei ist, dass die drei  Druckrohrleitungen von der Lokomotivfabrik Krauss Linz in Zusammenarbeit mit den Mühlheimer Stahl und Walzwerken errichtet wurde. Seit 2021 fließt das Wasser durch eine unterirdische Druckrohrleitung vom Wasserschloß zum Kraftwerk, die drei alten Fallrohre wurden abgetragen und gleichzeitig einige technische Einrichtungen modernisiert. Wie schon vor dem Umbau beträgt die Leistung 36 MW.

#### Kraftwerk Braz
Ein weiteres Kraftwerk der ÖBB, welches die knapp 300 Meter Gefälle unterhalb des Spullerseewerkes nutzt, befindet sich auf 728 m Seehöhe in Braz. Es leistet bis zu 25,5 MW und entstand zwischen 1948 und 1953.
Diese drei Kraftwerke liefern jährlich rund 220.000 Megawattstunden und decken damit rund 80 % des Bahnstrombedarfs von Vorarlberg und Tirol.

#### Übertragungsleitung und Unterwerke
Das Spullerseewerk und das Ruetzwerk wurden durch eine Übertragungsleitung mit 55.000 Volt Spannung miteinander verbunden, die überwiegend abseits der Bahn und zwischen Langen und St. Anton in einer Seehöhe von 2.019 m über den Arlberg verlief. Aus dieser wurden die Unterwerke in Dannöfen (Wald am Arlberg), Flirsch, Roppen und Zirl versorgt, die die Energie auf die Fahrdrahtspannung von 15.000 V herunter transformierten.
Am Bau der Übertragungsleitung waren die Firmen A.E.G. Union Elektrizitäts-Gesellschaft Wien, die ELIN AG für elektrische Industrie und die Österreichischen Siemens-Schuckert Werke beteiligt. Die beiden letztgenannten Firmen statteten zudem die Unterwerke aus.

## Geschichte

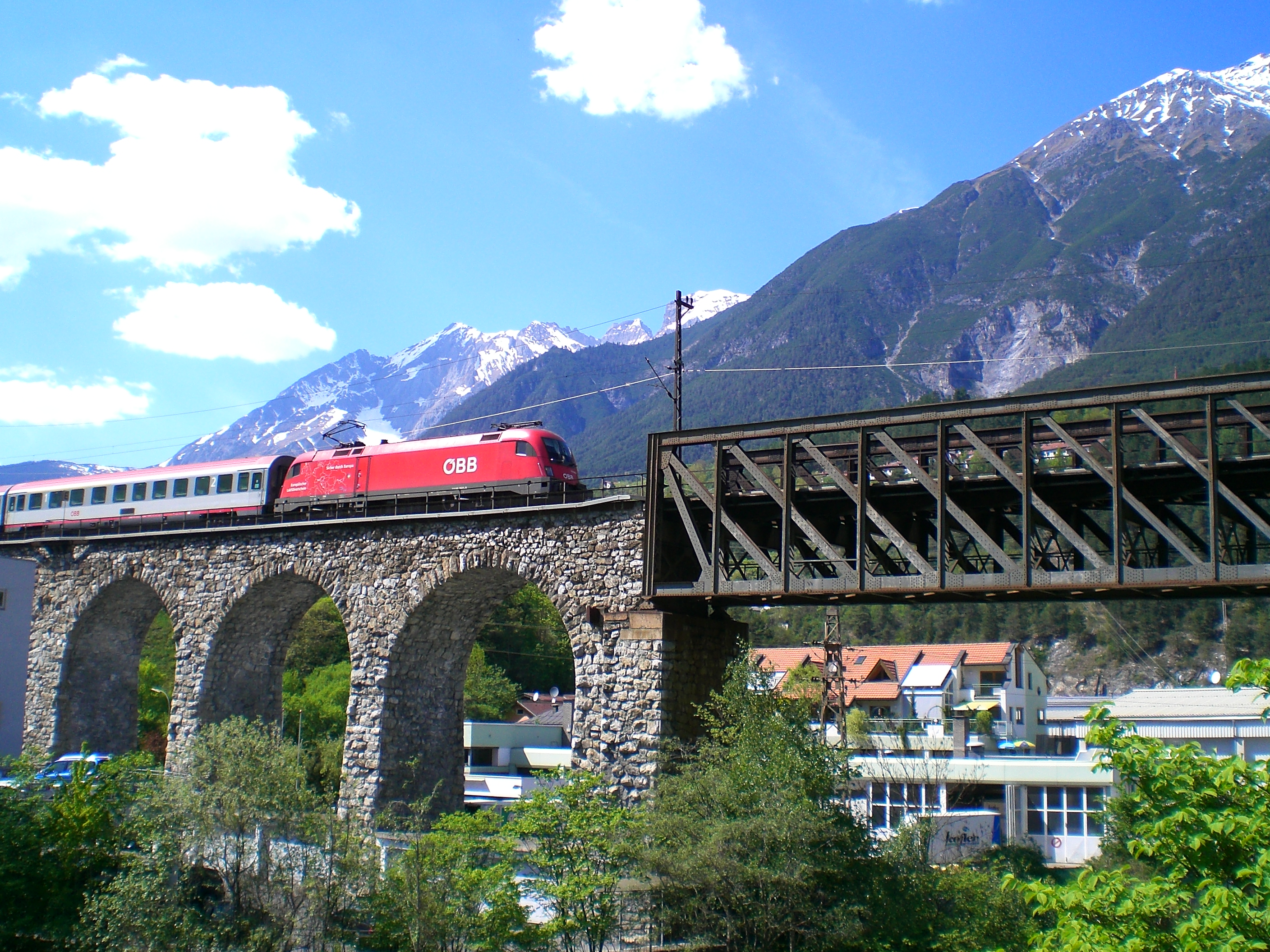
Innbrücke in Landeck vor dem Neubau (2007)

Mit der Eröffnung wurde  eine völlig neue Verbindung zwischen dem Bodensee und der Adria geschaffen. Der Verkehr entwickelte sich rasch, so dass bereits am 15. Juli 1885 das zweite Gleis durch den von Anfang an zweigleisig projektierten Arlbergtunnel eröffnet werden konnte. 1934 ging das erste elektromechanische Stellwerk im Bahnhof Braz in Betrieb.
Vorzeigezug der Arlberg-Strecke wurde der Arlberg-Orient-Express als Luxuszug, der ausschließlich Schlafwagen, Speisewagen und Salonwagen der ersten beiden Klassen von Paris nach Bukarest mitführte. Nach dem Zweiten Weltkrieg wurde der Arlberg-Orient-Express in einen Schnellzug umgewandelt, der Schlafwagen und Sitzwagen mitführte. Ab 1962 wurde er als Arlberg-Express auf den Laufweg von Paris nach Wien verkürzt und Mitte der 1990er Jahre eingestellt.
In der ersten österreichischen Republik gehörte die Strecke in den Zuständigkeitsbereich der Bundesbahndirektion Innsbruck. Nach dem Anschluss Österreichs 1938 firmierte diese kurzfristig als Reichsbahndirektion Innsbruck, bevor sie bereits zum 15. Juli 1938 aufgelöst und der Reichsbahndirektion Augsburg unterstellt wurde. Nach 1945 wurden die ÖBB wieder gegründet, die Direktionsstruktur aus der Zeit vor 1938 wieder eingerichtet und die Bundesbahndirektion Innsbruck erneut eingerichtet.

Ab 1958 setzten SBB und ÖBB zwischen Basel und Wien den Transalpin ein, der den Arlberg-Orient-Express als wichtigsten Zug der Strecke ablöste. 2010 wurde der Transalpin vorübergehend eingestellt und durch einen Railjet der ÖBB ersetzt.

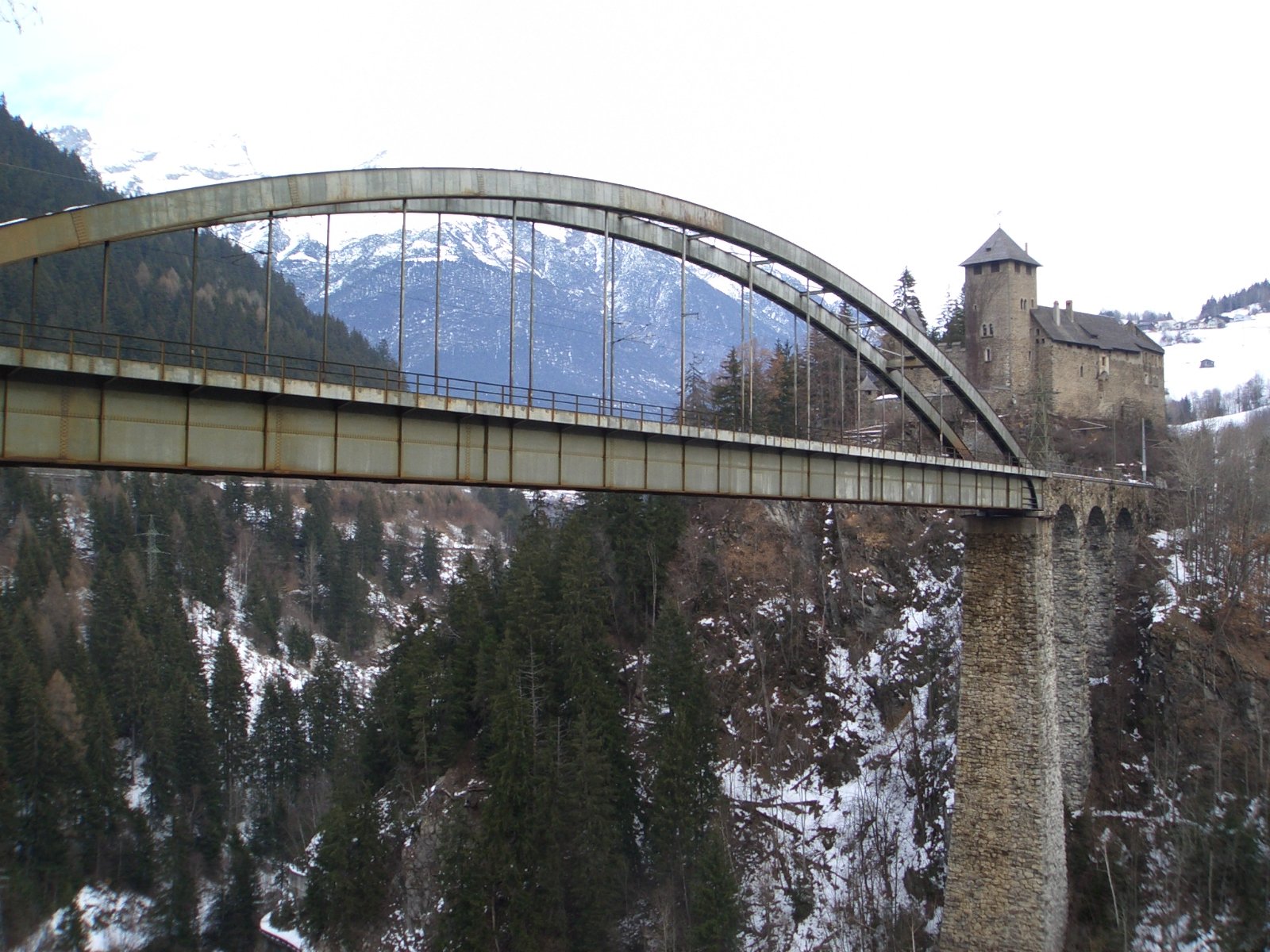
Trisannabrücke mit Schloss Wiesberg

## Betrieb

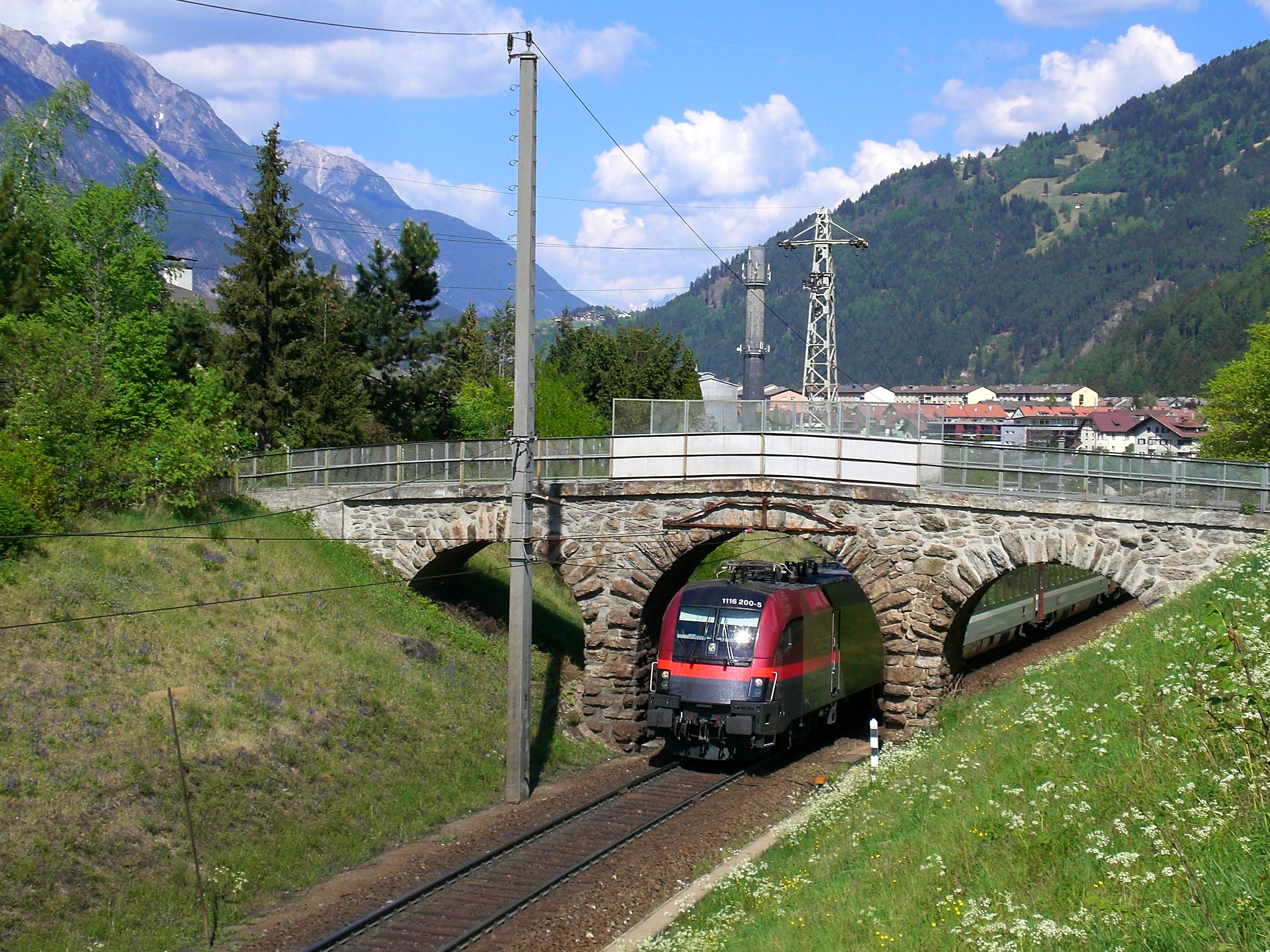
Eine Lokomotive wirbt für den Railjet-Betrieb ab 2010 am Arlberg

Insgesamt hat sich bis heute der Verkehr trotz Konkurrenz durch den Straßentunnel so stark entwickelt, dass mittlerweile die Zufahrtsstrecken fast durchgehend zweigleisig ausgebaut wurden. Zusätzlich zum beträchtlichen Güterverkehr rollen schnelle Railjet-Züge von Wien nach Vorarlberg. Der Regionalzugverkehr auf den beiden Rampen und durch den Tunnel wurde jedoch wegen der sehr geringen Fahrgastzahlen gänzlich eingestellt. Mit Ausnahme von St. Anton und Langen wurden deshalb alle Personenzughalte zwischen Landeck-Zams und Bludenz  aufgegeben. Die Stationen zwischen Bludenz und Langen wurden bis zum Fahrplanwechsel im Mai 1999 bedient. Dies hatte zur Folge, dass nur noch ein einziges Regionalzugpaar über den Berg fuhr (REX 1878/1879), welches aber auch nur an den beiden Fernverkehrsstationen St. Anton und Langen hielt. Seit 2010 verkehren keine Nahverkehrszüge mehr über den Arlberg. Im Reiseverkehr wird die Bergstrecke (Stand 2020) ausschließlich von Fernverkehrszügen bedient. Ein weiterer Vorteil der entfallenden Regionalzüge sind die zusätzlich entstandenen Fahrplantrassen für die Fernverkehrs- und Güterzüge. Seit dem Fahrplanwechsel im Dezember 2017 verkehrt tagsüber im Durchschnitt stündlich je ein Fernzug in beiden Richtungen über die Arlbergbahn. Diese können zwischen Bludenz und St. Anton in der 2. Klasse auch mit Vorarlberger Verkehrsverbundfahrkarten, auf Tiroler Seite auch mit Karten des Verkehrsverbundes Tirol genutzt werden. Lediglich die Fahrradmitnahme ist auch hier reservierungspflichtig und erfordert den Erwerb einer Fahrradkarte für den Fernverkehr.
Mit Fahrplanwechsel am 12. Dezember 2004 wurde die Haltestelle Oberhofen im Inntal eröffnet. Sie ist die zurzeit jüngste Station der gesamten Strecke. In der ersten Hälfte des Fahrplanjahres 2005 wurde die Station von lediglich neun Zügen pro Richtung angefahren, ehe mit 13. Juni 2005 dieses Angebot auf bis zu 29 Züge pro Richtung angehoben wurde. Mittlerweile ist sie integraler Bestandteil der S-Bahn Tirol.

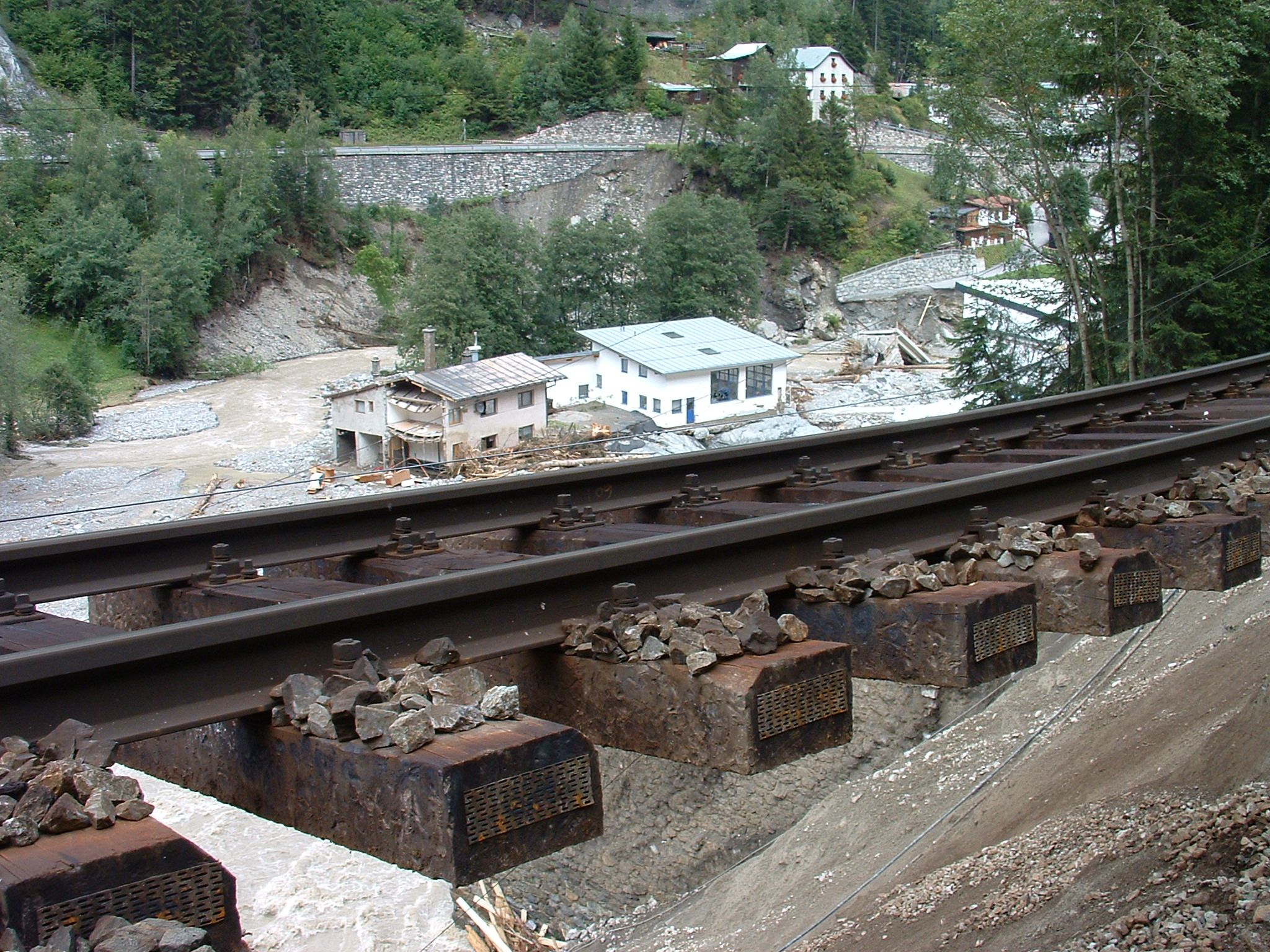
Hochwasserschäden 2005 im Bereich des Bahnhofes Strengen

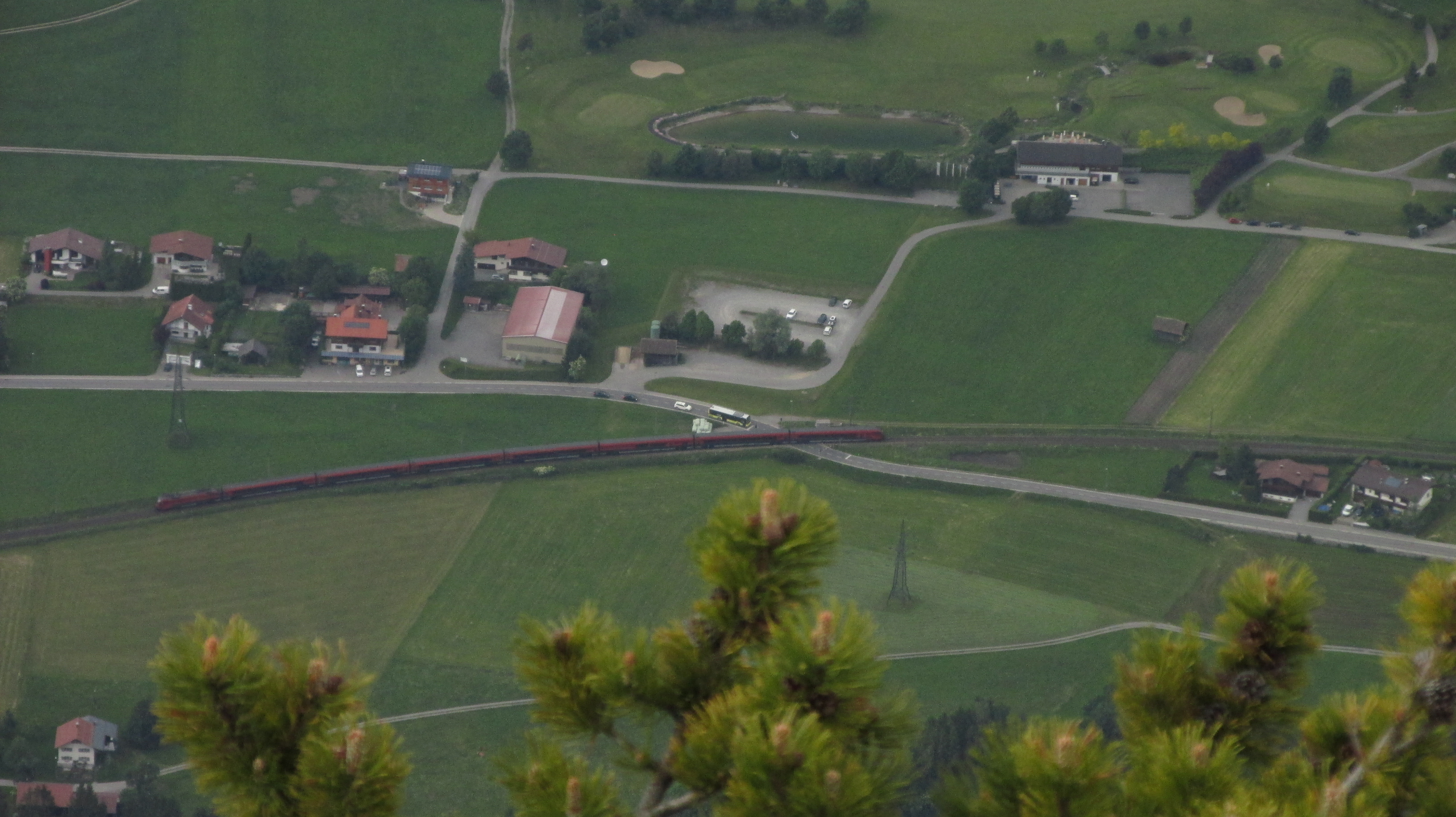
RJ 862 auf beschranktem Bahnübergang bei Kilometer 130,502

Die schwerwiegenden Ereignisse des Hochwassers in den Alpen 2005 gingen an der Arlbergstrecke ebenfalls nicht spurlos vorbei. Neben anderen kleineren Schäden wurde zwischen den Bahnhöfen Strengen und Flirsch ein Damm der Arlbergbahn weggespült. Bis zum vollständigen Wiederaufbau musste die Strecke von 23. August bis 3. Dezember gesperrt werden. Insgesamt mussten 4 km Gleise neu verlegt und die Oberleitung instand gesetzt werden. Die Sanierungskosten betrugen 25 Millionen Euro.
Auf der Arlbergbahn gibt es noch Schrankenanlagen. So existieren nahe der Parzelle Radin an der EK 130,502 eine niveaugleiche Kreuzung mit der Landesstraße 97 (Klostertaler Straße) und etwas westwärts in der Parzelle Unterradin eine mit einer Nebenstraße. Eine andere Nebenstraße kreuzt die drei Gleise der westlichen Ausfahrt des Bahnhofs Braz. Die letzte Schrankenanlage auf der Strecke, die noch von Hand bedient wurde, war jene in Imsterberg in Tirol. Dort stand zuletzt der letzte ÖBB-Schrankenwärter Tirols, ehe auch diese Anlage am 29. November 2019 automatisiert wurde.
Im Zuge der Automatisierung des Betriebsablaufs wurden die Fahrdienstleiterstellen auf den Bahnhöfen zwischen Landeck und Bludenz sukzessive abgeschafft und die Steuerung von der Betriebsführungszentrale Innsbruck übernommen. Der letzte besetzte Bahnhof war der in Braz; der dortige Fahrdienstleiter verließ diesen am 13. August 2021.

## Ausbau der Strecke

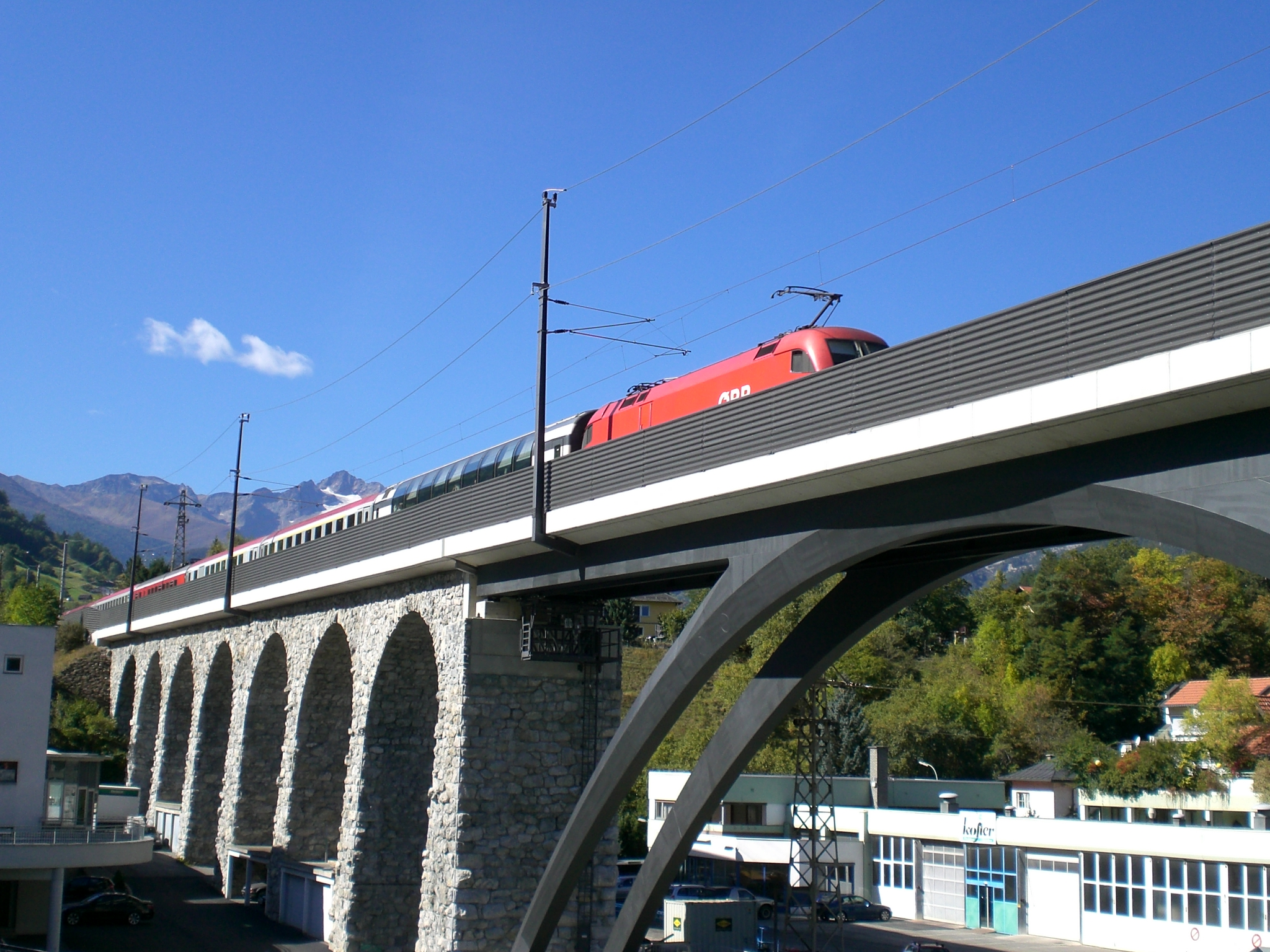
Mit dem Austausch des Brückentragwerkes der Innbrücke wurde eine langjährige Langsamfahrstelle beseitigt.

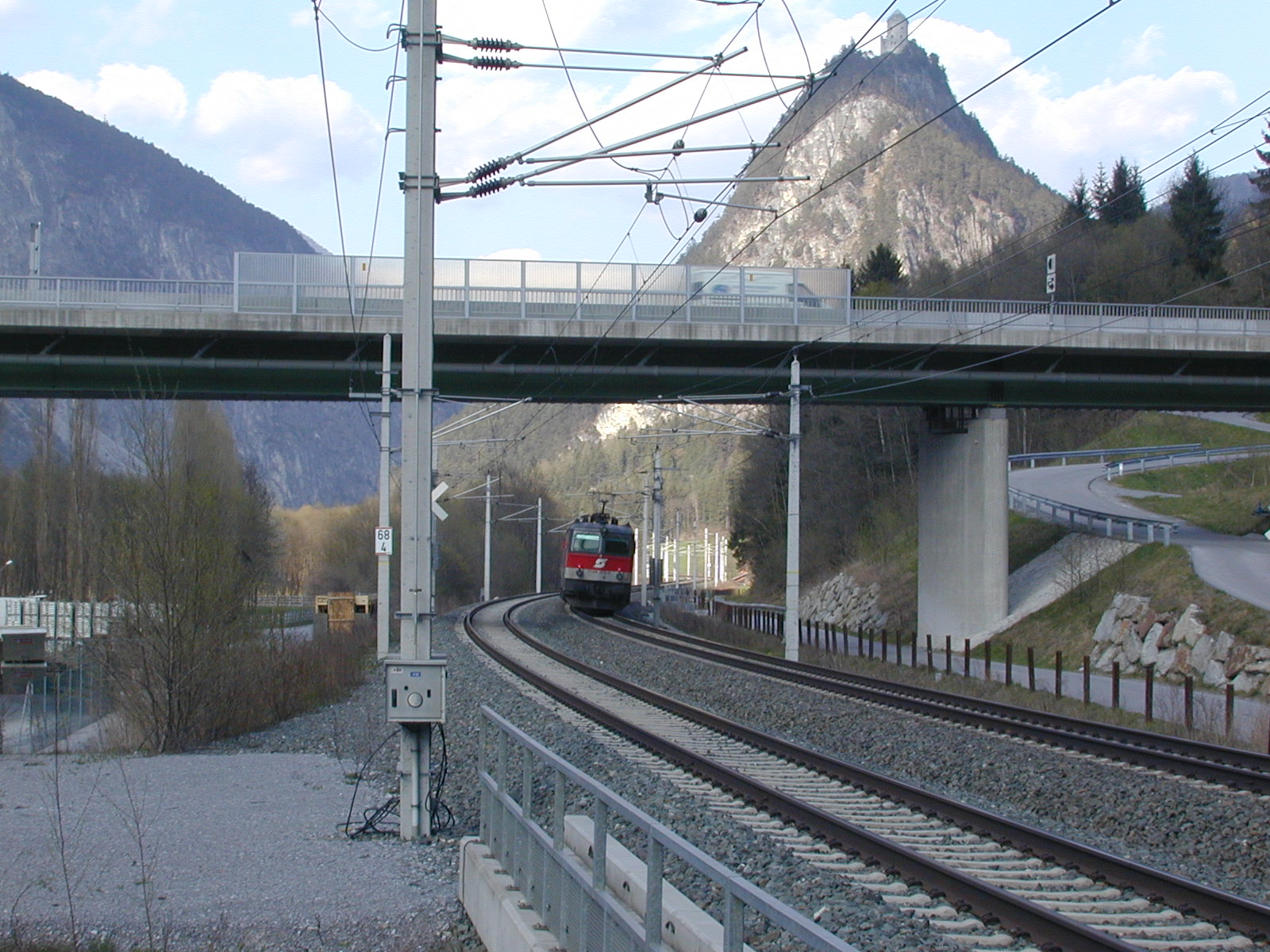
Ausbaustrecke Kronburg–Landeck-Zams

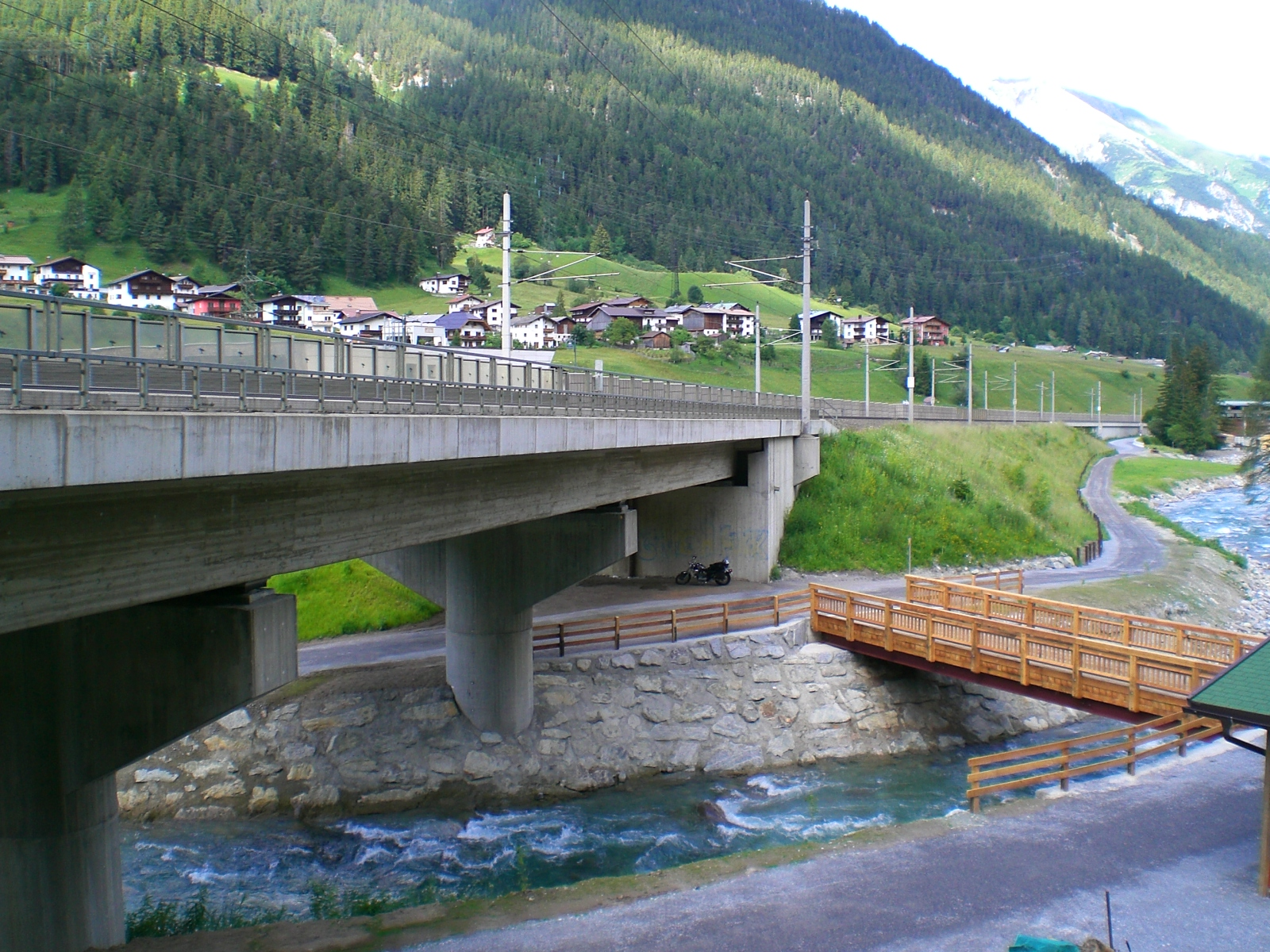
Rosannabrücke IV bei St. Jakob, unmittelbar vor dem Ostportal des Wolfsgrubentunnels

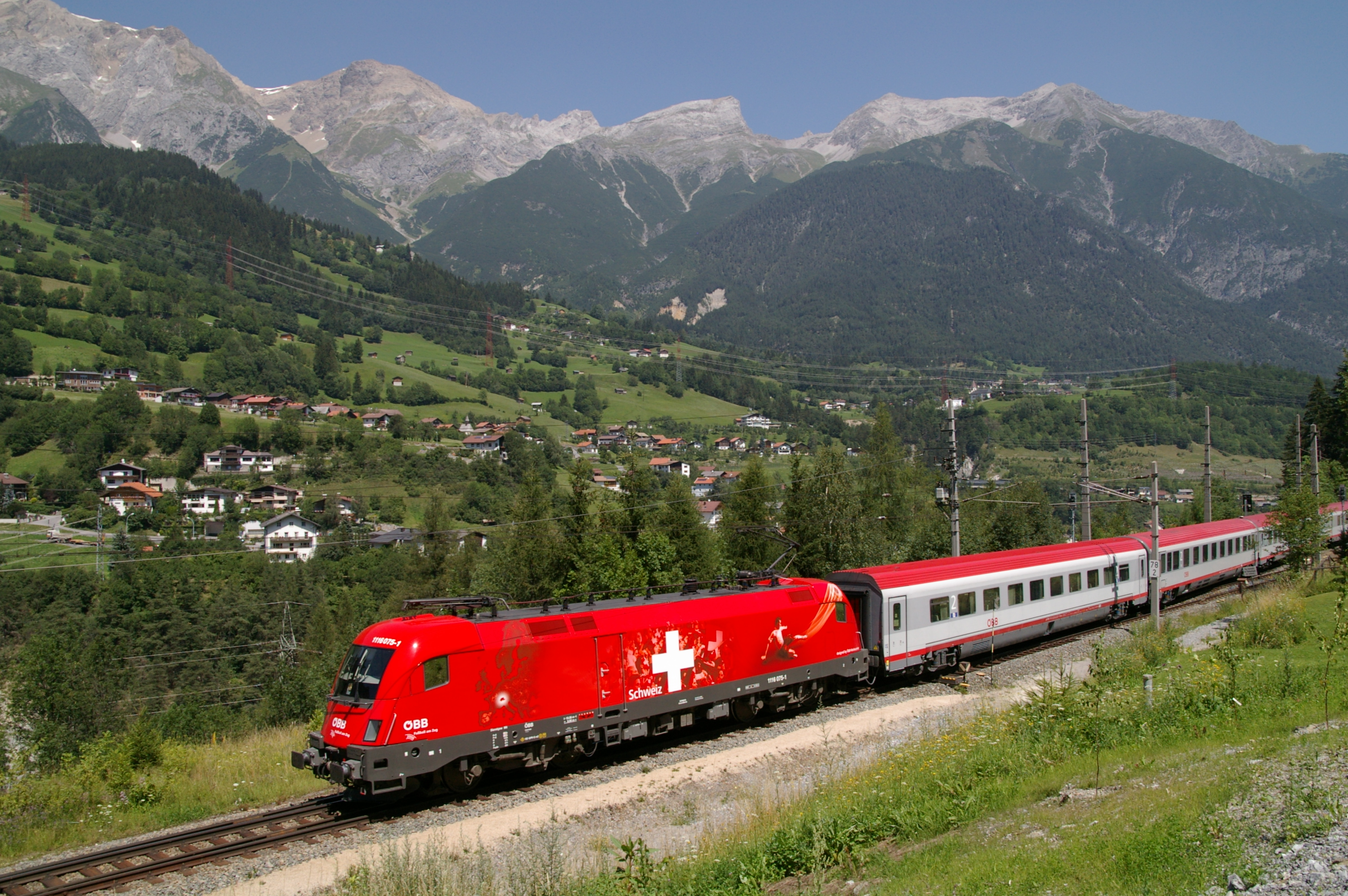
EC 662 bei der Durchfahrt in Pians

Wegen des wachsenden Verkehrsvolumens wurde die Strecke immer wieder ausgebaut. Seit dem Umbau des Bahnhofs St. Anton können bis zu 120 Züge pro Tag die Arlbergstrecke benutzen, die auf einzelnen Abschnitten östlich von St. Anton Geschwindigkeiten bis zu 140 km/h fahren können.

### Konzertkurve
In den Jahren 1953 bis 1956 wurde die früher auf Straßenniveau verlaufende Verbindung von Innsbruck Westbahnhof zum Innsbrucker Hauptbahnhof in einen Einschnitt verlegt. Die Verbindung wurde dreigleisig ausgeführt – zwei Gleise dienen dem Reisezugverkehr, ein Gleis dient den Güterzügen. Es zweigt nach der Unterquerung der Leopoldstraße von den anderen beiden Gleisen ab und führt direkt in den Frachtenbahnhof Innsbruck. Die am 30. April 1956 eröffnete Strecke hob drei Bahnübergänge auf. Sie trägt den Namen Konzertkurve nach Fritz Konzert, dem damaligen Stadtbaudirektor von Innsbruck und Initiant des Bauwerkes.

### Ötztal – Landeck-Zams
Als nächstes Teilstück zum zweigleisigen Ausbau der Arlbergbahn folgt das Stück Ötztal – Landeck-Zams. Der circa 20 km lange eingleisige Abschnitt wurde aus wirtschaftlichen Gründen teilweise zweigleisig ausgebaut. Zwischen Innsbruck und Ötztal ist die Trasse durchgehend zweigleisig, zwischen Ötztal und Kronburg bis auf ein kurzes Stück zwischen Landeck-Zams und Schönwies eingleisig, ein zweigleisiger Ausbau ist zwischen Imst und Imsterberg geplant. Im Rahmenplan der ÖBB 2023–2028 ist ein vollständiger Ausbau jedoch nicht eingeplant, im Zielnetz 2040 der ÖBB befinden sich für den Ausbau allerdings noch weitere Maßnahmen, konkret sind diese jedoch noch nicht. Hingegen ist eine Kapazitätsoptimierung und der Bahnhofsumbau von Imst-Pitztal und Schönwies in Planung.

### Landeck-Zams – St. Anton am Arlberg
Der erste Ausbau der Strecke fand im Bereich Schnann–St. Jakob statt. Dabei folgt die neue Trasse der alten Streckenführung. Um den Besucheransturm auf die Alpinen Skiweltmeisterschaften bewältigen zu können, musste die Arlbergbahn im Bereich St. Jakob–St. Anton ausgebaut werden. Man entschied sich für eine Verlegung der neuen Trasse nach Süden. Sie zweigt kurz vor der Haltestelle St. Jakob in den Wolfsgrubentunnel ab, durchläuft den Bahnhof St. Anton, der am südlichen Ortsrand neu errichtet wurde und mündet 400 m vor seinem alten Portal in den Arlbergtunnel. Das alte Portal wurde abgetragen. Sein Oberteil wurde restauriert und erhielt einen ehrenvollen Platz vor dem neuen Bahnhof St. Anton, genau in Höhe des jetzigen Ostportals.
Obwohl der Regionalzugverkehr eingestellt wurde, erhielten die Orte Schnann und Pettneu neue Haltestellen. Anlässlich der alpinen Ski-WM 2001 wurden hier zahlreiche Auto-Parkplätze eingerichtet. Die Besucher des Großereignisses wurden mit Shuttlezügen, die zwischen Langen und Schnann verkehrten, nach St. Anton gebracht. Für andere Großereignisse, wie beispielsweise das Arlberg-Kandahar-Rennen, können diese Einrichtungen weiterhin genutzt werden.

### St. Anton am Arlberg – Langen am Arlberg (Arlbergtunnel)

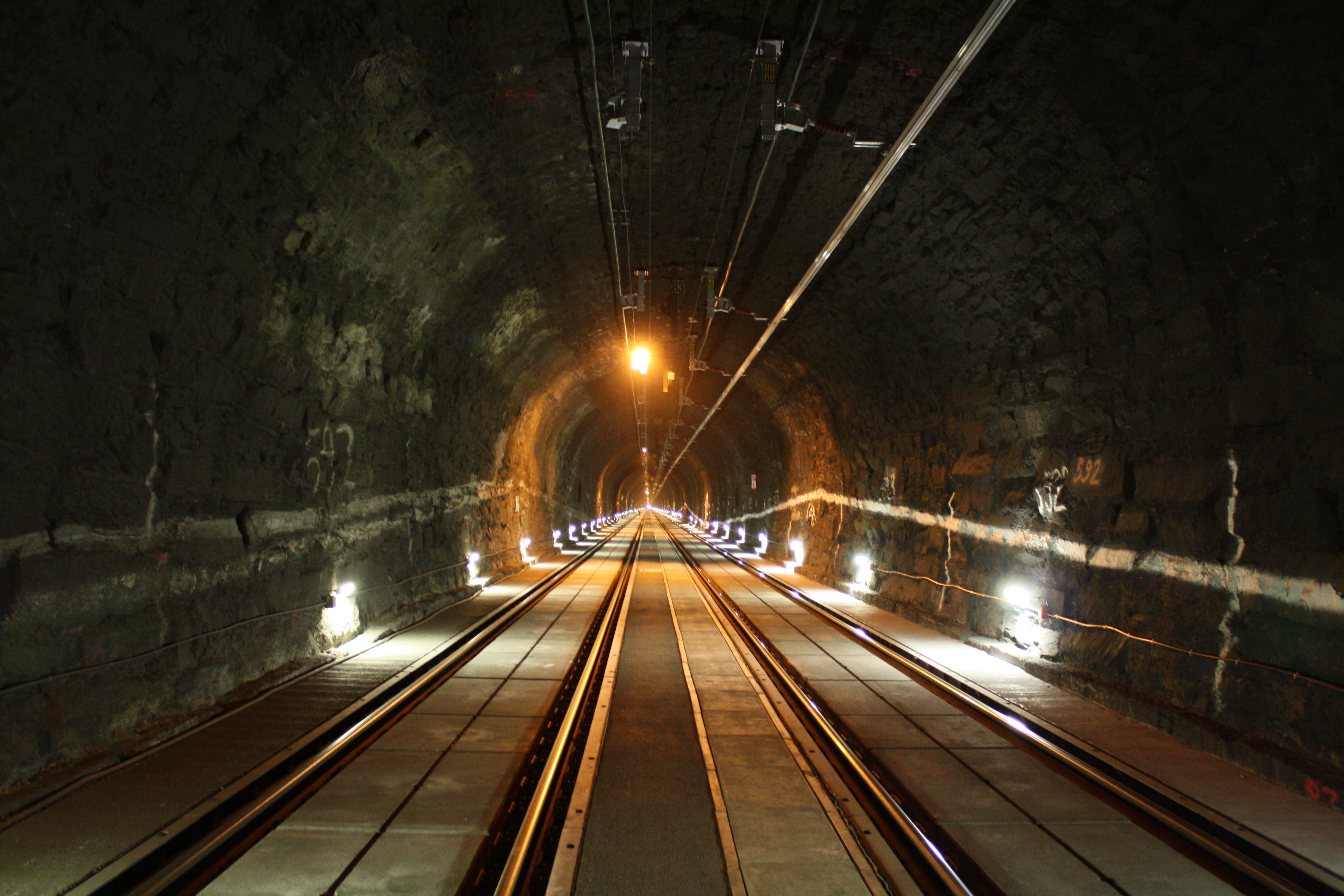
Arlbergtunnel mit fester Fahrbahn. Die südliche Stromschiene fehlt noch.

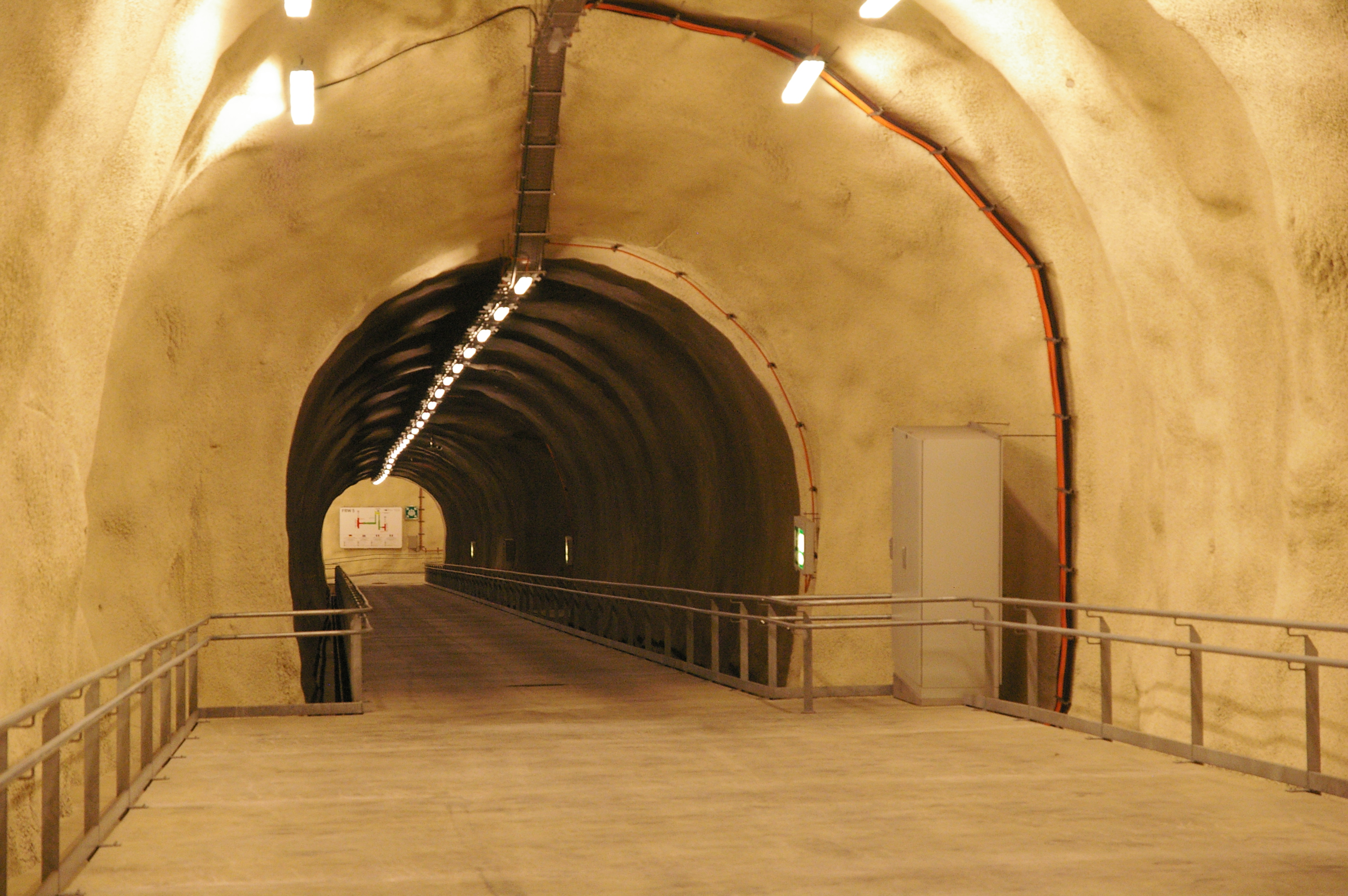
Mit Fluchtstollen, die in Sammelräume münden, wurden die beiden Arlbergtunnel verbunden

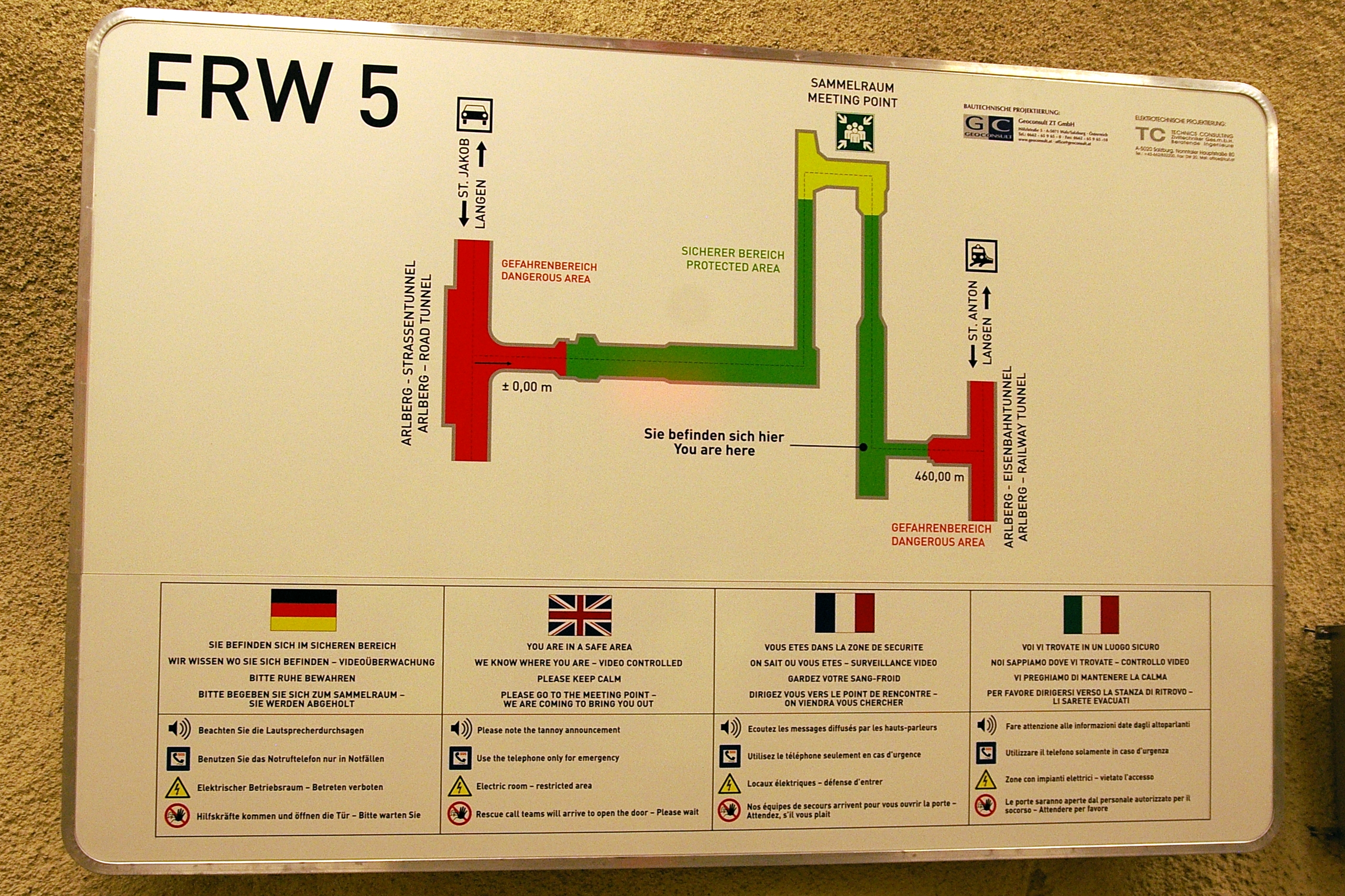
Infotafel zur Selbstrettung in den Arlbergtunnels

Nachdem im Arlbergtunnel bereits 1987/88 zur Erreichung größerer Eckhöhen für Züge des kombinierten Verkehrs ein Streckengleis abgesenkt und teilweise mit einer Festen Fahrbahn ausgestattet wurde, fanden seit September 2004 eine Generalüberholung des Tunnels aus Sicherheitsgründen und eine Sanierung der 120 Jahre alten Bausubstanz statt.
Bei dieser sicherheitstechnischen Nachrüstung des Arlbergtunnels handelt es sich um zwei Teilprojekte. Gemeinsam mit der ASFINAG erstellte die ÖBB-Infrastruktur Bau AG Flucht- und Rettungswege, wobei der Arlberg-Eisenbahntunnel durch sechs Fluchtstollen mit dem nahezu parallel verlaufenden Straßentunnel verbunden wurde. Während die Herstellung der Rettungswege seit 6. März 2008 abgeschlossen ist, wurde danach an der Sanierung und sicherheitstechnischen Nachrüstung des Eisenbahntunnels weiter gearbeitet. Aus diesem Grund war der Arlbergtunnel bis Sommer 2010 fast durchgehend nur eingleisig befahrbar.
Mit der Fertigstellung dieses Projekts im Gesamtaufwand von 47 Millionen Euro wurde ein Sicherheitskonzept umgesetzt, das in ganz Europa einzigartig ist. Das Rettungssystem basiert auf dem Prinzip der Selbstrettung, in dem sich betroffene Personen aus der unmittelbaren Gefahrenzone retten können. Die aus dem Arlberg-Eisenbahntunnel herausführenden Fluchtstollen münden in Sammelräume, die bis zu 800 Personen Platz bieten und mit doppelten Schleusentoren gegen Hitze und Rauch abgesichert sind. Der Luftdruck in diesen Räumen kann im Brandfall leicht erhöht werden, um Rauch aus dem Tunnel fernzuhalten. Im Ereignisfall ist jeder dieser Sammelräume zu Fuß in 20 Minuten erreichbar, wobei überdimensionale Schautafeln und Markierungen die Fluchtwege erklären. Über den anderen freien Tunnel können diese Personen anschließend von den Sicherheitskräften geborgen werden. Alle Anlagen werden von der Betriebszentrale der ASFINAG in St. Jakob am Arlberg mit Videokameras überwacht. Die Tunnelwarte ist über Notruf-Fernsprecher erreichbar.
In einer Vielzahl von Maßnahmen wird eine Aufweitung und Sanierung der Substanz des Tunnels durchgeführt. Zur Befahrbarkeit des Tunnels mit herkömmlichen Einsatzfahrzeugen wurden beide Gleise abgesenkt und mit einer „Festen Fahrbahn“ ausgestattet. Neben anderen Sicherheitseinrichtungen, wie Beleuchtung oder Handläufen, wurden Wendenischen errichtet, die den Feuerwehrfahrzeugen im Rettungs- und Übungsfall das Rangieren ermöglichen. Aufgrund der räumlichen Nähe des Straßentunnels zum Eisenbahntunnel – die beiden Tunnel verlaufen in einer Entfernung von 160 bis 310 Metern und einer größten Höhendifferenz von 35 Meter nahezu parallel zueinander – wurden die beiden Tunnel alle 1.700 Meter durch gemeinsame Fluchtstollen, die in Rettungskammern führen, verbunden. Diese Verbindungsgänge dienen vorwiegend der Selbstrettung der Eisenbahn- sowie Straßenbenutzer. Seit Ende 2007 sind diese Bauarbeiten abgeschlossen und die zugehörenden Leitsysteme benutzbar.
Ab August 2007 wurde die Feste Fahrbahn für Gleis 1 errichtet, die im September 2008 fertiggestellt wurde, ehe im Zeitraum von Oktober 2008 bis Ende 2009 die Feste Fahrbahn für Gleis 2 errichtet wurde. Insgesamt wurden dabei acht Weichen, 40.000 m Schienen und 25.000 Stück Schwellen ausgebaut, 27.000 Tonnen Gleisschotter und 15.000 Kubikmeter Felsen und Gesteine aus der Tunnelsohle abgetragen. Weiters mussten 48.000 Kubikmeter Spritzbeton und 3.500 Quadratmeter Mauerwerk abgetragen sowie 22.500 Quadratmeter Gewölbe gereinigt werden. Errichtet wurden zweimal 10.000 Laufmeter Feste Fahrbahn mit 3.700 Stück Gleistragplatten und 40.000 m Schienen der Bauform UIC 60, die als Einzelschienen in einer Länge bis zu 120 Meter eingebracht und lückenlos verschweißt wurden. Für den Gleiswechsel wurden im Bereich der Festen Fahrbahn acht Weichen neu verlegt. Im Tunnel wurden 48.600 Quadratmeter Spritzbeton neu aufgebracht. Die Gesamtfertigstellung erfolgte Mitte 2010.
Zwischen dem östlich des Bahnhofs St. Anton befindlichen Wolfsgrubentunnel und dem Straßentunnel wurde nach dem gleichen Konzept, wie im Arlberg-Eisenbahntunnel, ein weiterer Fluchtstollen mit Sammelraum angelegt.

### Langen am Arlberg – Klösterle (Blisadonatunnel)

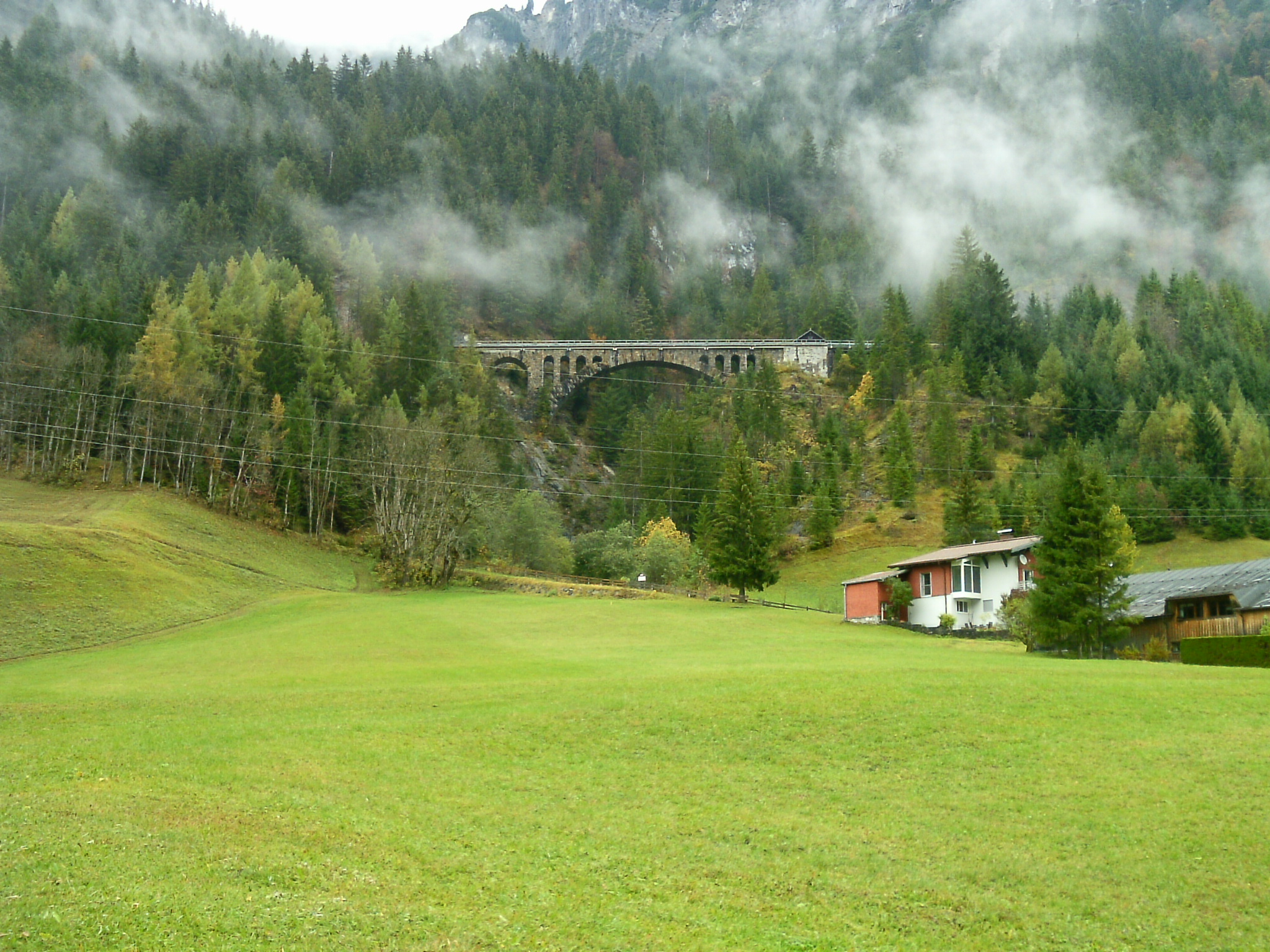
Die Wäldletobelbrücke ist seit der Streckenverlegung in den Blisadonatunnel für Fußgänger passierbar und mit einem Straßenbelag versehen.

Der 2.411 Meter lange Blisadonatunnel ersetzt die alte, bei der Fertigstellung der Bahn durchgehend oberirdische und mit zwei nachträglich gebauten Tunnels dann teilweise unterirdisch geführte Strecke zwischen Langen und Klösterle. Er beginnt mit zwei Röhren nach dem Bahnhof Langen: Einer zweigleisigen Hauptröhre und einer eingleisigen Nebenröhre an der Nordseite, welche nach kurzer Strecke in die Hauptröhre einmündet. Nachdem der einröhrige Hauptabschnitt des Tunnels durchfahren wurde, endet der Doppelgleisabschnitt. Das Gleis zweigt in eine schmale Seitenröhre nach links in Richtung Süden ab und führt bis zum derzeitigen Westportal nach Klösterle. Die Hauptröhre, deren Weiterbau geplant ist, endet wenige Meter hinter der Abzweigung der Seitenröhre.
Die bereits vor dem Bau des Blisadonatunnels (aufgrund der im Mai 1999 geschehenen Einstellung des Nahverkehrs)  aufgelassene Haltestelle Klösterle wurde in diesem Zusammenhang von der Arlbergbahn abgeschnitten. Der aufgelassene Streckenteil zwischen dem Westkopf des Bahnhofs Langen und der Einmündung des Blisadonatunnels (nächst dessen Westportal) in die Bestandsstrecke ist nahezu auf seiner Gesamtlänge begehbar. Der Großtobeltunnel wurde zugeschüttet, das zugehörige Tobel ist inmitten großzügiger Lawinenverbauungen zu Fuß zu überqueren. Zwischen dem (verschütteten) Westportal des Großtobeltunnels und der obengenannten Einmündung ist die ehemalige Trasse sogar asphaltiert. Die Wäldletobelbrücke und die ehemalige Haltestelle Klösterle sind somit gut erreichbar.

### Braz – Bludenz

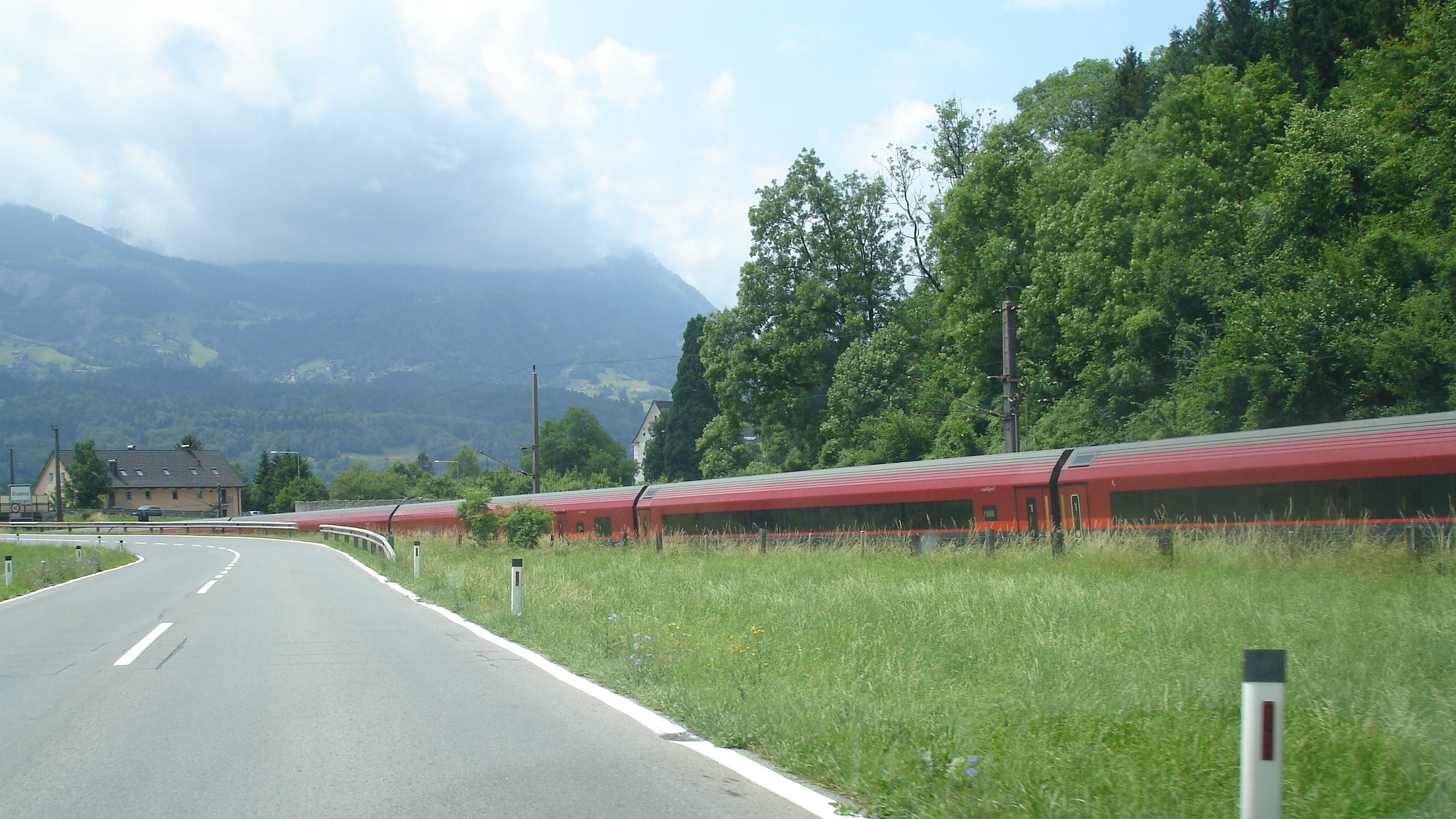
(noch) eingleisiger Abstieg im Klosterbogen nach Bludenz, die zweigleisige Streckenführung wird links der jetzigen Straße verlaufen.

Als nächstes Teilstück zum vollständigen zweigleisigen Ausbau der Arlbergbahn sollte das Stück Braz – Bludenz folgen. Die Neubaustrecke war bereits fertig geplant, wegen einer voraussichtlich bis 2032 ausreichenden Kapazität des vorhandenen Gleises wurde vom Bau jedoch vorerst abgesehen. Das 5.888 Meter lange Projekt hätte aus zwei Straßenunterführungen, einer Fußgängerüberführung, einer Brücke über den Almaintobel und dem 3.261 m langen Bingser Tunnel bestanden, die Kosten wurden auf etwa 132 Mio. € geschätzt. Es ist nun lediglich ein zweigleisiger Ausbau eines 1,4 km langen Abschnittes im Anschluss an das ostseitige Ende des Bahnhofs Bludenz, im Bereich des Klosterbogens, vorgesehen, wofür (Stand: I. Quartal 2023) vorbereitende Arbeiten laufen. Die Strecke wird dort zur Verringerung der Radien mitsamt der Landesstraße 97 um bis zu etwa 100 m nach Süden verschwenkt, die Weiche für den Übergang von der Ein- in die Zweigleisigkeit wird dann etwa beim km 134,2 auf Höhe der Parzelle Kaplina liegen.

## Triebfahrzeuge
Bei der Vielfältigkeit der Lokomotiveinsätze können wegen des langen Zeitraums nicht sämtliche Lokomotiv-Reihen wiedergegeben werden. Es fanden nicht nur viele normalspurige Reihen der kkStB Verwendung, sondern darüber hinaus nahezu alle Reihen der ÖBB. Die Hauptträger des Verkehrs auf der Arlbergbahn sind in folgender Aufstellung zu finden.

### Dampflokomotiven
Für den Betrieb der Arlbergbahn wurde die Idee der Semmeringbahn aufgegriffen und ein Wettbewerb für Lokomotiven ausgeschrieben, an der sich die Wiener Neustädter Lokomotivfabrik, die Lokomotivfabrik Floridsdorf und Krauss in München beteiligten. Die 1884/85 ausgelieferten Lokomotiven hatten teils Innen-, teils Außenrahmen und wiesen Innensteuerung auf. Die Wiener Neustädter Maschinen fanden als kkStB 76.01–04 (Dienstmasse 53,5 Tonnen), die Krauss-Lokomotiven als Reihe kkStB 78 (Dienstmasse 56,5 Tonnen) und die beiden Floridsdorfer Maschinen schließlich bildeten die kkStB-Reihe 79 (Dienstmasse 72,5 Tonnen). Tatsächlich setzten sich jedoch die Lokomotiven der kkStB-Reihe 73 durch, an deren Bau alle österreichischen Lokomotivfabriken beteiligt waren. Von dieser Universallokomotive, die ein Dienstgewicht von 55,1 t aufwies, wurden 436 Stück beschafft. Dank ihrer Leistung von 700 PS konnte sie in der Ebene 1.650 Tonnen mit 30 km/h, auf einer Steigung von 10 ‰ 580 Tonnen mit 15 km/h und 220 Tonnen auf einer Steigung von 25 ‰ mit ebenfalls 15 km/h befördern. Sie wurden hauptsächlich im Güterzugverkehr eingesetzt.
Von der Arlbergbahn selbst wurden weiters 1884 von Krauss in München fünf Personenzuglokomotiven der Reihe kkStB 28 beschafft. Diese 68,3 t schweren 1’C-Lokomotiven hatten Innenrahmen und Außensteuerung, entsprachen jedoch schon bald nicht mehr den gewünschten Erfordernissen am Arlberg. Sie wurden daher zur Giselabahn versetzt und wurden 1913 ausgemustert. Ein längeres Dasein durfte die kkStB Tenderreihe 31 auf der Arlbergbahn fristen, die wegen ihres geringen Dienstgewichts von nur 31 t mit Personenzuglokomotiven Verwendung fand.
Außerdem wurden im Güterzugverkehr vorerst die von der Wiener Neustädter Lokomotivfabrik und von der Lokomotivfabrik Floridsdorf gebauten, dreifach gekuppelten Schlepptenderlokomotiven der Reihe kkStB 48, die ein Dienstgewicht von 41,1 t hatte, eingesetzt. Da mit diesen Lokomotiven binnen kurzer Zeit nicht mehr das Auslangen gefunden werden konnte, wurde schon bald auf die von Karl Gölsdorf entwickelten, vierfach gekuppelten Güterzug-Schlepptenderlokomotiven der Reihe 170 umgestellt. Diese Maschinen, die ebenfalls von der Südbahngesellschaft auf der Semmeringbahn und auf der Brennerbahn eingesetzt wurden, waren auf der Arlbergbahn ursprünglich im Schnellzugverkehr eingesetzt. Die Lokomotiven der Reihe 170 hatten ein Dienstgewicht von 68,5 t. Charakteristisch waren die zwei Dampfdome mit Verbindungsrohr. Sie erreichte mit 796 Stück die höchste Auflage aller österreichischen Lokomotivreihen.
Nachdem sich bei der Tauernbahn die beiden Heißdampflokomotiven der kkStB-Baureihe 380 bewährten, ließ die kkStB bei der Wiener Neustädter Lokomotivfabrik und bei der Lokomotivfabrik Floridsdorf ab 1911 weitere 26 Maschinen herstellen, um diese unter anderem auf der Arlbergbahn einzusetzen. Dazu wurden diese zudem mit einer Ölzusatzfeuerung ausgestattet, um im Arlbergtunnel selbst bei fehlender Durchlüftung verwendet werden zu können. Diese Maschinen mit einer Dienstmasse von 81,1 Tonnen waren wahre Kraftpakete und leisteten 1.645 PS, die sich bis zu Spitzenwerten von 2.100 PS steigern ließen. Die letzte neu entwickelte Dampflokreihe am Arlberg war nach dem Ersten Weltkrieg die 1’E-Schlepptenderlokomotive der Reihe 81.
Weiters fanden auf der Arlbergbahn noch Dampflokomotiven der Reihen kkStB 97 (04–06) Verwendung. Diese Nebenbahnlokomotiven, die ein Dienstgewicht von nur 29,0 t aufwiesen, wurden vorwiegend bei Arbeitszügen eingesetzt. Belegt ist auch die als Wiener Stadbahnlokomotive bekannte Reihe 30 im Vorspanndienst.

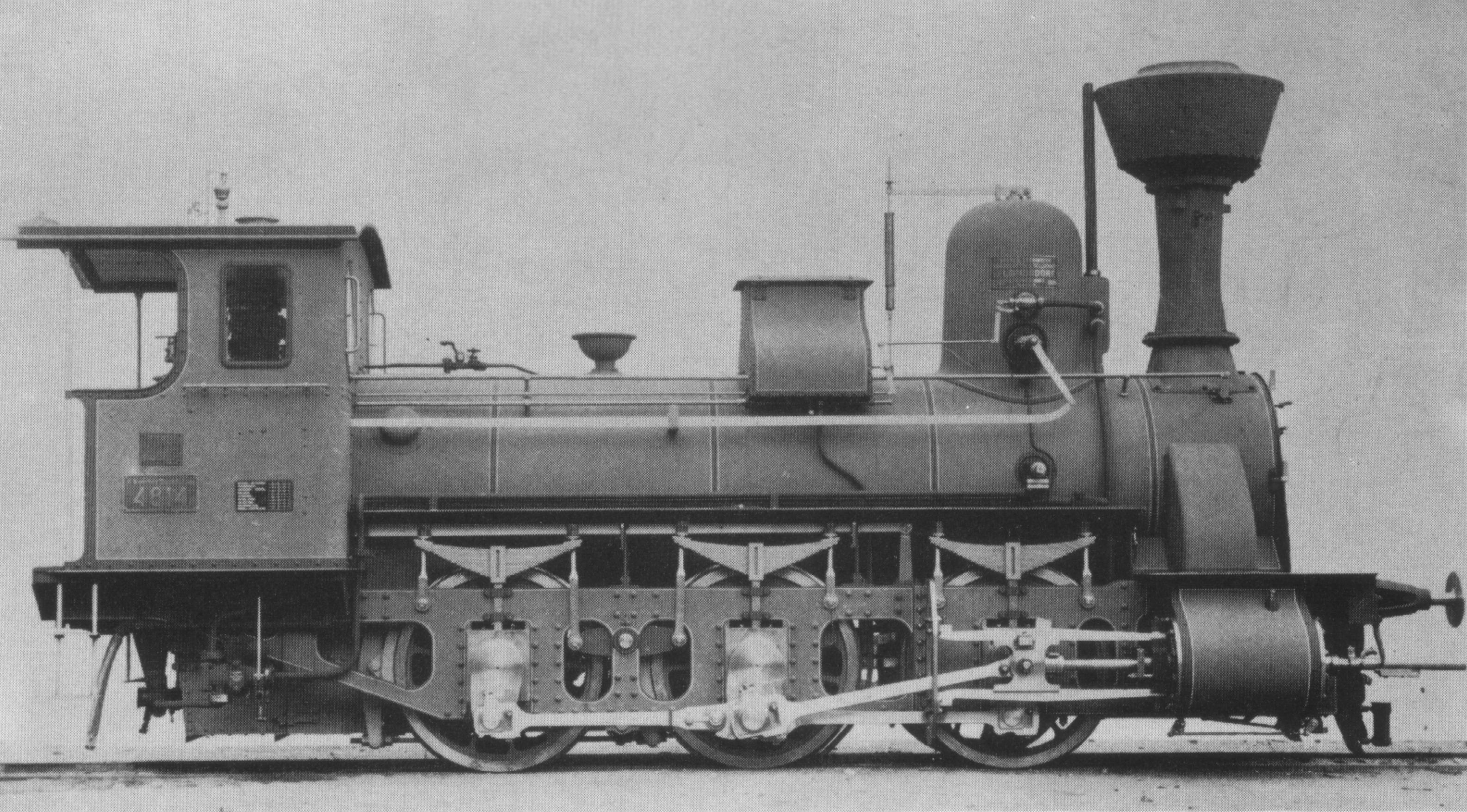
kkStB 48
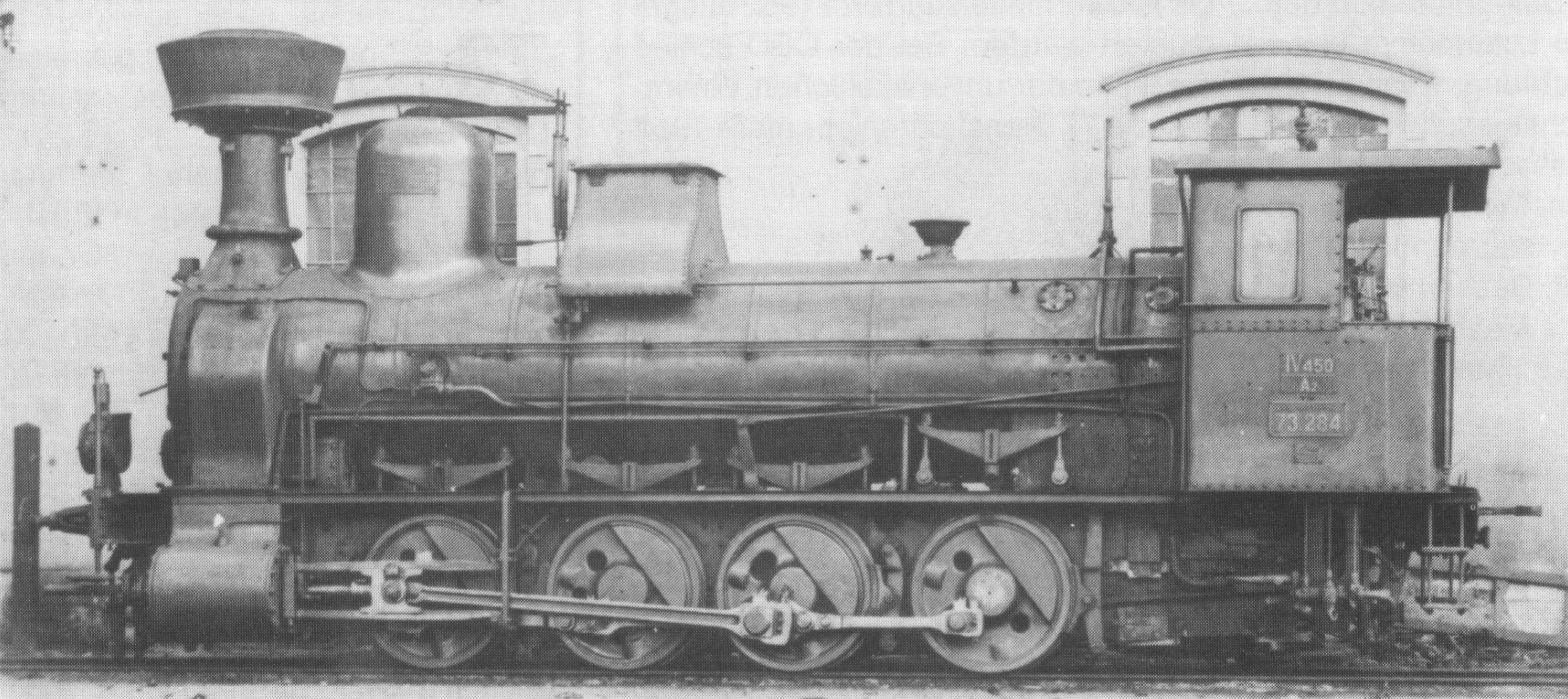
kkStB 73
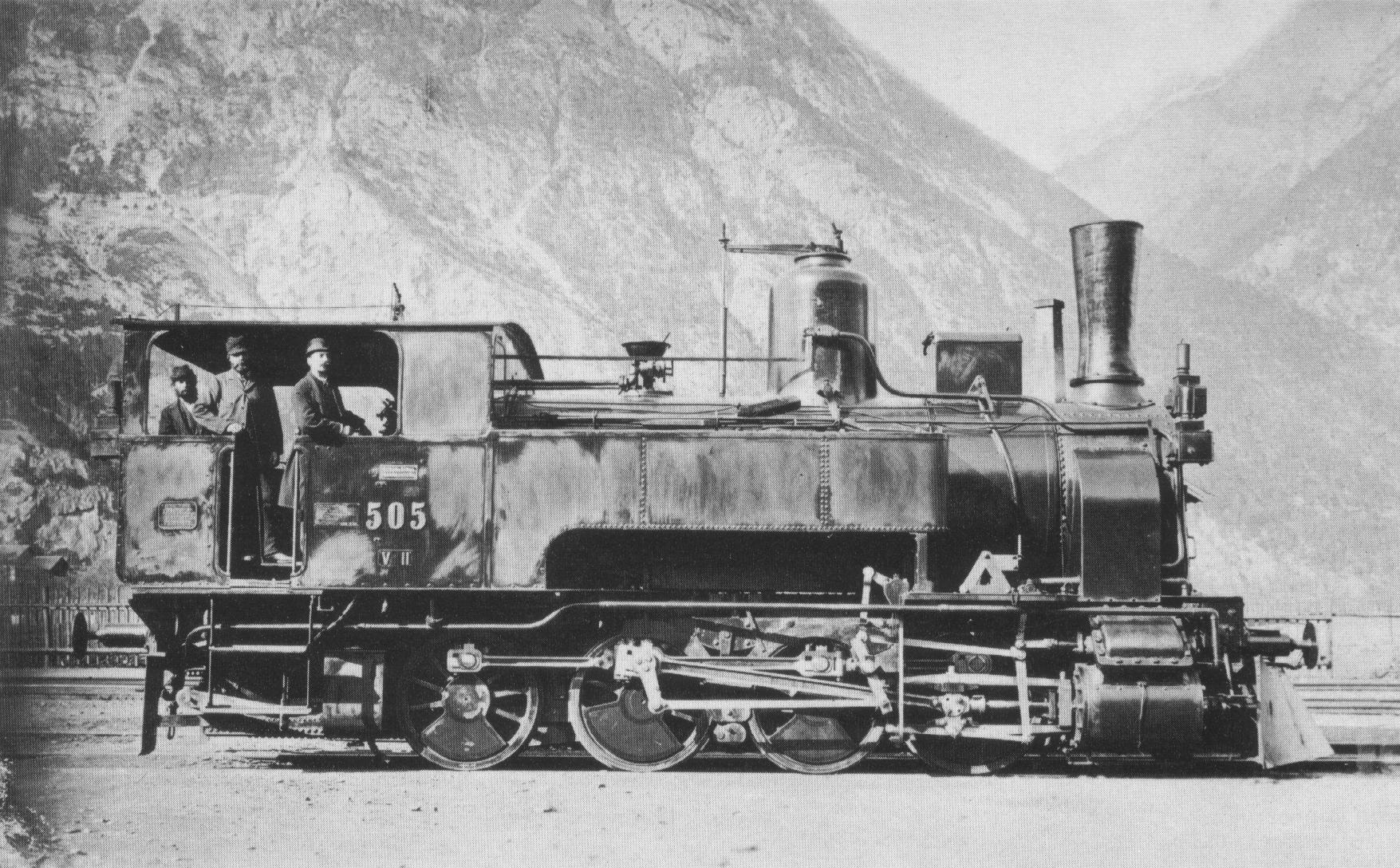
kkStB 78 (Krauss)
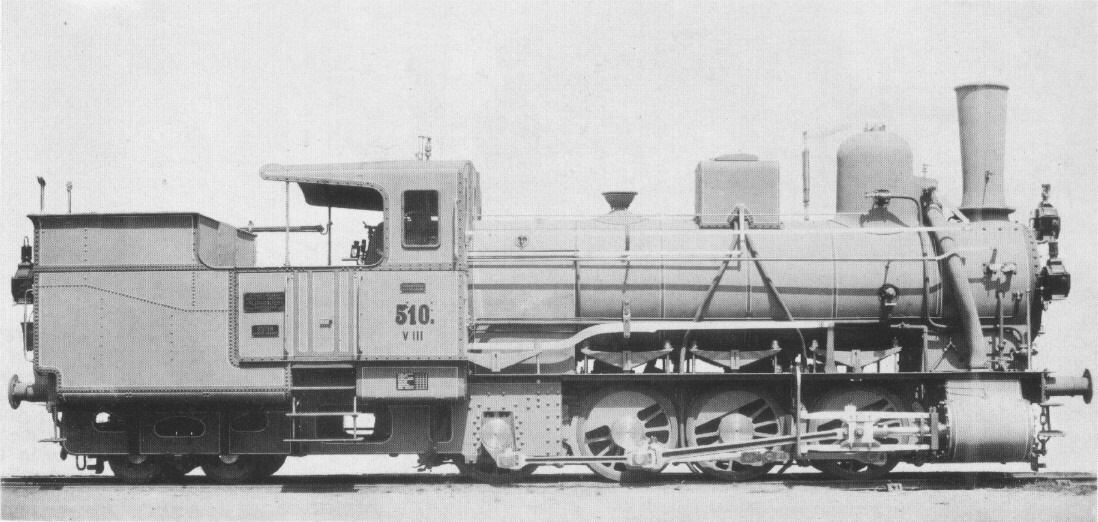
kkStB 79 (Floridsdorfer Lokomotivfabrik)
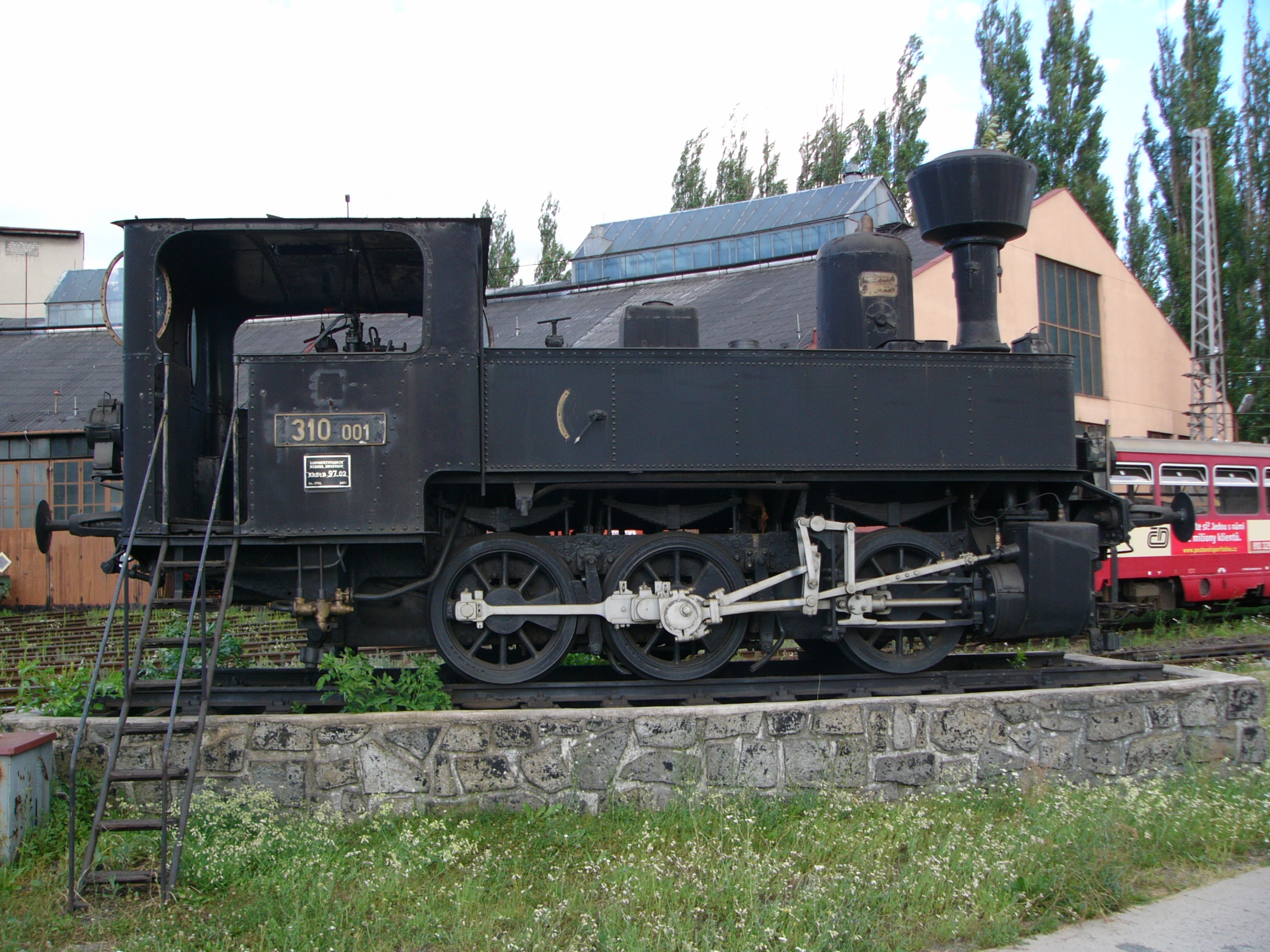
kkStB 97
kkStB 170
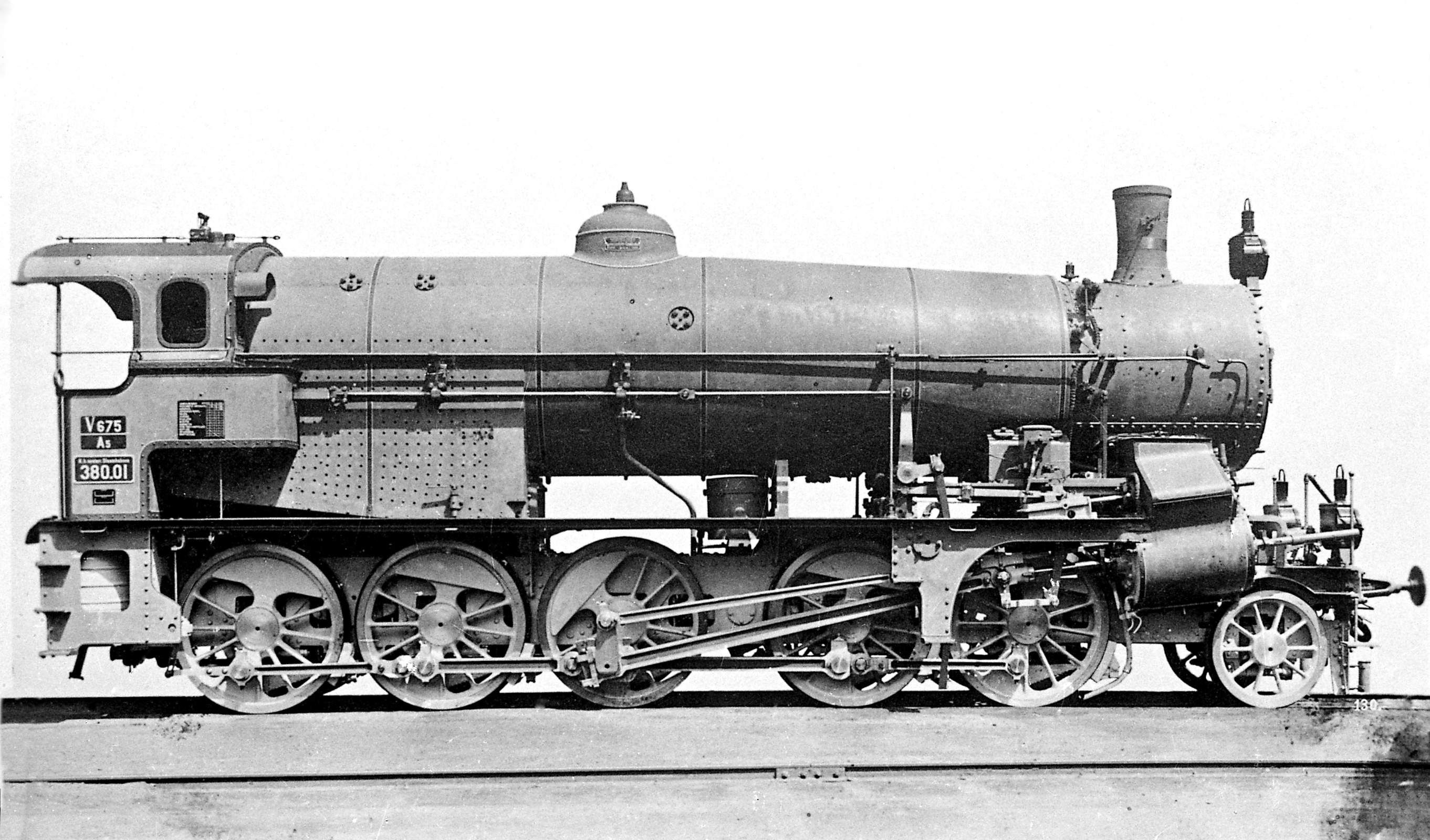
kkStB 380
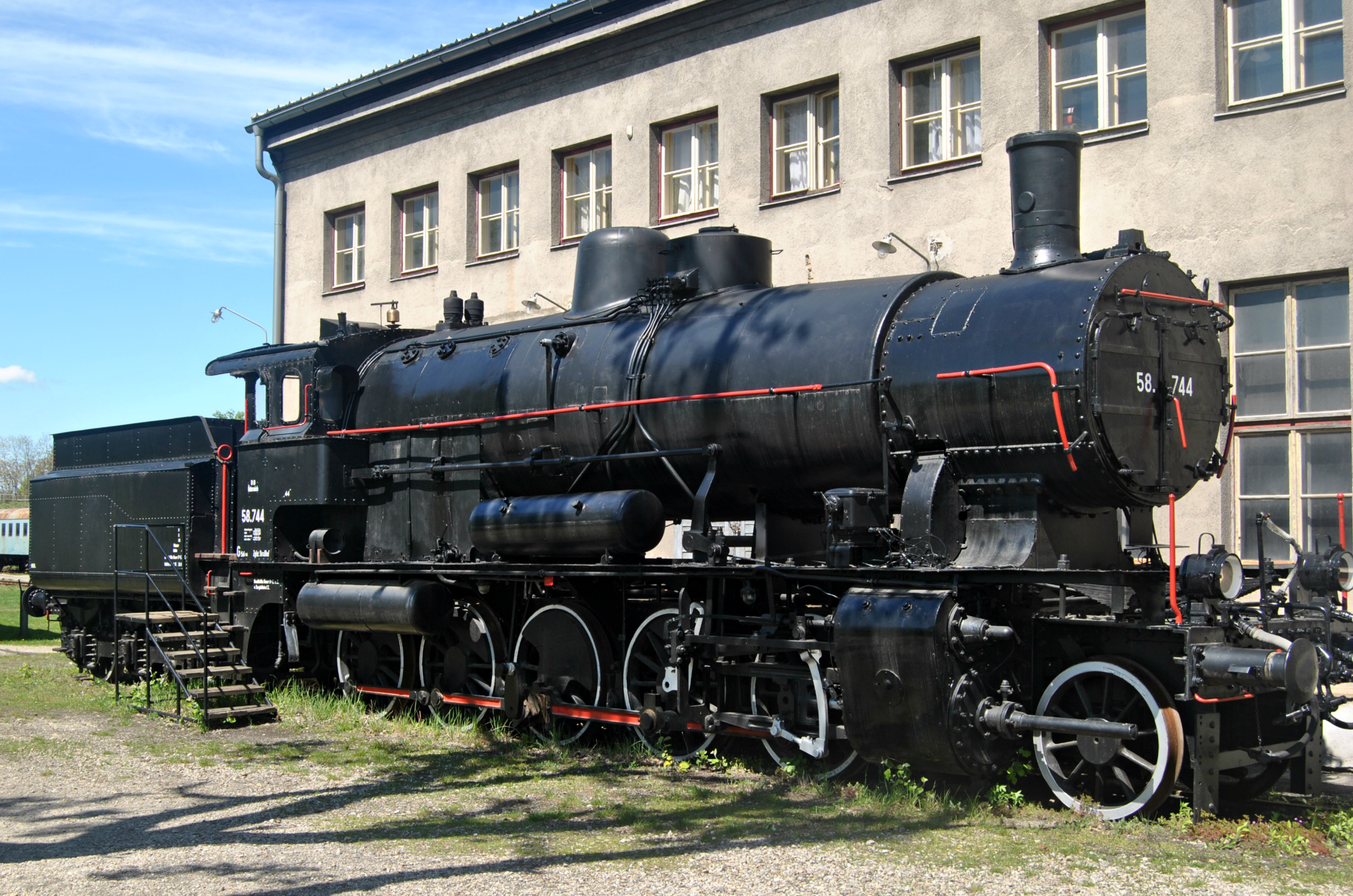
BBÖ 81

### Diesellokomotiven
Im Regelzugverkehr kamen Dieseltriebfahrzeuge nie zum Einsatz. Lediglich zum Verschub und zur Bedienung von Baustellen müssen, insbesondere bei abgeschalteter oder fehlender Oberleitung, Diesellokomotiven verwendet werden. Hier war es vor allem die von den Jenbacher Werken gebaute ÖBB-Reihe 2043, die auf der Arlbergbahn zu finden war. Im Verschubbetrieb wurden zudem Lokomotiven der ÖBB-Reihen 2062 und 2067 verwendet, die jedoch immer mehr von der leistungsstärkeren ÖBB-Reihe 2068 verdrängt wurden. Neuerdings sind zudem Dieselloks der ÖBB-Reihe 2016 „Hercules“ auf der Arlbergbahn anzutreffen.

### Elektro-Triebfahrzeuge und -Triebzüge
Mit der Aufnahme des elektrischen Betriebes auf der Arlbergbahn am 14. Mai 1925 wurde der Schnell- und Personenzugverkehr mit Triebfahrzeugen der BBÖ-Reihen 1100 (später als „Krokodil“ bekannt) und 1029 abgewickelt, während vor Güterzügen hauptsächlich die BBÖ-Reihe 1080 zum Einsatz kam.:S. 22 ff.
Ab 1940 wurden diese immer mehr von den weit leistungsstärkeren Lokomotiven der DR-Baureihe E 94 verdrängt. Diese Type kam ursprünglich nach dem Anschluss Österreichs an das Deutsche Reich und der damit verbundenen Betriebsübernahme durch die Deutsche Reichsbahn. Nach Kriegsende verblieben 44 Lokomotiven in Österreich, die 1952 durch drei weitere Nachbau-Lokomotiven ergänzt wurden, sie erhielten im ÖBB-Nummernschema der Nachkriegszeit die Bezeichnung 1020. Erst 1995 wurden die letzten Lokomotiven dieser bedeutenden Reihe ausgemustert.
Mit den ÖBB-Reihen 1010 und insbesondere 1110 kamen ab 1955 vorerst nur im Schnell- und Personenzugverkehr (später desgleichen im Güterzugverkehr) neue leistungsstarke Lokomotiven über den Arlberg zum Einsatz. Im Jahr 1963 folgten die Einheitslokomotiven der ÖBB-Reihe 1042, die heute im Arlbergverkehr nicht mehr anzutreffen sind. Seit 1976 kamen auf der Arlbergbahn ferner die neu beschafften, thyristorgesteuerten Triebfahrzeuge der ÖBB-Reihen 1044 und 1144 zum Einsatz.

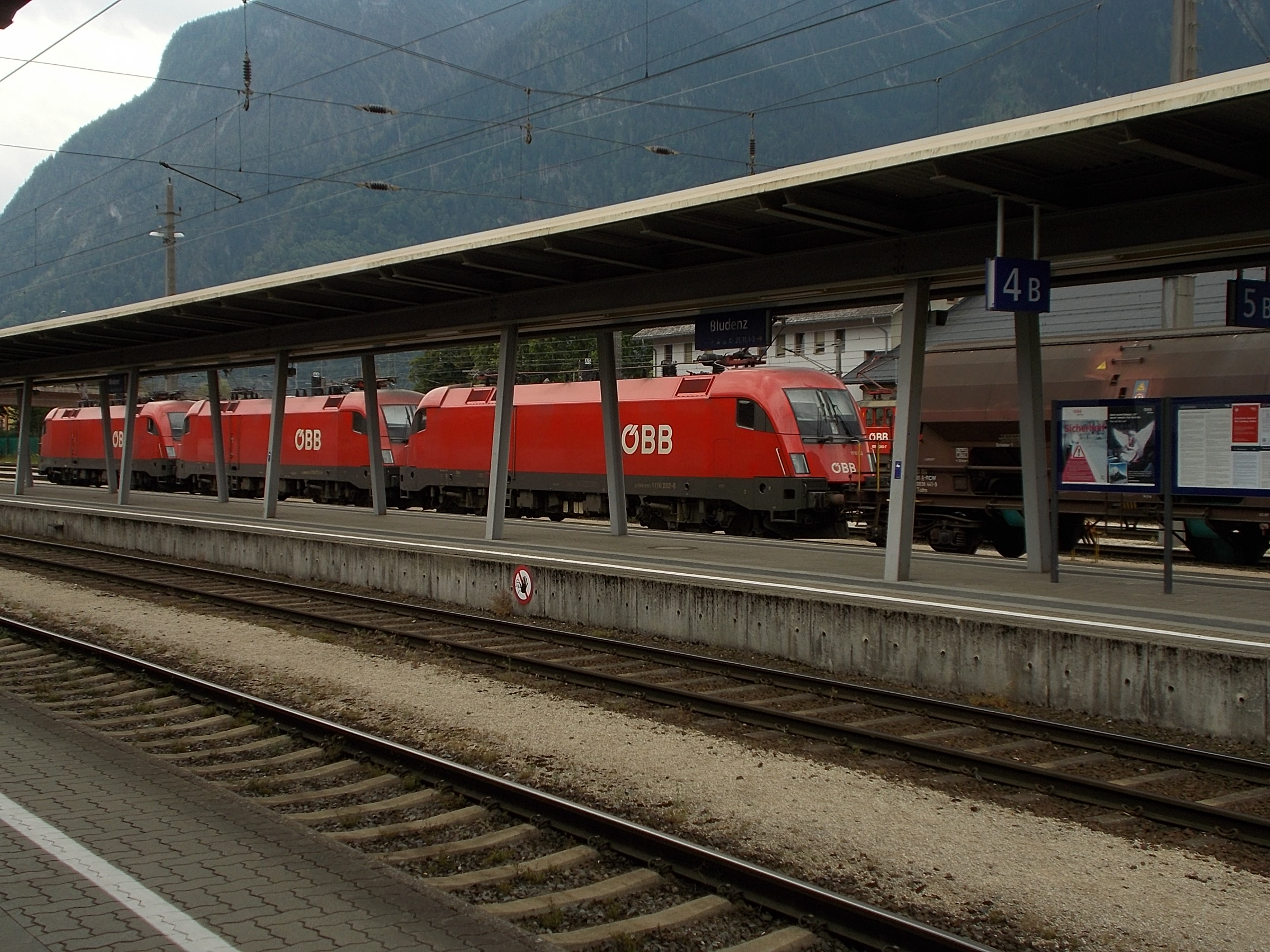
Ein mit drei „Taurus“ bespannter Güterzug steht 2018 im Bahnhof Bludenz zur Abfahrt in Richtung Arlberg bereit.

Allerdings werden die 1044 / 1144 ebenfalls schon von den neuen Einheitslokomotiven der ÖBB-Reihen 1016 und 1116 Taurus verdrängt, die heute sowohl im Fernzug-, als auch im Güterzugverkehr das Bild beherrschen. Seit Einführung der neuen Railjet-Züge am 14. Dezember 2008 kommen im Fernverkehr fast ausnahmslos nur mehr Lokomotiven dieser Bauart zum Einsatz. Nach wie vor ist die 1044/1144 als Vorspann- oder Schiebelok vor beziehungsweise hinter Güterzügen, sowie auch noch vereinzelt bei der Bespannung von Reisezügen (Fahrplan 2017/18 vor dem IC-Zugpaar 118/119) anzutreffen.
Für den am 1. Juni 1958 neu eingeführten Paradezug Transalpin wurden eigens vier neue Triebzüge der ÖBB-Reihe 4130 beschafft, die aus der ÖBB-Reihe 4030 hervorgingen. Diese hatten eine entsprechend angehobene Leistung und eine größere Höchstgeschwindigkeit. Zudem war im Steuerwagen eine Küche untergebracht. Da die 4130 schon bald nicht mehr den Anforderungen genügten, kam es zur Neukonstruktion des ÖBB-Triebzuges 4010, der ab 1965 zum Einsatz kam. Der sechsteilige Triebzug setzte in Österreich völlig neue Maßstäbe in Sachen Komfort und war bei den Reisenden überaus beliebt. Da selbst mit 4010-Doppelgarnituren nicht mehr das Auslangen gefunden wurde, musste der Transalpin ab 1977 mit Lokomotiven und Waggons geführt werden.
Im Regionalverkehr war der erste eingesetzte Triebzug die ÖBB-Reihe 4030, die wiederum von jenen der ÖBB-Reihe 4020 abgelöst wurde.
Seit dem Fahrplanwechsel am 9. Dezember 2007 kamen auf der Arlbergbahn die Triebzüge der Reihe 4011 – die ÖBB hatten drei Stück davon von der DB, bei der diese als Baureihe 411 verkehrten, gekauft – im Zuglauf ICE 562 / ICE 661 (Wien Westbf–Bregenz) zum Einsatz. Im Regionalverkehr werden ebenfalls seit 9. Dezember 2007 im Zuglauf (Rosenheim)–Innsbruck Hbf–Landeck-Zams Triebzüge der Baureihe 4024 verwendet. Die zuvor verwendeten Triebzüge der ÖBB-Reihe 4020 gehören damit der Vergangenheit an. Der ICE-Betrieb wurde 2008 wieder eingestellt. Seit Dezember 2009 wird die Arlbergbahn mit Railjet-Garnituren befahren, die in der Relation Wien – Salzburg – Innsbruck – Feldkirch – Zürich/Bregenz verkehren. Seit Dezember 2012 werden in der Relation Wien – Zürich – Wien fünf Tagesverbindungen mit Railjet erbracht.

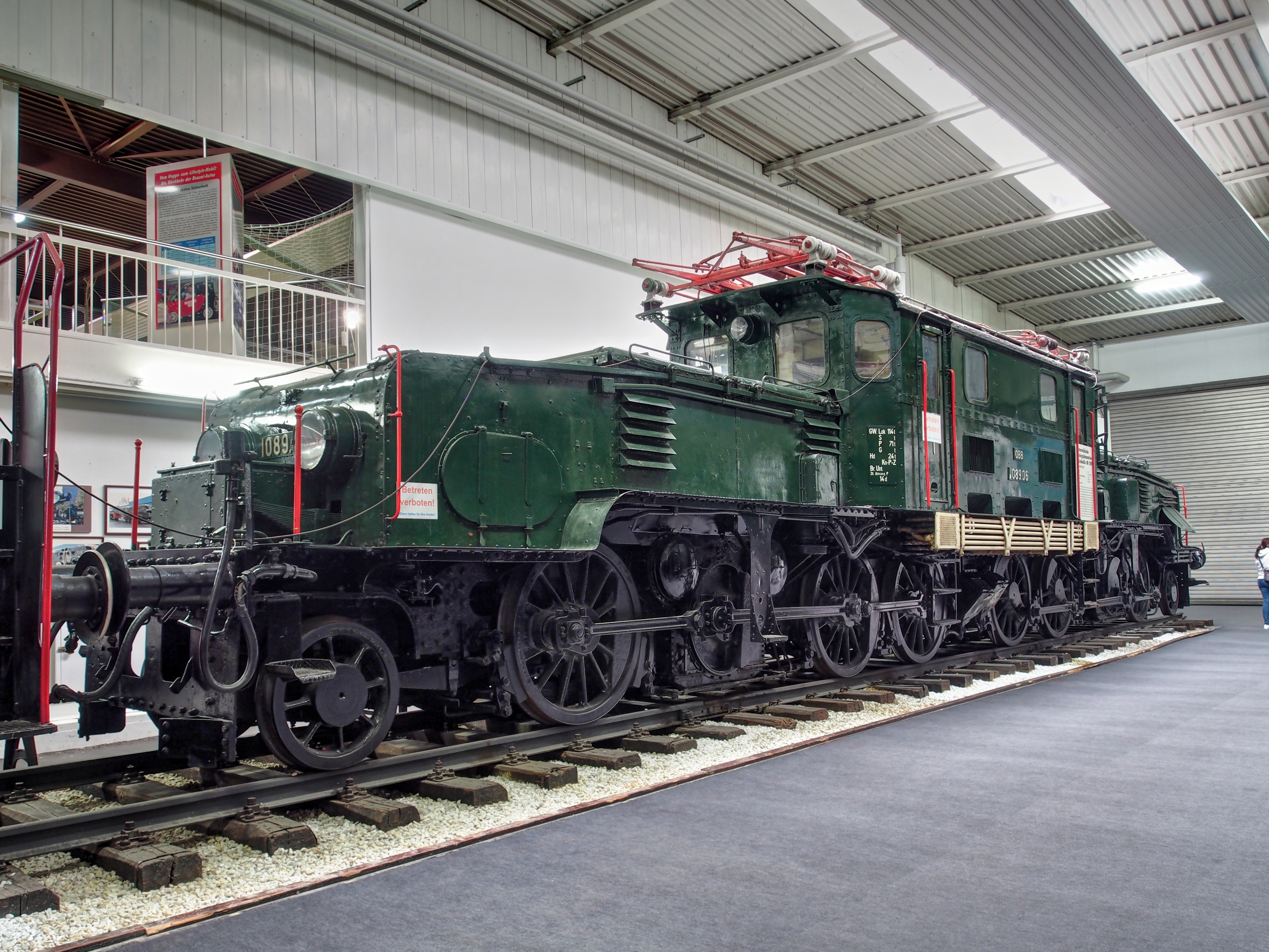
„Krokodil“ BBÖ 1100
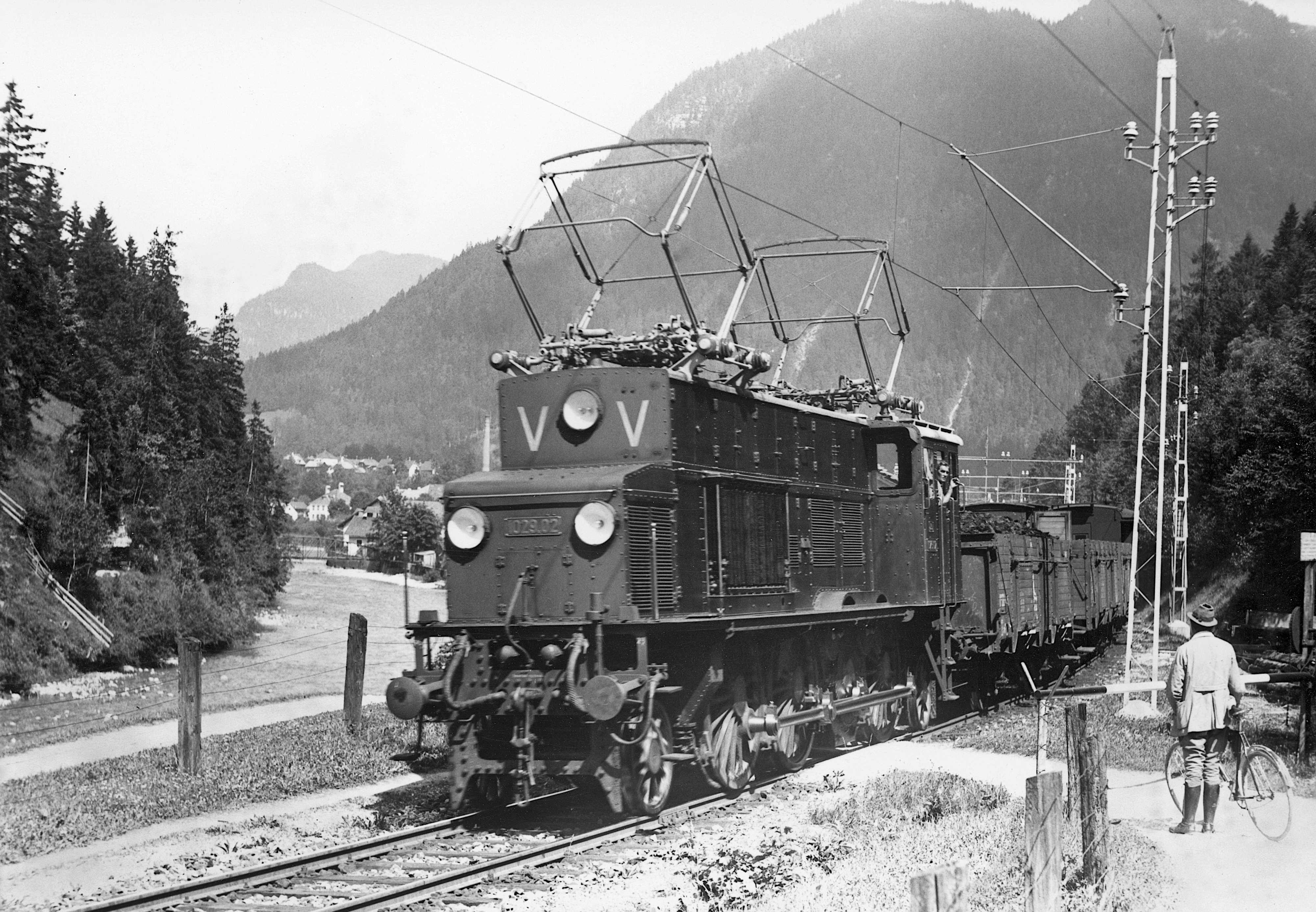
BBÖ 1029
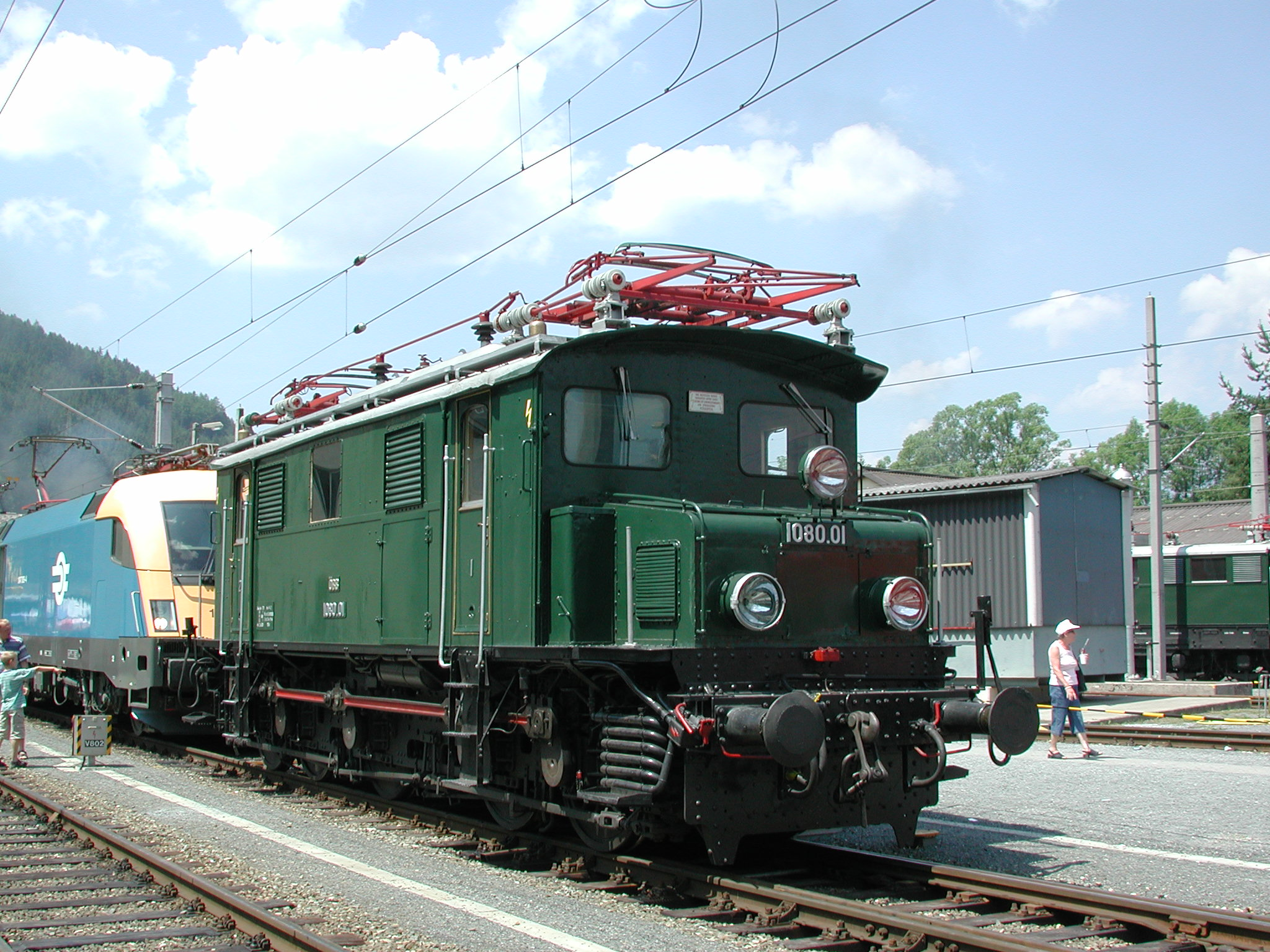
BBÖ 1080
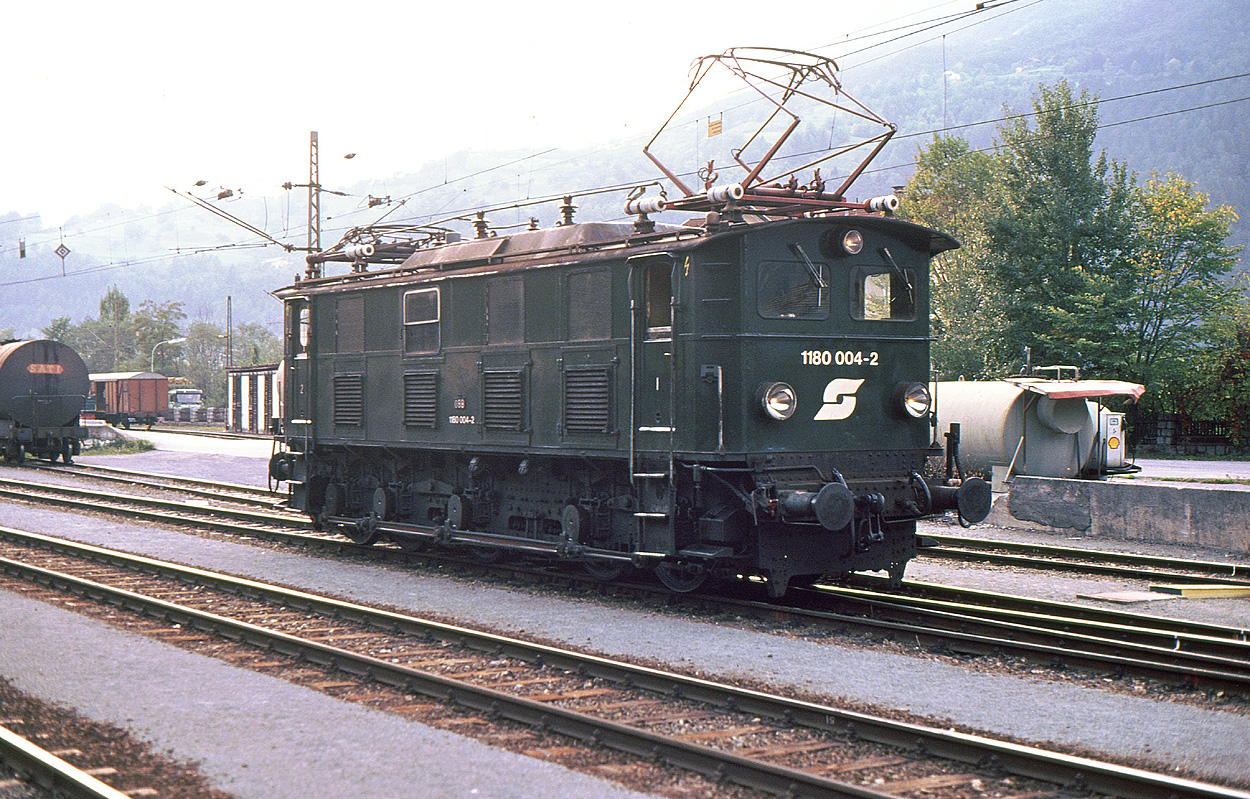
ÖBB-Reihe 1180 in Landeck
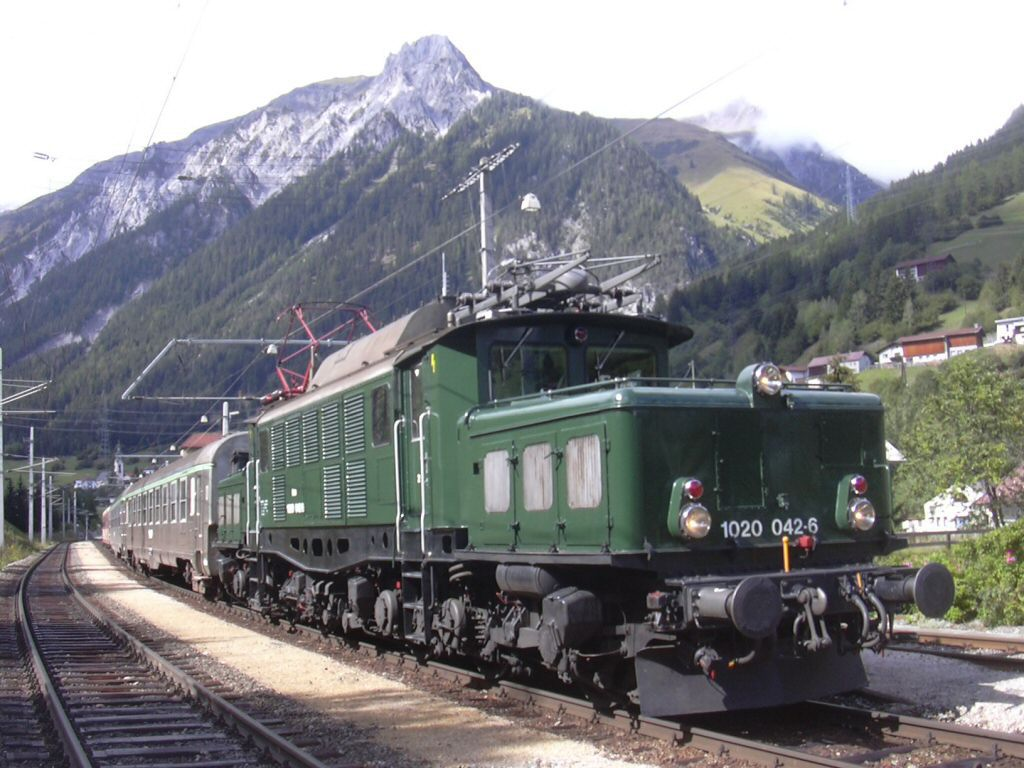
Lange Zeit beherrschten Triebfahrzeuge der Reihe 1020 (hier in Flirsch) das Bild am Arlberg
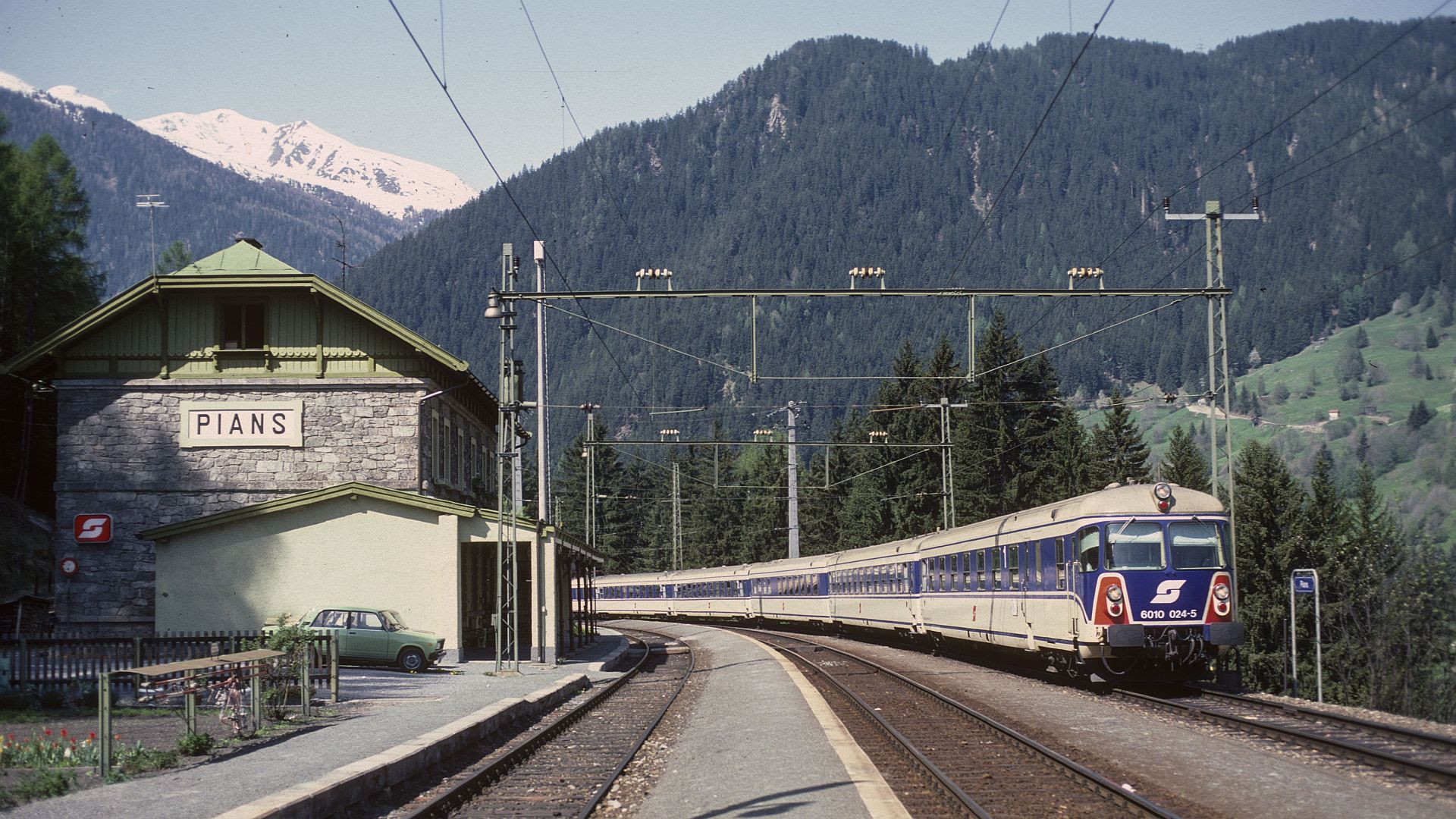
Triebzug der Reihe 4010 fährt in Pians durch
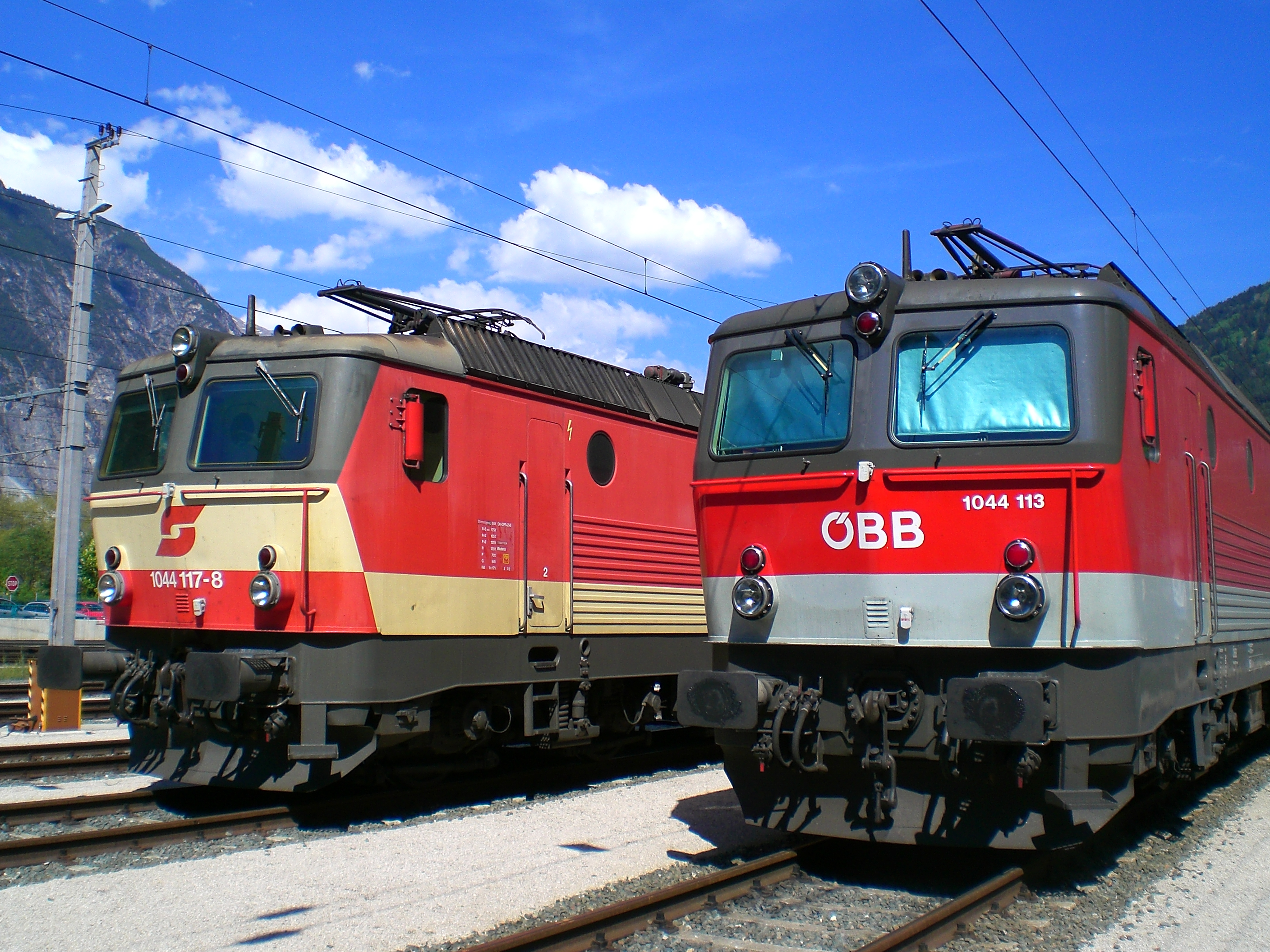
Zwei Loks der Reihe 1044 warten im Bahnhof Landeck-Zams auf ihre nächsten Einsätze
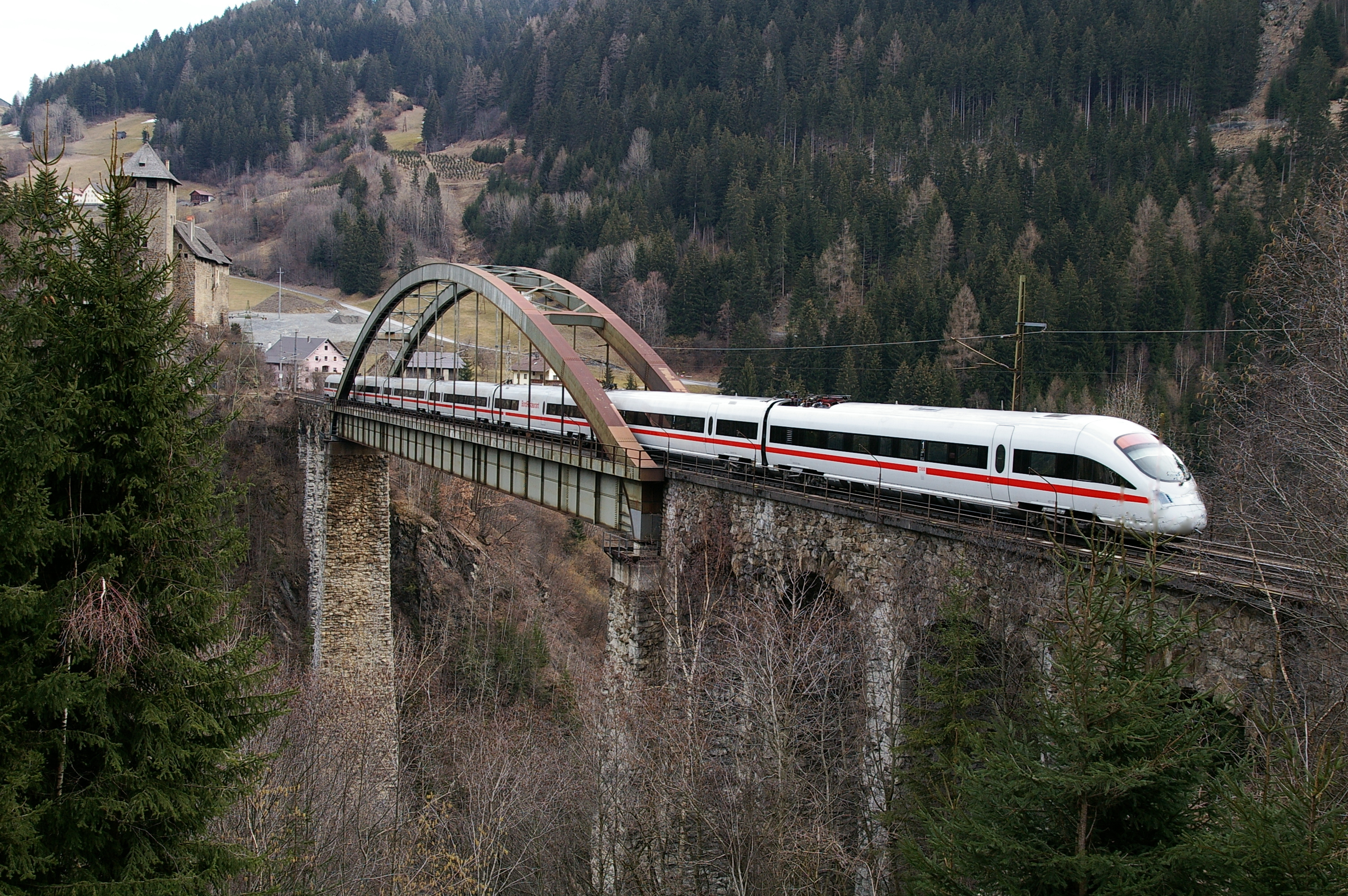
Triebzug 4011 als ÖBB-EuroCity 562 auf der Trisannabrücke
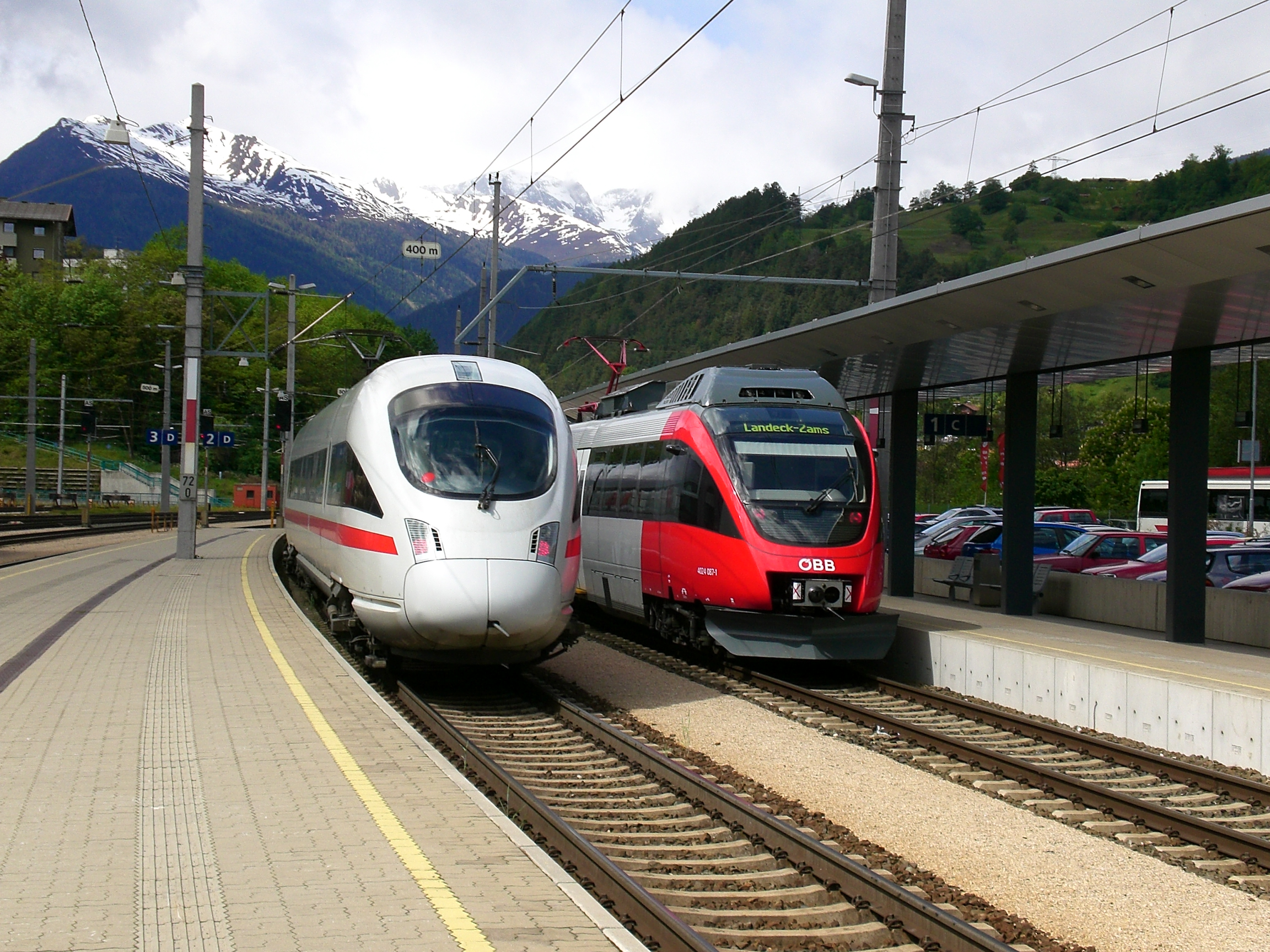
4011 und 4024 in Landeck-Zams
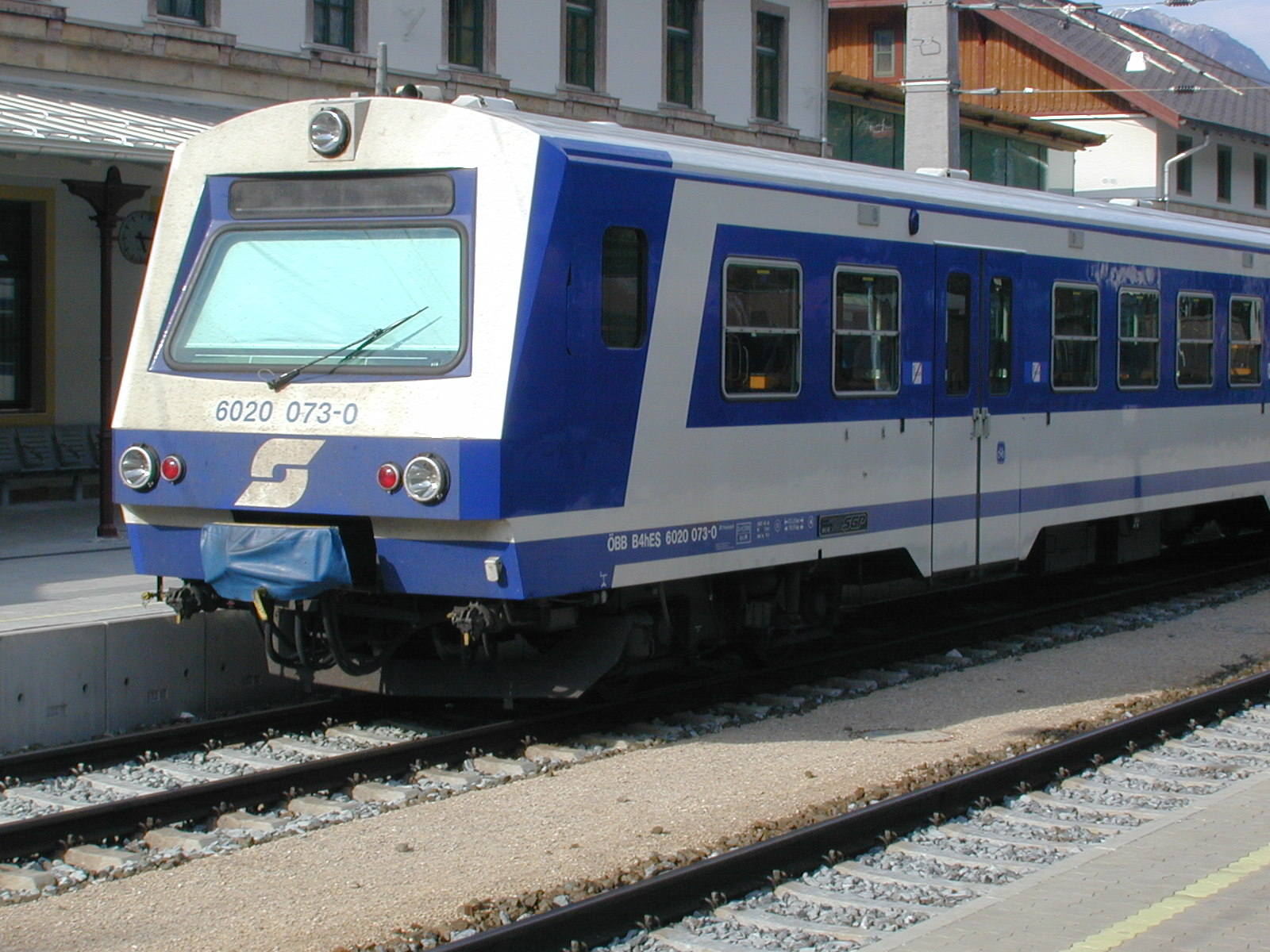
Triebzug der Reihe 4020 in Landeck-Zams

## Zwischenfälle

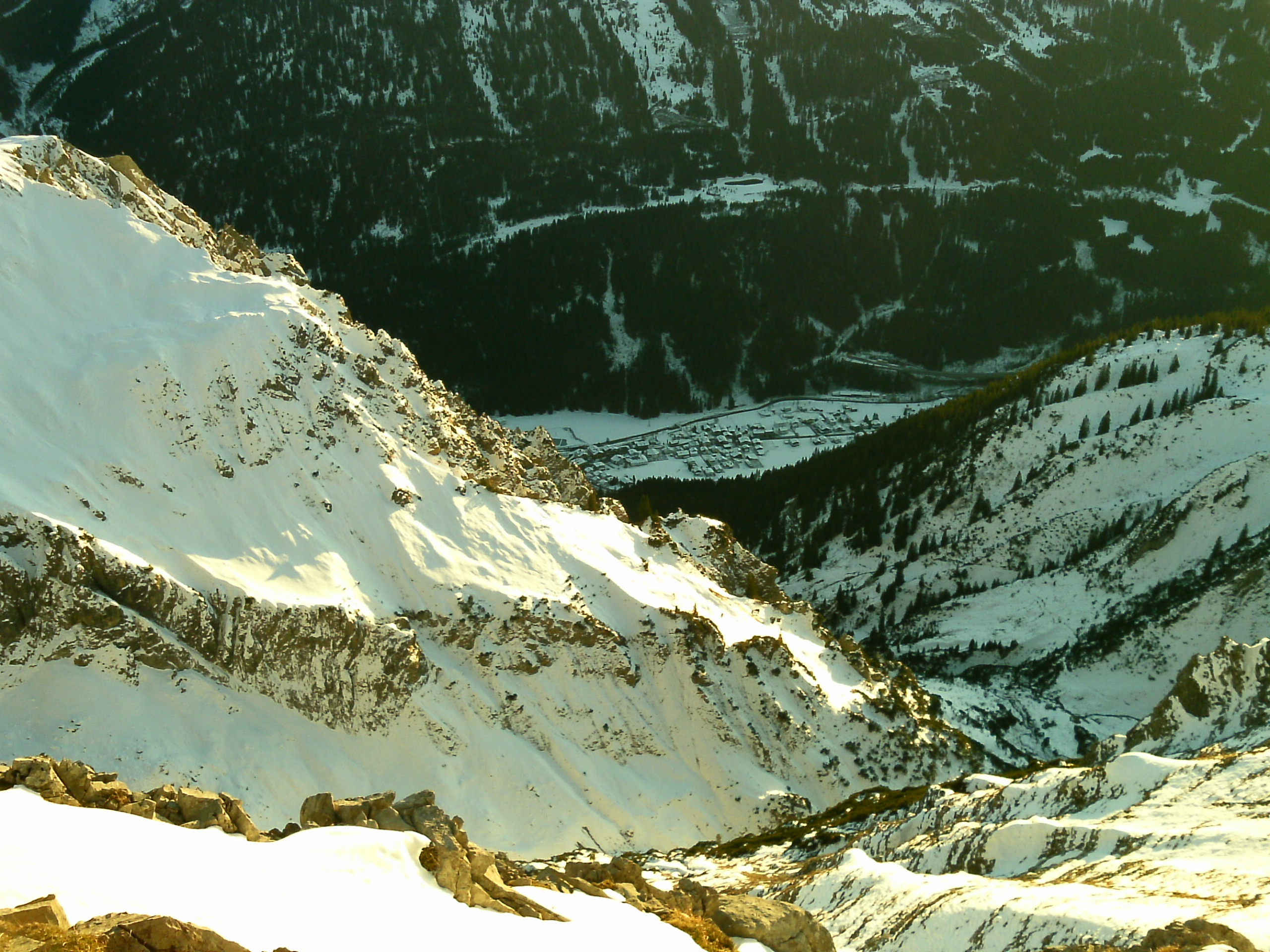
Eines der in das Klostertal und zur Arlbergbahn abstürzenden Tobel, im Vordergrund das Gipstäli, das am rechten Bildrand in das Wäldlitobel mündet. Tief unten (Höhenunterschied fast 1400 m) ist Klösterle zu sehen. (April 2021)

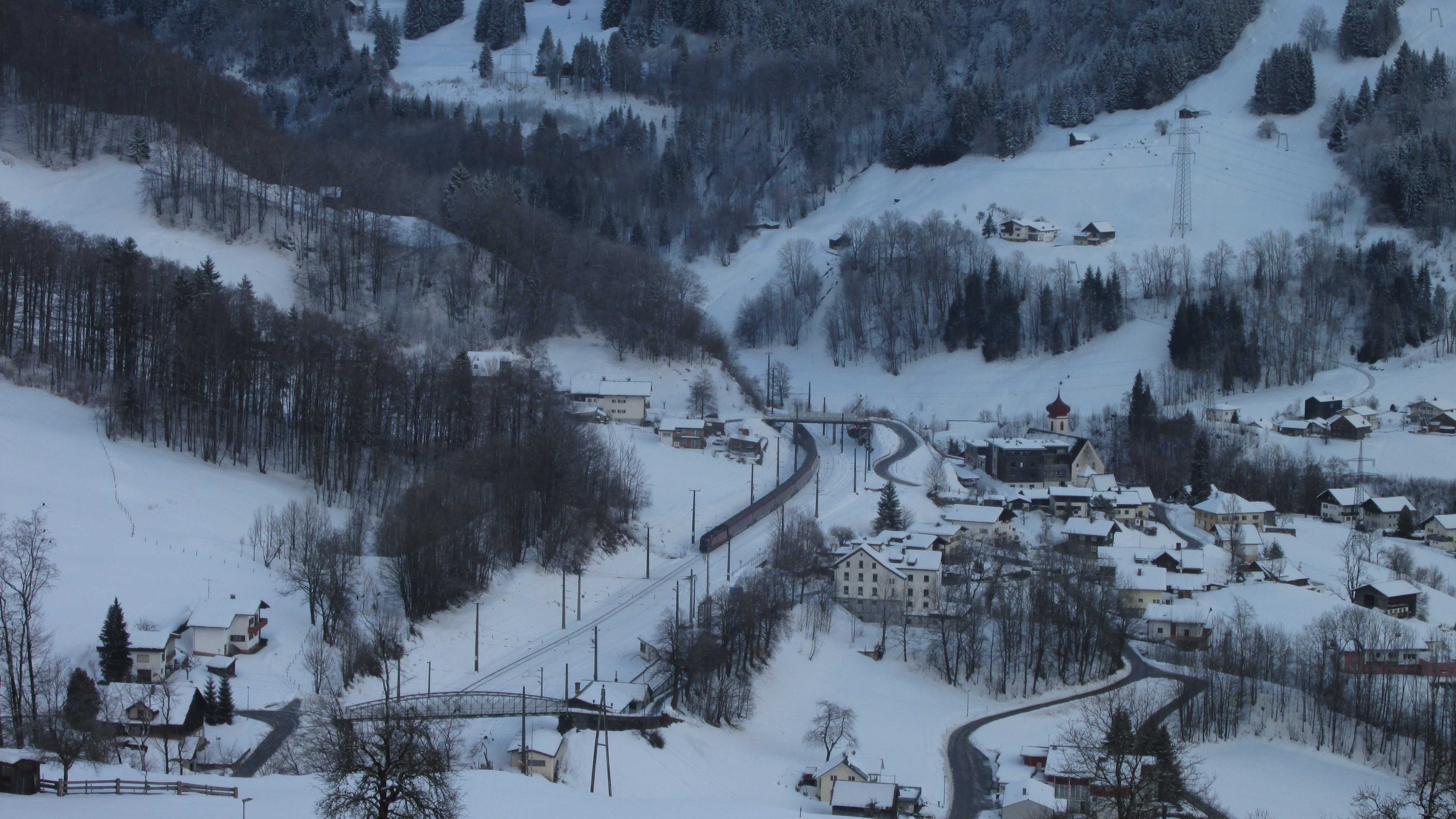
Betriebsbahnhof Dalaas. Am linken Bildrand vor der Baumreihe die Zugbahn der Muttentobellawine, in der ein Damm aufgeschüttet wurde. (Februar 2022)

Die vor allem auf der Westrampe anspruchsvolle Trassenführung, technische Gebrechen und die Naturgewalten (Lawinen, Vermurung, Steinschlag, unter Belastung durch Schnee oder Wind auf die Strecke gefallene Bäume) waren Ursache oder Mitursache einer Reihe schwerer Unfälle:
14 Wagen eines bergauf fahrenden Güterzuges rissen am 14. Jänner 1924 beim Anfahren nach einem außerplanmäßigen Halt im damaligen Großtobeltunnel, gut einen Kilometer vor Langen am Arlberg, bei einer Zugtrennung von den Lokomotiven ab. Sie liefen talwärts ab, bewegten sich mit weit über 100 km/h auf den Bahnhof Dalaas zu und konnten dort nur noch durch eine absichtlich herbeigeführte Entgleisung aufgehalten werden. Sie zerstörten einen Großteil der dortigen Bahnanlagen.
Ein Bremsversagen war der Grund für das Entgleisen aller 33 Wagen eines Güterzuges zwischen Dalaas und Braz am 15. Februar 1947. Die Lok kam erst in Nüziders zum Stehen.
Das jetzige Dalaaser Bahnhofsgebäude ist nach der Lawinenkatastrophe von 1954 etwas außerhalb der Lawinenzugbahn neu errichtet und 1968 fertiggestellt worden. Der E 632 von Bregenz nach Wien war am Vormittag des 11. Jänner 1954 aufgrund akuter Lawinengefahr in Dalaas angehalten worden. Am 12. Jänner brach kurz nach Mitternacht eine Großlawine aus dem dafür berüchtigten Muttentobel herunter. Sie warf die führende, vor dem Zubau des Dalaaser Bahnhofsgebäudes zum Stehen gekommene ÖBB 1020.47 dieses Zuges auf die Seite. Durch ihr Gewicht milderte sie den Druck der Schneemassen auf diesem Teil des Hauses. Der von der Lokomotive nicht geschützte, ältere Teil des massiv gemauerten Gebäudes wurde weggerissen. Dabei starben die darin wohnende Eisenbahnerfamilie sowie im Warteraum befindliche Reisende des Zuges; insgesamt zehn Menschen. Unter anderem im Februar 1970 drang eine Lawine aus dem Muttentobel wieder bis aufs Bahngelände vor; Schäden durch diesen Lawinenabgang sind allerdings nicht überliefert.
Am 27. Jänner 1968 wurde die 1908 errichtete Schanatobelbrücke zwischen Hintergasse und Braz nach starken Schneefällen von einer Lawine von den Widerlagern gerissen. Zwischen 29. Jänner und 20. Februar wurde unter schwierigen Bedingungen eine Behelfsbrücke mit 42 m Stützweite mit Roth-Waagner-Brückengerät errichtet. Wegen der Lawinengefahr im zu überbrückenden Graben musste die Behelfsbrücke im Freivorbau errichtet werden. Ab Anfang August 1968 begannen die Vorarbeiten für den Brückenneubau. Unter laufendem Betrieb wurde neben der Behelfsbrücke eine 155 t schwere Bogentragwerk-Brücke errichtet. Diese wurde in der Nacht vom 17. auf den 18. November in einer 14-stündigen Sperrpause eingeschoben. Bis zum 19. Dezember 1968 wurde die Behelfsbrücke wieder abgebaut.
Am 21. Februar 1971 bemerkte das Personal eines Güterzuges mit zehn mit melassiertem Spiritus beladenen, vierachsigen PKP-Kesselwagen ein Bremsversagen auf der Westrampe. Es zog noch alle erreichbaren Handbremsen an und sprang dann bei etwa 50 km/h ab. Alle Wagen entgleisten westlich des Bahnhofs Hintergasse aufgrund der zunehmenden, unzulässig hohen Geschwindigkeit. Sieben von ihnen stürzten etwa 100 m in die Tiefe und gerieten in Brand. Die Kupplung hinter der führenden ÖBB 1020 brach dabei, die Lokomotive lief mit bis zu 110 km/h talwärts und noch mit 100 km/h durch den Bahnhof Bludenz. Sie kam erst im Bahnhof Ludesch zum Stehen.
Am 11. August 1995 riss eine infolge eines schweren Gewitters abgehende Mure die Masonbachbrücke weg. Ein talwärts fahrender Reisezug konnte nicht rechtzeitig angehalten werden; die Lokomotive und die ersten drei Wagen stürzten in die Schlucht des Masonbaches. Der Lokführer und drei Reisende starben.
Am 16. Juni 2010 entgleiste zwischen Hintergasse und Braz, im und kurz nach dem Brazer Bogen, wo 70 km/h zulässig waren, ein talwärts fahrender Güterzug, der wegen Bremsversagens im Gefälle eine Geschwindigkeit von 125 km/h erreichte.
Zwischen den Tiroler Stationen Roppen und Imst-Pitztal kam es am 16. Mai 2023, nachmittags zu einer Vermurung, die Strecke wurde gesperrt, ein Schienenersatzverkehr eingerichtet.